# Potências do Eixo
As Potências do Eixo (em alemão: Achsenmächte; em italiano: Potenze dell'Asse; em japonês: 枢軸国 Sūjikukoku), originalmente chamadas de Eixo Roma-Berlim  e também Eixo Roma-Berlim-Tóquio, foram uma coalizão militar que iniciou a Segunda Guerra Mundial e lutou contra os Aliados. Seus principais membros foram a Alemanha Nazista, Itália Fascista e o Império do Japão. O Eixo estava unido em suas posições de extrema direita e oposição geral aos Aliados, mas, fora isso, carecia de coordenação e coesão ideológica comparáveis.
O Eixo surgiu de sucessivos esforços diplomáticos da Alemanha, Itália e Japão para garantir seus próprios interesses expansionistas específicos em meados da década de 1930. O primeiro passo foi o protocolo assinado pela Alemanha e pela Itália em outubro de 1936, após o qual o líder italiano Benito Mussolini declarou que todos os outros países europeus passariam a girar em torno do eixo Roma-Berlim, criando assim o termo "Eixo".  Em novembro seguinte, foi ratificado o Pacto Anticomintern, um tratado anticomunista entre a Alemanha e o Japão; a Itália aderiu ao Pacto em 1937, seguida pela Hungria e Espanha em 1939. O "Eixo Roma-Berlim" tornou-se uma aliança militar em 1939 sob o chamado "Pacto de Aço", com o Pacto Tripartite de 1940 integrando formalmente os objetivos militares da Alemanha, Itália, Japão e, posteriormente, seguido por outras nações. Os três pactos formaram a base da aliança do Eixo. 
No seu auge, em 1942, o Eixo presidiu grandes partes da Europa, Norte da África e Leste da Ásia, seja por meio de ocupação, anexação ou estados fantoches. Ao contrário dos Aliados,  não houve reuniões de cimeira a três, e a cooperação e a coordenação foram mínimas; por vezes, os interesses das principais potências do Eixo estavam mesmo em desacordo entre si.  O Eixo finalmente chegou ao fim com sua derrota em 1945.
Particularmente na Europa, o uso do termo "Eixo" às vezes se refere apenas à aliança entre a Itália e a Alemanha, embora fora da Europa seja normalmente entendido como incluindo o Japão. 

## Origens e criação

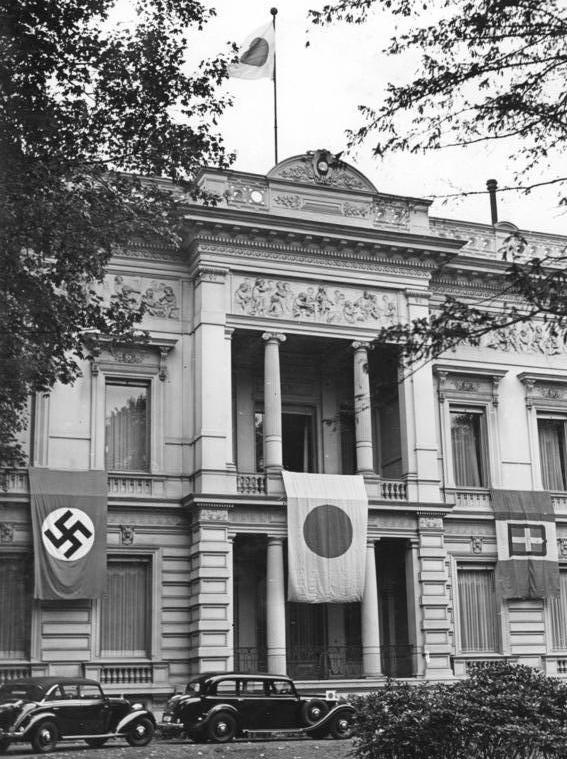
Bandeiras da Alemanha, Japão e Itália cobrindo a fachada da Embaixada do Japão na Tiergartenstraße em Berlim (setembro de 1940)

O termo "eixo" foi aplicado pela primeira vez à relação ítalo-alemã pelo primeiro-ministro italiano Benito Mussolini em setembro de 1923, quando escreveu no prefácio de La Germania Repubblicana, de Roberto Suster, que "não há dúvida de que neste momento o eixo da história europeia passa por Berlim" (non v'ha dubbio che in questo momento l'asse della storia europea passa per Berlino).  Na época, ele buscava uma aliança com a República de Weimar contra a Iugoslávia e a França na disputa pelo Estado Livre de Fiume. 

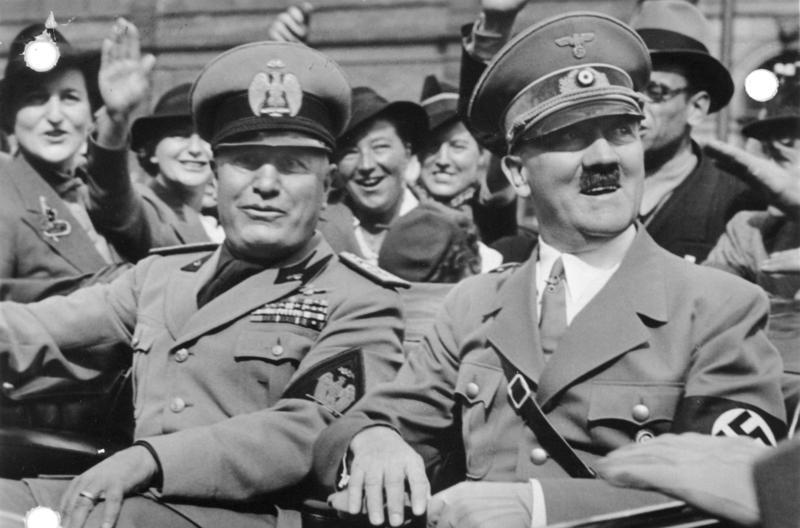
O Führer alemão Adolf Hitler (à direita) ao lado do Duce italiano Benito Mussolini (à esquerda)

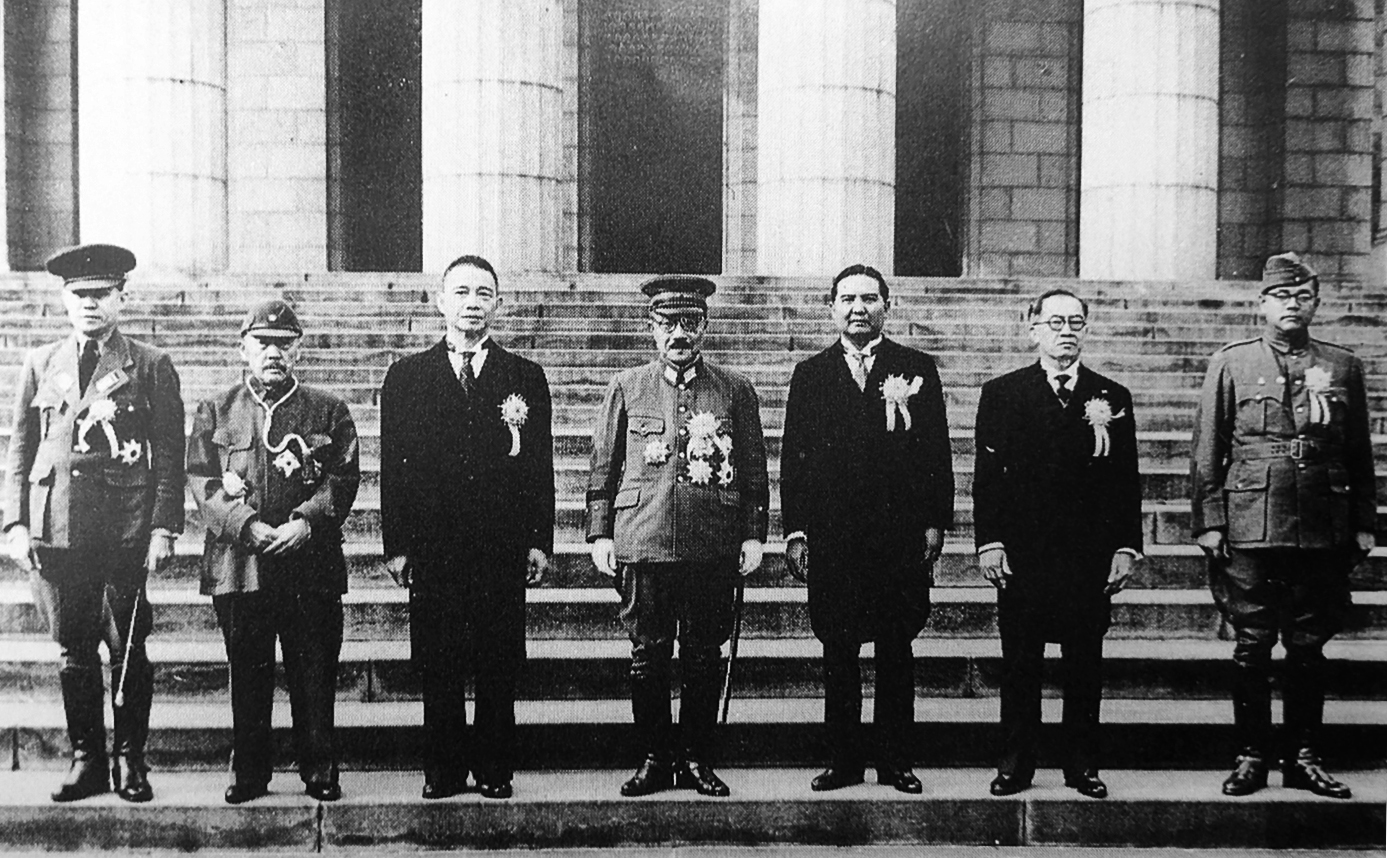
O primeiro-ministro japonês Hideki Tojo (centro) com outros representantes governamentais da Esfera de Coprosperidade da Grande Ásia Oriental. À esquerda de Tojo, da esquerda para a direita: Ba Maw da Birmânia, Zhang Jinghui, Wang Jingwei da China. À direita de Tojo, da esquerda para a direita, Wan Waithayakon da Tailândia, José P. Laurel das Filipinas e Subhas Chandra Bose da Índia.

O termo foi usado pelo primeiro-ministro húngaro Gyula Gömbös ao defender uma aliança da Hungria com a Alemanha e a Itália no início da década de 1930.  Os esforços de Gömbös afetaram os Protocolos de Roma Ítalo-Húngaros, mas sua morte repentina em 1936 enquanto negociava com a Alemanha em Munique e a chegada de Kálmán Darányi, seu sucessor, acabaram com o envolvimento da Hungria na busca de um eixo trilateral.  Negociações contenciosas entre o ministro das Relações Exteriores italiano, Galeazzo Ciano, e o embaixador alemão, Ulrich von Hassell, resultaram em um Protocolo de Nove Pontos, assinado por Ciano e seu homólogo alemão, Konstantin von Neurath, em 1936. Quando Mussolini anunciou publicamente a assinatura em 1 de novembro, ele proclamou a criação de um eixo Roma-Berlim. 

### Propostas iniciais de uma aliança germano-italiana

A assinatura do Pacto Tripartite pela Alemanha, Japão e Itália em 27 de setembro de 1940 em Berlim. Sentados da esquerda para a direita estão o embaixador japonês na Alemanha, Saburō Kurusu, o ministro italiano das Relações Exteriores, Galeazzo Ciano, e Adolf Hitler.

A Itália sob o comando do Duce Benito Mussolini havia buscado uma aliança estratégica da Itália com a Alemanha contra a França desde o início da década de 1920.  Antes de se tornar chefe de governo na Itália como líder do movimento fascista italiano, Mussolini defendeu a aliança com a Alemanha derrotada após a Conferência de Paz de Paris (1919-1920) ter resolvido a Primeira Guerra Mundial.  Ele acreditava que a Itália poderia expandir sua influência na Europa aliando-se à Alemanha contra a França.  No início de 1923, como um gesto de boa vontade para com a Alemanha, a Itália entregou secretamente armas para a Reichswehr, que havia enfrentado um grande desarmamento sob as disposições do Tratado de Versalhes. 
Desde a década de 1920, a Itália identificou o ano de 1935 como uma data crucial para a preparação de uma guerra contra a França, uma vez que 1935 era o ano em que as obrigações da Alemanha ao abrigo do Tratado de Versalhes estavam programadas para expirar.  Em 1924, ocorreram reuniões em Berlim entre o general italiano Luigi Capello e figuras proeminentes do exército alemão, como von Seeckt e Erich Ludendorff, sobre a colaboração militar entre a Alemanha e a Itália. As discussões concluíram que os alemães ainda queriam uma guerra de vingança contra a França, mas estavam com falta de armas e esperavam que a Itália pudesse ajudar a Alemanha. 
Contudo, nessa altura, Mussolini sublinhou uma condição importante que a Itália deve cumprir numa aliança com a Alemanha: que a Itália "deve ... rebocá-los, não ser rebocado por eles".  O ministro das Relações Exteriores italiano, Dino Grandi, no início da década de 1930, enfatizou a importância do "peso decisivo" envolvendo as relações da Itália entre a França e a Alemanha, nas quais ele reconheceu que a Itália ainda não era uma grande potência, mas percebeu que a Itália tinha influência forte o suficiente para alterar a situação política na Europa, colocando o peso de seu apoio em um lado ou outro, e procurou equilibrar as relações entre os três.  

### Aliança do Danúbio, disputa pela Áustria

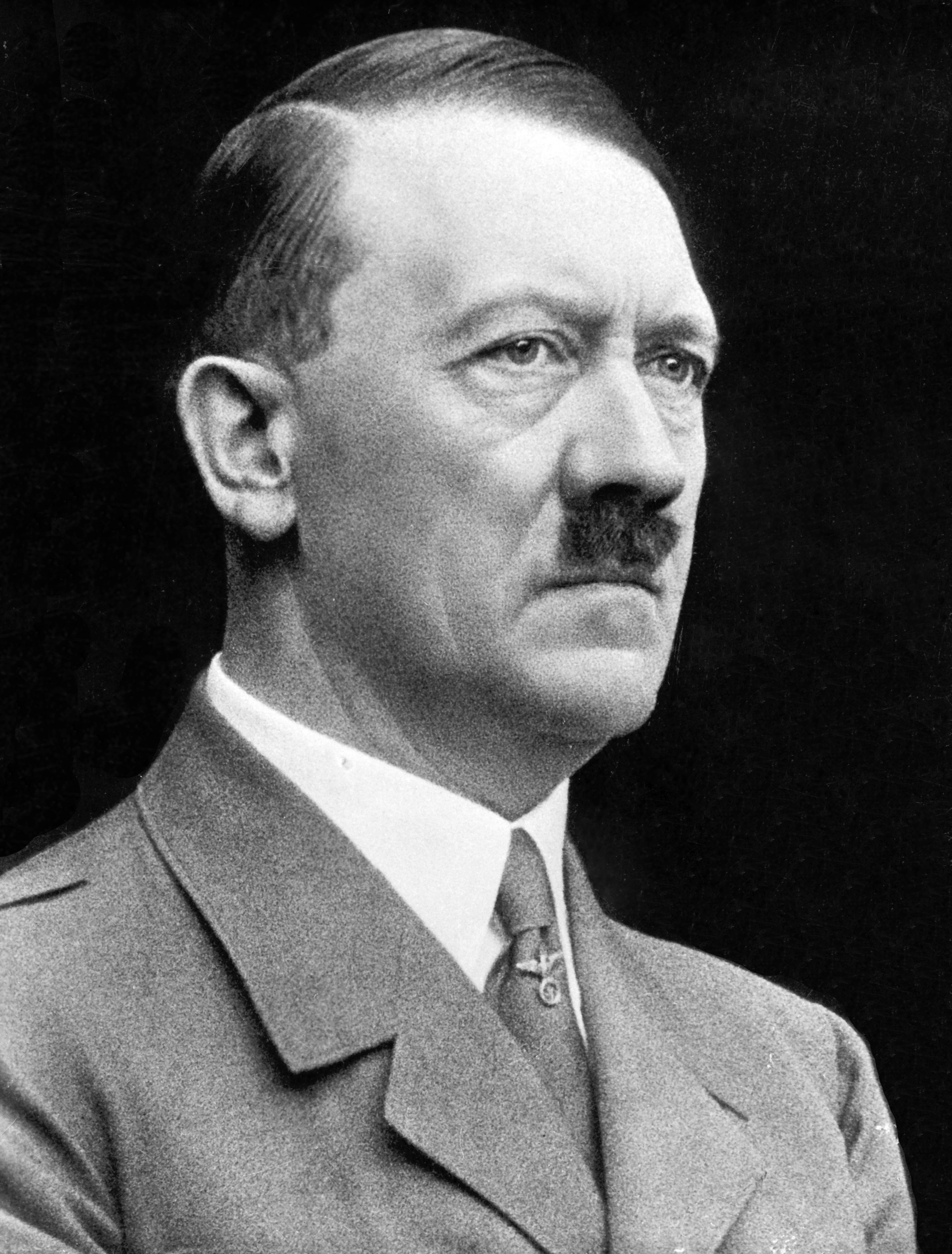
Adolf Hitler, Führer e Chanceler do Reich do Povo Alemão, 1933–1945

Em 1933, Adolf Hitler e o Partido Nazista chegaram ao poder na Alemanha. Hitler defendia uma aliança entre a Alemanha e a Itália desde a década de 1920.  Pouco depois de ser nomeado chanceler da Alemanha, Hitler enviou uma mensagem pessoal a Mussolini, declarando "admiração e homenagem" e declarando sua expectativa pelas perspectivas de amizade e até mesmo aliança germano-italiana.  Hitler sabia que a Itália tinha preocupações sobre potenciais reivindicações de terras alemãs no Tirol do Sul e garantiu a Mussolini que a Alemanha não estava interessada no Tirol do Sul. Hitler, em Mein Kampf, declarou que o Tirol do Sul não era um problema, considerando as vantagens que seriam obtidas com uma aliança germano-italiana. Após a ascensão de Hitler ao poder, a proposta da Diretoria das Quatro Potências pela Itália foi analisada com interesse pela Grã-Bretanha, mas Hitler não estava comprometido com ela, resultando em Mussolini instando Hitler a considerar as vantagens diplomáticas que a Alemanha ganharia ao romper o isolamento ao entrar na Diretoria e evitar um conflito armado imediato.  A proposta da Direcção das Quatro Potências estipulava que a Alemanha já não seria obrigada a ter armas limitadas e que lhe seria concedido o direito de rearmamento sob supervisão estrangeira por fases.  Hitler rejeitou completamente a ideia de rearmamento controlado sob supervisão estrangeira. 
Mussolini não confiava nas intenções de Hitler em relação ao Anschluss nem na promessa de Hitler de não reivindicar territórios no Tirol do Sul.  Mussolini informou Hitler que estava satisfeito com a presença do governo antimarxista de Engelbert Dollfuss na Primeira República Austríaca e avisou Hitler que ele se opunha veementemente ao Anschluss.  Hitler respondeu com desprezo a Mussolini que pretendia "atirar Dollfuss ao mar".  Com este desacordo sobre a Áustria, as relações entre Hitler e Mussolini tornaram-se cada vez mais distantes. 
Hitler tentou quebrar o impasse com a Itália sobre a Áustria enviando Hermann Göring para negociar com Mussolini em 1933 para convencer Mussolini a pressionar a Áustria a nomear nazistas austríacos para o governo.  Göring afirmou que o domínio nazista da Áustria era inevitável e que a Itália deveria aceitar isso, além de repetir a Mussolini a promessa de Hitler de "considerar a questão da fronteira do Tirol do Sul como finalmente liquidada pelos tratados de paz".  Em resposta à visita de Göring a Mussolini, Dollfuss foi imediatamente à Itália para conter qualquer progresso diplomático alemão.  Dollfuss afirmou que seu governo estava desafiando ativamente os marxistas na Áustria e afirmou que, uma vez que os marxistas fossem derrotados na Áustria, o apoio aos nazistas austríacos diminuiria. 

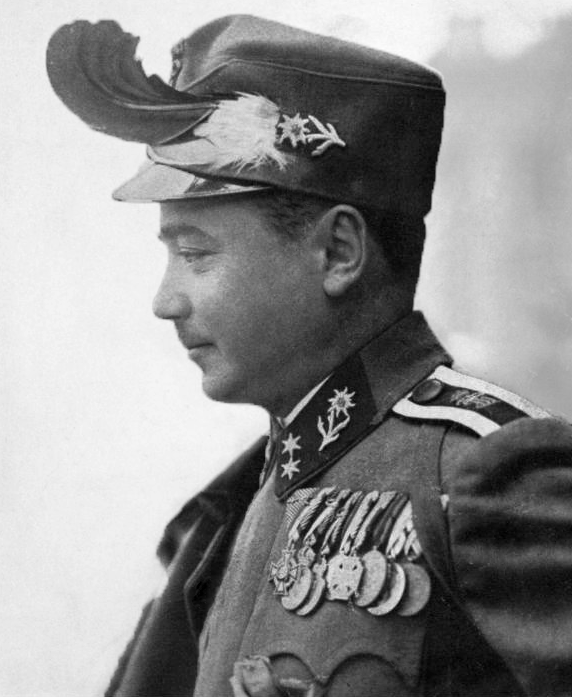
Engelbert Dollfuss, 1933

Em junho de 1934, Hitler e Mussolini se encontraram pela primeira vez, em Veneza. A reunião não ocorreu de forma amigável. Hitler exigiu que Mussolini chegasse a um acordo sobre a Áustria, pressionando Dollfuss a nomear nazistas austríacos para seu gabinete, mas Mussolini recusou categoricamente a exigência. Em resposta, Hitler prometeu que aceitaria a independência da Áustria por enquanto, dizendo que devido às tensões internas na Alemanha (referindo-se a seções da Sturmabteilung nazista que Hitler mataria em breve na Noite das Facas Longas), a Alemanha não poderia se dar ao luxo de provocar a Itália.  Galeazzo Ciano disse à imprensa que os dois líderes tinham feito um “acordo de cavalheiros” para evitar interferir na Áustria. 
Várias semanas após a reunião de Veneza, em 25 de julho de 1934, os nazistas austríacos assassinaram Dollfuss.  Mussolini ficou indignado ao considerar Hitler directamente responsável pelo assassinato que violou a promessa de Hitler feita apenas algumas semanas antes de respeitar a independência austríaca.   Mussolini rapidamente enviou várias divisões do exército e esquadrões aéreos para o Passo do Brennero e alertou que um movimento alemão contra a Áustria resultaria em guerra entre a Alemanha e a Itália.  Hitler respondeu negando a responsabilidade nazista pelo assassinato e emitindo ordens para dissolver todos os laços entre o Partido Nazista Alemão e sua filial austríaca, que a Alemanha alegou ser responsável pela crise política. 
A Itália abandonou efectivamente as relações diplomáticas com a Alemanha, ao mesmo tempo que se voltou para a França para desafiar a intransigência da Alemanha, assinando um acordo franco-italiano para proteger a independência austríaca.  Militares franceses e italianos discutiram uma possível cooperação militar envolvendo uma guerra com a Alemanha caso Hitler ousasse atacar a Áustria.
As relações entre a Alemanha e a Itália se recuperaram devido ao apoio de Hitler à invasão italiana da Etiópia em 1935, enquanto outros países condenaram a invasão e defenderam sanções contra a Itália.

### Desenvolvimento da aliança germano-italiana-japonesa

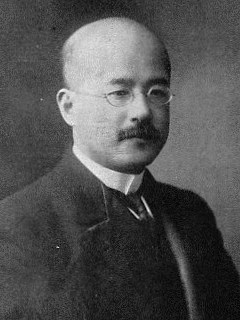
Hideo Kodama, um ministro do gabinete de guerra no Império do Japão

O interesse da Alemanha e do Japão em formar uma aliança começou quando o diplomata japonês Hiroshi Ōshima visitou Joachim von Ribbentrop em Berlim em 1935.  Embora na época o Japão não estivesse disposto a fazer uma aliança contra o Reino Unido e a França, Oshima informou von Ribbentrop do interesse do Japão em formar uma aliança germano-japonesa contra a União Soviética.   Von Ribbentrop expandiu a proposta de Oshima ao defender que a aliança fosse baseada num contexto político de um pacto para se opor ao Comintern.  O pacto proposto foi recebido com críticas mistas no Japão, com uma facção de ultranacionalistas dentro do governo apoiando o pacto, enquanto a Marinha Imperial Japonesa e o Ministério das Relações Exteriores japonês se opuseram firmemente ao pacto.  Havia grande preocupação no governo japonês de que tal pacto com a Alemanha pudesse perturbar as relações do Japão com a Grã-Bretanha, colocando em risco anos de um acordo anglo-japonês benéfico, que permitiu ao Japão ascender na comunidade internacional em primeiro lugar.  A resposta ao pacto foi recebida com divisão semelhante na Alemanha; embora o pacto proposto fosse popular entre os altos escalões do Partido Nazista, ele foi contestado por muitos no Ministério das Relações Exteriores, no Exército e na comunidade empresarial que detinham interesses financeiros na República da China, à qual o Japão era hostil.

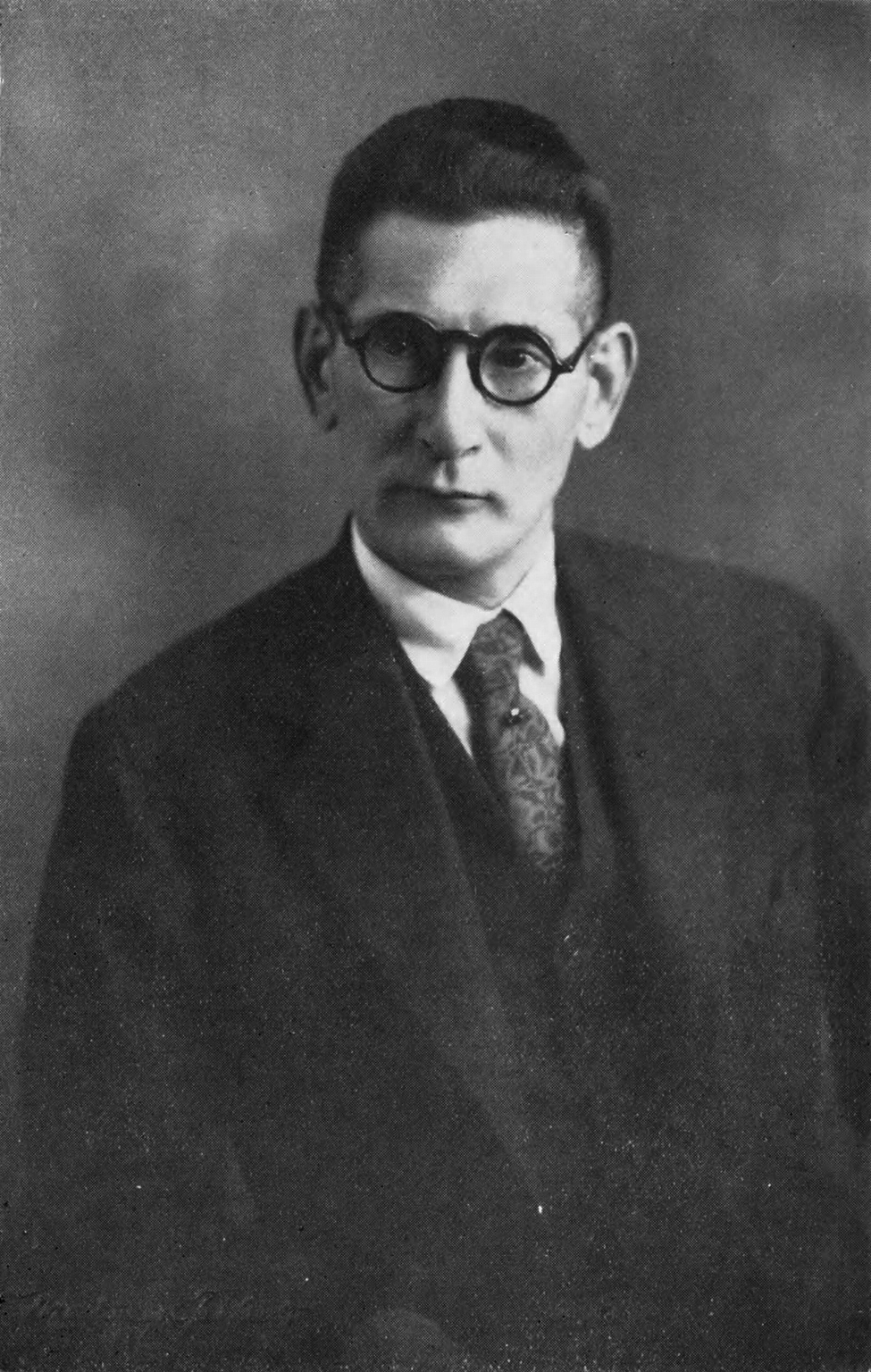
O escritor japonês Shūmei Ōkawa, um dos principais expoentes do nacionalismo japonês

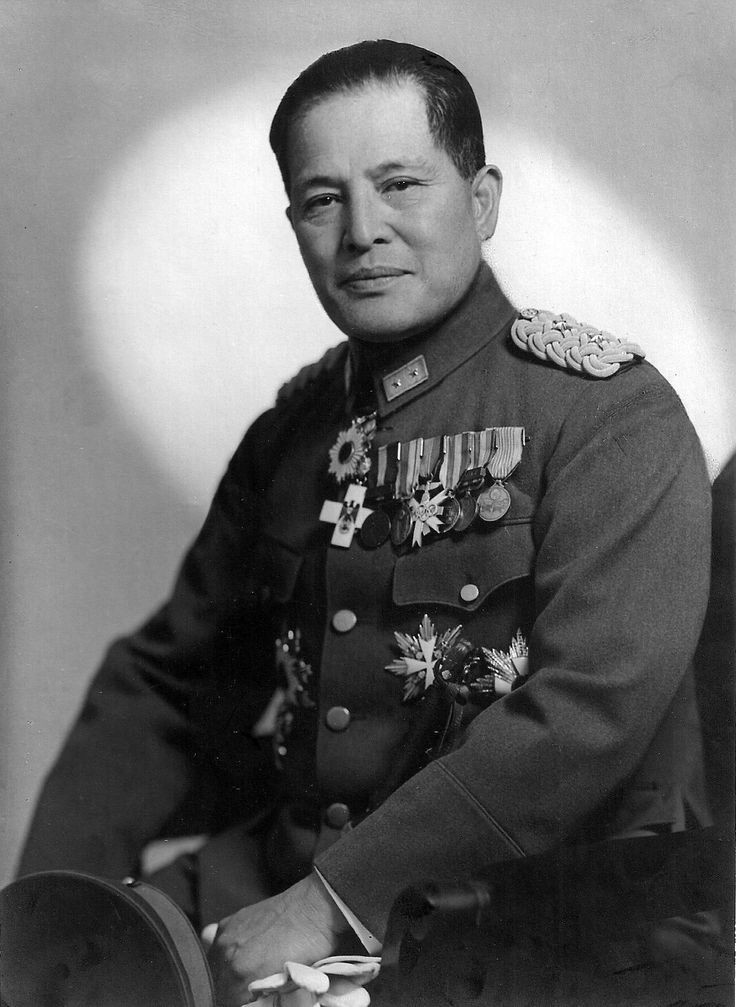
Tenente-general Hiroshi Ōshima, embaixador japonês na Alemanha antes e durante a Segunda Guerra Mundial

Ao saber das negociações germano-japonesas, a Itália também começou a interessar-se em formar uma aliança com o Japão.  A Itália esperava que, devido às relações estreitas de longo prazo do Japão com a Grã-Bretanha, uma aliança ítalo-japonesa pudesse pressionar a Grã-Bretanha a adotar uma postura mais complacente em relação à Itália no Mediterrâneo.  No verão de 1936, o Ministro das Relações Exteriores italiano Galeazzo Ciano informou ao Embaixador japonês na Itália, Sugimura Yotaro, "Ouvi dizer que um acordo nipo-alemão sobre a União Soviética foi alcançado, e acho que seria natural que um acordo semelhante fosse feito entre a Itália e o Japão."  Inicialmente, a atitude do Japão em relação à proposta da Itália foi geralmente desdenhosa, vendo uma aliança germano-japonesa contra a União Soviética como imperativa, enquanto considerava uma aliança ítalo-japonesa como secundária, já que o Japão antecipou que uma aliança ítalo-japonesa antagonizaria a Grã-Bretanha que havia condenado a invasão da Etiópia pela Itália.  Esta atitude do Japão em relação à Itália alterou-se em 1937, depois de a Liga das Nações ter condenado o Japão pela agressão à China e enfrentado o isolamento internacional, enquanto a Itália permaneceu favorável ao Japão.  Como resultado do apoio da Itália ao Japão contra a condenação internacional, o Japão assumiu uma atitude mais positiva em relação à Itália e ofereceu propostas para um pacto de não agressão ou neutralidade com a Itália. 
O Pacto Tripartite foi assinado pela Alemanha, Itália e Japão em 27 de setembro de 1940, em Berlim. O pacto foi posteriormente acompanhado pela Hungria (20 de novembro de 1940), Roménia (23 de novembro de 1940), Eslováquia (24 de novembro de 1940) e Bulgária (1 de março de 1941). 

## Ideologia
O principal objetivo das potências do Eixo era a expansão territorial às custas dos seus vizinhos.  Em termos ideológicos, o Eixo descreveu seus objetivos como quebrar a hegemonia das potências plutocráticas ocidentais e defender a civilização do comunismo. O Eixo defendeu uma série de variantes do fascismo, do militarismo, do conservadorismo e da autarquia.  A criação de impérios autárquicos territorialmente contíguos era um objetivo comum de todas as três principais potências do Eixo. 

## Recursos econômicos
A população do Eixo em 1938 era de 258,9 milhões, enquanto a população Aliada (excluindo a União Soviética e os Estados Unidos, que mais tarde se juntaram aos Aliados) era de 689,7 milhões.  Assim, as potências Aliadas superaram em número as potências do Eixo em 2,7 para 1.  Os principais estados do Eixo tinham as seguintes populações nacionais: Alemanha 75,5 milhões (incluindo 6,8 milhões da Áustria recentemente anexada), Japão 71,9 milhões (excluindo suas colônias) e a Itália 43,4 milhões (excluindo suas colônias). O Reino Unido (excluindo suas colônias) tinha uma população de 47,5 milhões e França (excluindo suas colônias) 42 milhões. 
O produto interno bruto (PIB) do Eixo em tempo de guerra foi de US$ 911 mil milhões de dólares, atingindo o seu valor mais alto em 1941, em dólares internacionais, a preços de 1990.  O PIB das potências aliadas foi de US$ 1.798 bilhões. Os Estados Unidos ficaram em US$ 1.094 bilhões, mais do que o Eixo combinado. 
O peso da guerra sobre os países participantes foi medido através da percentagem do produto nacional bruto (PNB) destinada às despesas militares.  Quase um quarto do PNB da Alemanha foi comprometido com o esforço de guerra em 1939, e aumentou para três quartos do PNB em 1944, antes do colapso da economia.  Em 1939, o Japão comprometeu 22 por cento do seu PNB com o esforço de guerra na China; este valor aumentou para três quartos do PNB em 1944.  A Itália não mobilizou a sua economia; o seu PNB comprometido com o esforço de guerra permaneceu nos níveis anteriores à guerra. 
A Itália e o Japão não tinham capacidade industrial; as suas economias eram pequenas, dependentes do comércio internacional, de fontes externas de combustível e de outros recursos industriais.  Como resultado, a mobilização italiana e japonesa permaneceu baixa, mesmo em 1943. 
Entre as três principais potências do Eixo, o Japão tinha o menor rendimento per capita, enquanto a Alemanha e a Itália tinham um nível de rendimento comparável ao do Reino Unido. 
O petróleo da Romênia deu ao país uma importância desproporcional no conflito global. Em 1940 e 1941, a Romênia forneceu 94% e 75% das importações de petróleo da Alemanha, respectivamente. A Itália – que carecia de produção natural e sintética – dependia ainda mais do petróleo romeno do que a Alemanha. A perda do petróleo da Roménia – após a deserção do país do Eixo em Agosto de 1944 – resultou na primeira admissão de Hitler de que a guerra estava perdida. 

## Principais potências

### Alemanha

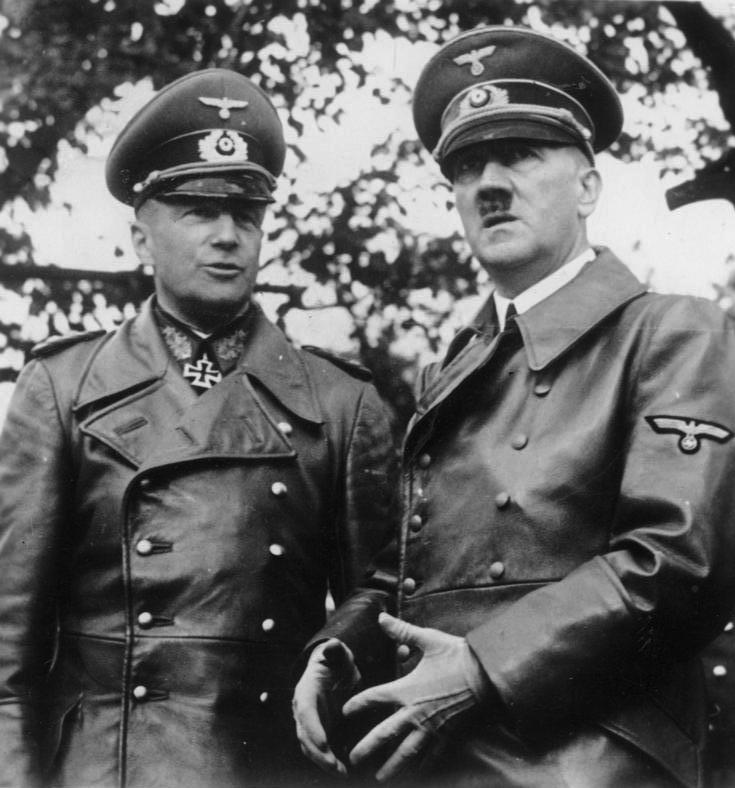
O Führer alemão Adolf Hitler junto com o general Walther von Brauchitsch, durante o desfile da vitória em Varsóvia após a derrota da Polônia, outubro de 1939

#### Justificativas de guerra

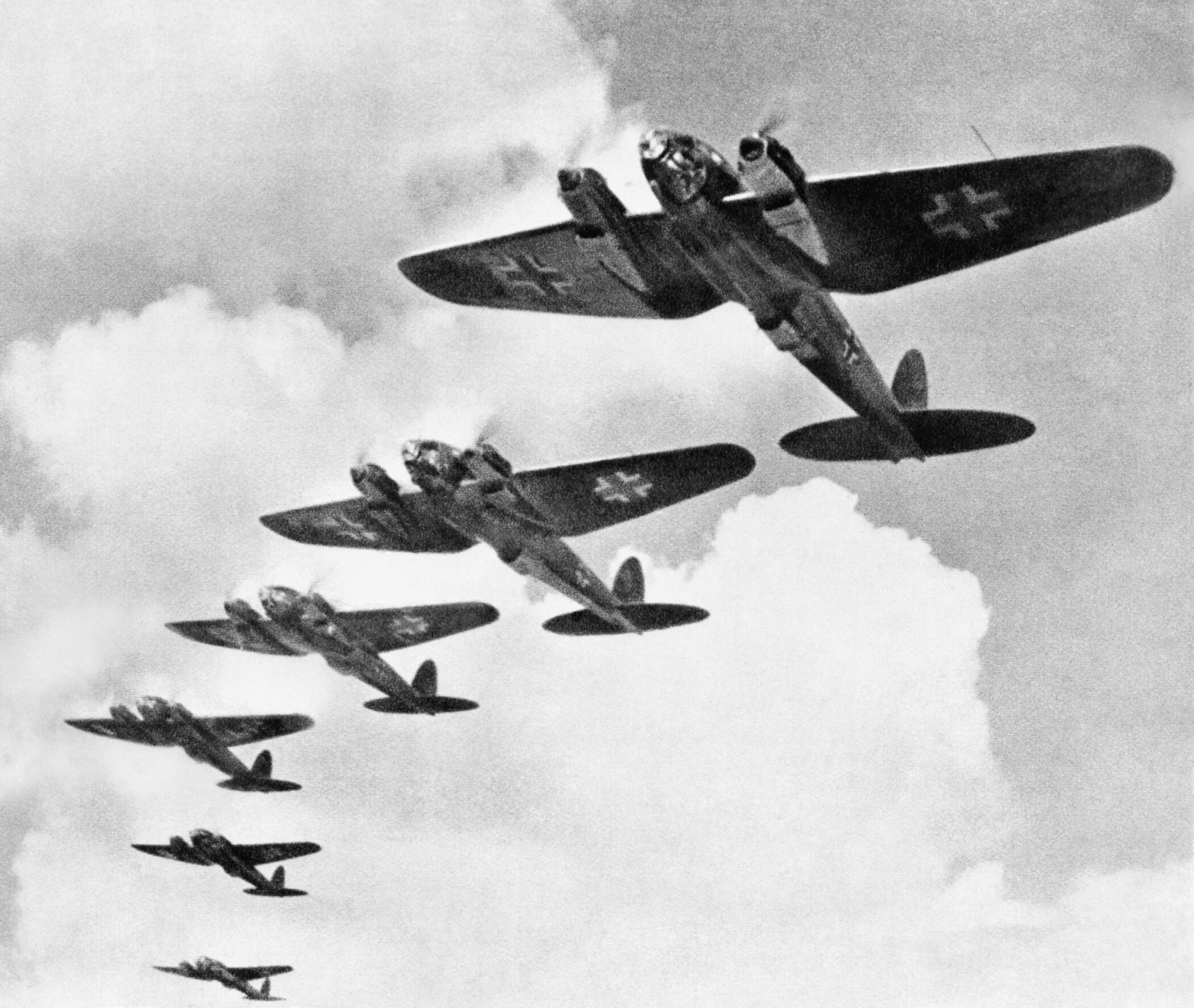
Avião bombardeiro alemão Heinkel He 111 durante a Batalha da Grã-Bretanha

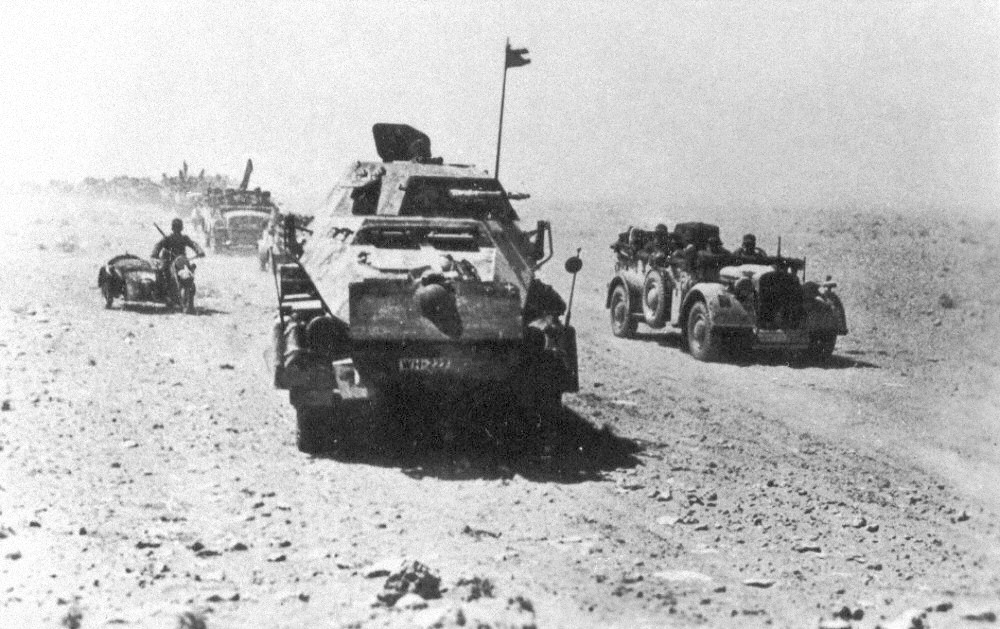
Veículos alemães avançando durante a Segunda Batalha de El Alamein na campanha do Norte da África

Hitler, em 1941, descreveu a eclosão da Segunda Guerra Mundial como culpa da intervenção das potências ocidentais contra a Alemanha durante a sua guerra com a Polónia, descrevendo-a como o resultado dos "belicistas europeus e americanos".  Hitler tinha planos para que a Alemanha se tornasse o estado dominante e líder no mundo, como sua intenção de que a capital da Alemanha, Berlim, se tornasse a Welthauptstadt ("Capital Mundial"), renomeada Germânia.  O governo alemão também justificou suas ações alegando que a Alemanha precisava inevitavelmente se expandir territorialmente porque estava enfrentando uma crise de superpopulação que Hitler descreveu: "Estamos superpovoados e não podemos nos alimentar com nossos próprios recursos".  Assim, a expansão foi justificada como uma necessidade inevitável para fornecer lebensraum ("espaço vital") para a nação alemã e acabar com a superpopulação do país dentro do território confinado existente, e fornecer os recursos necessários ao bem-estar do seu povo.  Desde a década de 1920, o Partido Nazi promoveu publicamente a expansão da Alemanha para territórios detidos pela União Soviética. 
A Alemanha justificou sua guerra contra a Polônia com base nas questões da minoria alemã dentro da Polônia e na oposição polonesa à incorporação da Cidade Livre de Danzig, de maioria étnica alemã, à Alemanha. Enquanto Hitler e o partido nazista, antes de tomar o poder, falavam abertamente sobre destruir a Polônia e eram hostis aos poloneses, depois de ganhar o poder até fevereiro de 1939, Hitler tentou esconder suas verdadeiras intenções em relação à Polônia e assinou um Pacto de Não Agressão de 10 anos em 1934, revelando seus planos apenas para seus associados mais próximos.  As relações entre a Alemanha e a Polónia alteraram-se do início ao final da década de 1930, à medida que a Alemanha procurava uma reaproximação com a Polónia para evitar o risco de a Polónia entrar na esfera de influência soviética e apelava ao sentimento anti-soviético na Polónia.  Hitler até tentou convencer a Polónia a aderir ao Pacto Anti-Comintern.  A União Soviética, por sua vez, competia nessa época com a Alemanha pela influência na Polónia.  Ao mesmo tempo, a Alemanha preparava-se para uma guerra com a Polónia e preparava secretamente a minoria alemã na Polónia para uma guerra. 

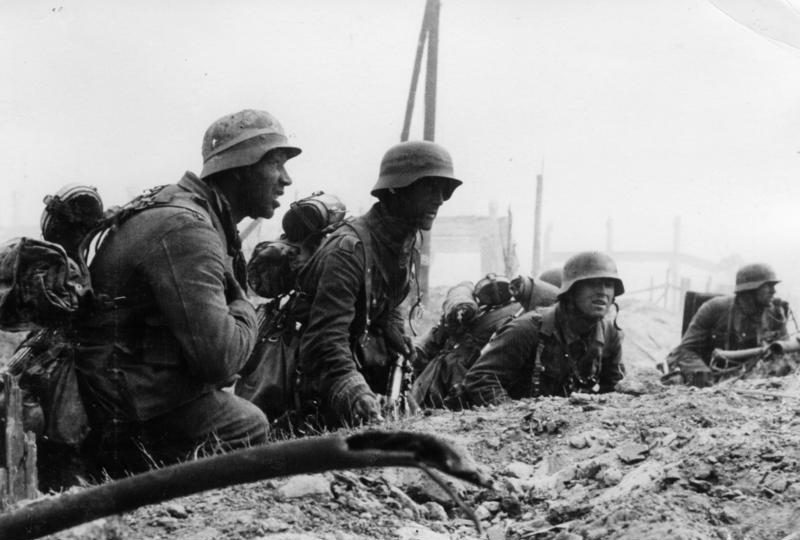
Soldados alemães durante a Batalha de Stalingrado na campanha da Frente Oriental

Uma crise diplomática eclodiu depois que Hitler exigiu que a Cidade Livre de Danzig fosse anexada à Alemanha, pois era liderada por um governo nazista que buscava a anexação à Alemanha. A Alemanha utilizou precedentes legais para justificar a sua intervenção contra a Polónia e a anexação da Cidade Livre de Danzig (liderada por um governo nazi local que procurava a incorporação na Alemanha) em 1939.  A Polónia rejeitou as exigências da Alemanha e esta, em resposta, preparou uma mobilização geral na manhã de 30 de agosto de 1939. 

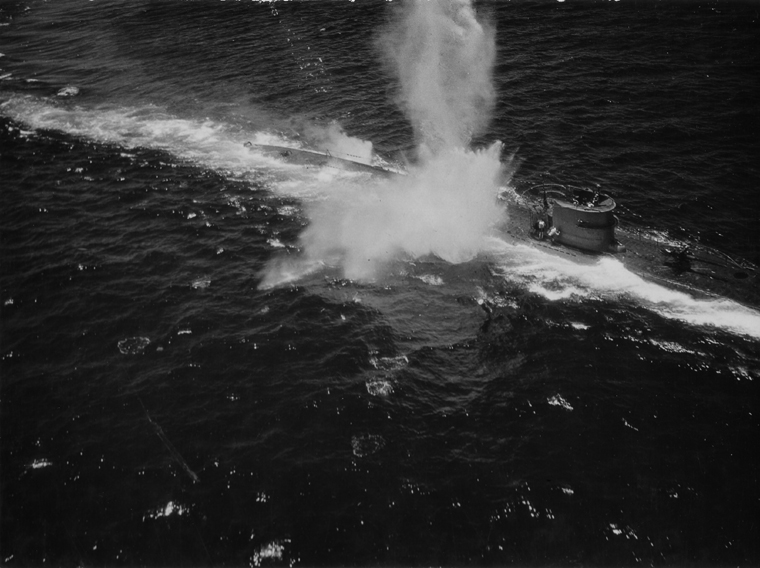
Submarino alemão U-118 sob ataque aéreo em junho de 1943

A Alemanha justificou a sua invasão dos Países Baixos da Bélgica, Luxemburgo e Países Baixos em Maio de 1940, alegando que suspeitava que a Grã-Bretanha e a França estavam a preparar-se para utilizar os Países Baixos para lançar uma invasão da região industrial do Ruhr, na Alemanha.  Quando a guerra entre a Alemanha e a Grã-Bretanha e a França parecia provável em maio de 1939, Hitler declarou que a Holanda e a Bélgica precisariam ser ocupadas, dizendo: "As bases aéreas holandesas e belgas devem ser ocupadas ... As declarações de neutralidade devem ser ignoradas".  Numa conferência com os líderes militares alemães em 23 de novembro de 1939, Hitler declarou aos líderes militares que "Temos um calcanhar de Aquiles, o Ruhr", e disse que "Se a Inglaterra e a França avançarem através da Bélgica e da Holanda para o Ruhr, estaremos em maior perigo", e assim afirmou que a Bélgica e os Países Baixos tinham de ser ocupados pela Alemanha para proteger a Alemanha de uma ofensiva franco-britânica contra o Ruhr, independentemente das suas reivindicações de neutralidade. 
A invasão da União Soviética pela Alemanha em 1941 envolveu questões de lebensraum, anticomunismo e política externa soviética. Após a Alemanha ter invadido a União Soviética em 1941, a posição do regime nazi em relação a uma Rússia independente e territorialmente reduzida foi afectada pela pressão exercida pelo Exército Alemão sobre Hitler, a partir de 1942, para que apoiasse um "Exército de Libertação Russo" liderado por Andrey Vlasov.  Inicialmente, a proposta de apoiar um exército russo anticomunista foi recebida com rejeição total por Hitler, no entanto, em 1944, quando a Alemanha enfrentou perdas crescentes na Frente Oriental, as forças de Vlasov foram reconhecidas pela Alemanha como um aliado, particularmente pelo Reichsführer-SS Heinrich Himmler. 
Após o ataque japonês a Pearl Harbor e a eclosão da guerra entre o Japão e os Estados Unidos, a Alemanha apoiou o Japão declarando guerra aos EUA. Durante a guerra, a Alemanha denunciou a Carta do Atlântico e a Lei de Empréstimos e Arrendamentos que os EUA adotaram para apoiar as potências Aliadas antes da entrada na aliança, como imperialismo direcionado à dominação e exploração de países fora das Américas continentais.  Hitler denunciou a invocação do termo "liberdade" pelo presidente americano Franklin D. Roosevelt para descrever as ações dos EUA na guerra e acusou o significado americano de "liberdade" de ser a liberdade da democracia para explorar o mundo e a liberdade dos plutocratas dentro dessa democracia para explorar as massas. 

#### História
No final da Primeira Guerra Mundial, os cidadãos alemães sentiram que seu país havia sido humilhado como resultado do Tratado de Versalhes, que incluía uma cláusula de culpa de guerra e forçava a Alemanha a pagar enormes indenizações e perder territórios anteriormente controlados pelo Império Alemão e todas as suas colônias. A pressão das reparações sobre a economia alemã levou à hiperinflação no início da década de 1920. Em 1923, os franceses ocuparam a região do Ruhr quando a Alemanha deixou de pagar as reparações. Embora a Alemanha tenha começado a melhorar economicamente em meados da década de 1920, a Grande Depressão criou mais dificuldades econômicas e um aumento nas forças políticas que defendiam soluções radicais para os problemas da Alemanha. Os nazistas, sob o comando de Hitler, promoveram a lenda nacionalista da punhalada nas costas, afirmando que a Alemanha havia sido traída por judeus e comunistas. O partido prometeu reconstruir a Alemanha como uma grande potência e criar uma Grande Alemanha que incluiria a Alsácia-Lorena, a Áustria, os Sudetos e outros territórios povoados por alemães na Europa. Os nazistas também pretendiam ocupar e colonizar territórios não alemães na Polônia, nos Estados Bálticos e na União Soviética, como parte da política nazista de buscar Lebensraum ("espaço vital") na Europa Central e Oriental. 
A Alemanha renunciou ao Tratado de Versalhes e remilitarizou a Renânia em março de 1936. A Alemanha já havia retomado o recrutamento e anunciado a existência de uma força aérea alemã, a Luftwaffe, e uma força naval, a Kriegsmarine, em 1935. A Alemanha anexou a Áustria em 1938, os Sudetos da Tchecoslováquia e o território de Memel da Lituânia em 1939. A Alemanha então invadiu o resto da Tchecoslováquia em 1939, criando o Protetorado da Boêmia e Morávia e o país da Eslováquia. 
Em 23 de agosto de 1939, a Alemanha e a União Soviética assinaram o Pacto Molotov-Ribbentrop, que continha um protocolo secreto que dividia a Europa Oriental em esferas de influência.  A invasão da Alemanha na sua parte da Polónia ao abrigo do Pacto, oito dias depois  desencadeou o início da Segunda Guerra Mundial. No final de 1941, a Alemanha ocupava grande parte da Europa e suas forças militares lutavam contra a União Soviética, quase capturando Moscou. Entretanto, derrotas esmagadoras na Batalha de Stalingrado e na Batalha de Kursk devastaram as forças armadas alemãs. Isso, combinado com os desembarques dos Aliados Ocidentais na França e na Itália, levou a uma guerra de três frentes que esgotou as forças armadas da Alemanha e resultou na derrota do país em 1945. 

#### Territórios ocupados
O Protetorado da Boêmia e Morávia foi criado a partir do desmembramento da Tchecoslováquia. Pouco depois que a Alemanha anexou a região dos Sudetos da Tchecoslováquia, a República Eslovaca declarou sua independência da remanescente Segunda República Tchecoslovaca. O novo Estado Eslovaco aliou-se à Alemanha. O restante do país foi ocupado por forças militares alemãs e organizado no Protetorado. As instituições civis tchecas foram preservadas, mas o Protetorado foi considerado dentro do território soberano da Alemanha.
Governo Geral era o nome dado aos territórios da Polônia ocupada que não eram diretamente anexados às províncias alemãs, mas, como a Boêmia e a Morávia, eram considerados territórios soberanos da Alemanha pelas autoridades nazistas.
Os Reichskommissariats foram estabelecidos na Holanda, Bélgica e Noruega, designados como lugares cujas populações "germânicas" seriam incorporadas ao planejado Grande Reich Germânico. Em contraste, os Reichskommissariats estabelecidos no leste (Reichskommissariat Ostland nos países bálticos, Reichskommissariat Ukraine na Ucrânia) foram estabelecidos como colônias para colonização pelos alemães.
Na Noruega, sob o Reichskommissariat Norwegen, o regime de Quisling, liderado por Vidkun Quisling, foi instalado pelos alemães como um regime cliente durante a ocupação, enquanto o rei Haakon VII e o governo legal estavam no exílio. Quisling encorajou os noruegueses a servirem como voluntários na Waffen-SS, colaborou na deportação de judeus e foi responsável pelas execuções de membros do movimento de resistência norueguês. Cerca de 45.000 colaboradores noruegueses se juntaram ao partido pró-nazista Nasjonal Samling (União Nacional), e algumas unidades policiais ajudaram a prender muitos judeus. No entanto, a Noruega foi um dos primeiros países onde a resistência durante a Segunda Guerra Mundial foi generalizada antes do ponto de virada da guerra em 1943. Após a guerra, Quisling e outros colaboradores foram executados. O nome Quisling se tornou um epônimo internacional para traidor.

### Itália

#### Justificativas de guerra

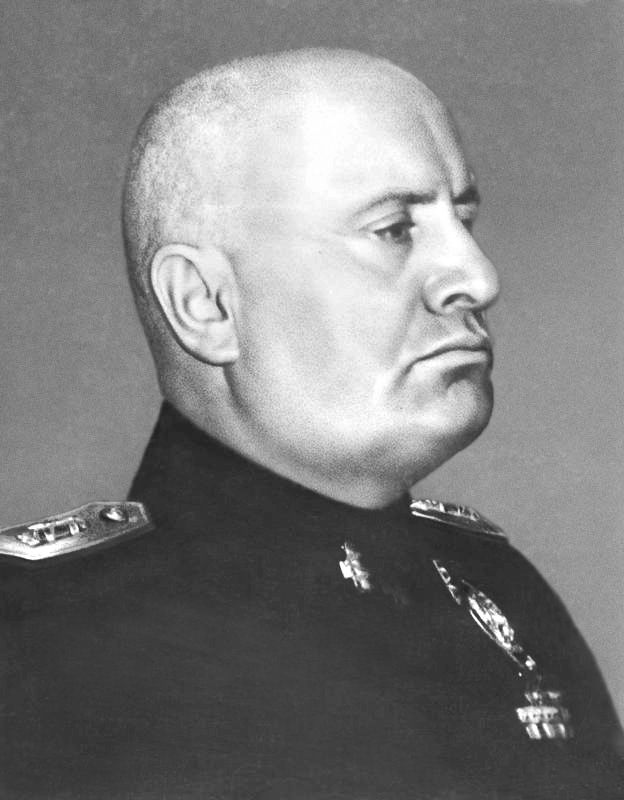
O Duce Benito Mussolini em um retrato oficial

O Duce Benito Mussolini descreveu a declaração de guerra da Itália contra os aliados ocidentais da Grã-Bretanha e da França em junho de 1940 da seguinte forma: "Vamos entrar em guerra contra as democracias plutocráticas e reacionárias do Ocidente que invariavelmente impediram o progresso e muitas vezes ameaçaram a própria existência do povo italiano".  A Itália condenou as potências ocidentais por terem imposto sanções à Itália em 1935 pelas suas acções na Segunda Guerra Ítalo-Etíope, que a Itália alegou ter sido uma resposta a um acto de agressão etíope contra membros de tribos na Eritreia italiana no incidente de Walwal em 1934.  A Itália, tal como a Alemanha, também justificou as suas acções alegando que a Itália precisava de se expandir territorialmente para fornecer spazio vitale ("espaço vital") à nação italiana. 
Em Outubro de 1938, no rescaldo do Acordo de Munique, a Itália exigiu concessões à França para ceder à Itália em África.  As relações entre a Itália e a França deterioraram-se com a recusa da França em aceitar as exigências da Itália.  A França respondeu às exigências da Itália com manobras navais ameaçadoras como um aviso à Itália.  À medida que as tensões entre a Itália e a França aumentavam, Hitler fez um importante discurso em 30 de janeiro de 1939, no qual prometeu apoio militar alemão no caso de uma guerra não provocada contra a Itália. 

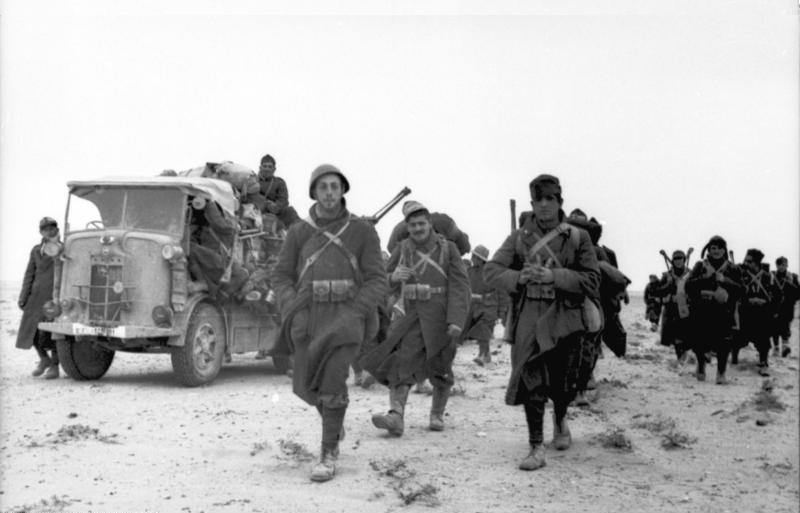
Soldados italianos na Campanha do Norte da África em 1941

A Itália entrou na Segunda Guerra Mundial em 10 de junho de 1940. A Itália justificou a sua intervenção contra a Grécia em Outubro de 1940 com a alegação de que o Reino da Grécia estava a ser usado pela Grã-Bretanha contra a Itália. Mussolini informou Hitler, dizendo: "A Grécia é um dos principais pontos da estratégia marítima inglesa no Mediterrâneo". 
A Itália justificou a sua intervenção contra a Iugoslávia em Abril de 1941 apelando tanto às reivindicações irredentistas italianas como ao facto de os separatistas albaneses, croatas e macedônios não desejarem fazer parte da Iugoslávia.  O separatismo croata disparou após o assassinato de líderes políticos croatas na Assembleia Nacional da Iugoslávia em 1928, incluindo a morte de Stjepan Radić, e a Itália endossou o separatista croata Ante Pavelić e seu movimento fascista Ustaše, que foi baseado e treinado na Itália com o apoio do regime fascista antes da intervenção contra a Iugoslávia. 

#### História
A intenção do regime fascista era criar um "Novo Império Romano" no qual a Itália dominaria o Mediterrâneo. Em 1935-1936, a Itália invadiu e anexou a Etiópia e o governo fascista proclamou a criação do "Império Italiano".  Os protestos da Liga das Nações, especialmente dos britânicos, que tinham interesses naquela área, não levaram a nenhuma ação séria, embora a Liga tenha tentado impor sanções econômicas à Itália, mas sem sucesso. O incidente destacou a fraqueza francesa e britânica, exemplificada pela relutância em alienar a Itália e perdê-la como aliada. De qualquer forma, as ações limitadas tomadas pelas potências ocidentais levaram a Itália de Mussolini a uma aliança com a Alemanha de Hitler. Em 1937, a Itália deixou a Liga das Nações e aderiu ao Pacto Anti-Comintern, que havia sido assinado pela Alemanha e pelo Japão no ano anterior. Em março/abril de 1939, tropas italianas invadiram e anexaram a Albânia. Alemanha e Itália assinaram o Pacto de Aço em 22 de maio.

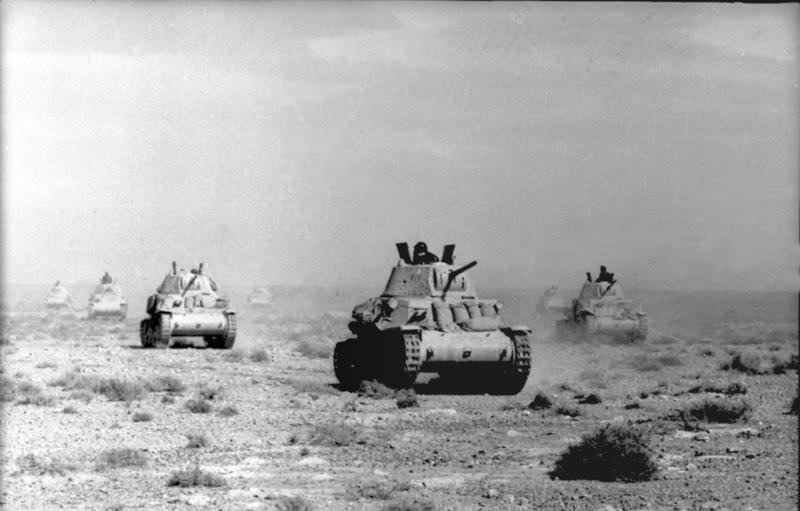
Tanques italianos Fiat M13/40 na Campanha do Norte da África em 1941

A Itália estava mal preparada para a guerra, apesar de ter estado continuamente envolvida em conflitos desde 1935, primeiro com a Etiópia em 1935-1936 e depois na Guerra Civil Espanhola ao lado dos Nacionalistas de Francisco Franco.  Mussolini recusou-se a dar ouvidos aos avisos do seu ministro do câmbio e da moeda, Felice Guarneri, que disse que as acções da Itália na Etiópia e em Espanha significavam que a Itália estava à beira da falência.  Em 1939, as despesas militares da Grã-Bretanha e da França excediam em muito o que a Itália podia pagar.  Como resultado das dificuldades económicas da Itália, os seus soldados eram mal pagos, muitas vezes mal equipados e mal abastecidos, e surgiu animosidade entre os soldados e os oficiais com consciência de classe; isto contribuiu para o baixo moral entre os soldados italianos. 

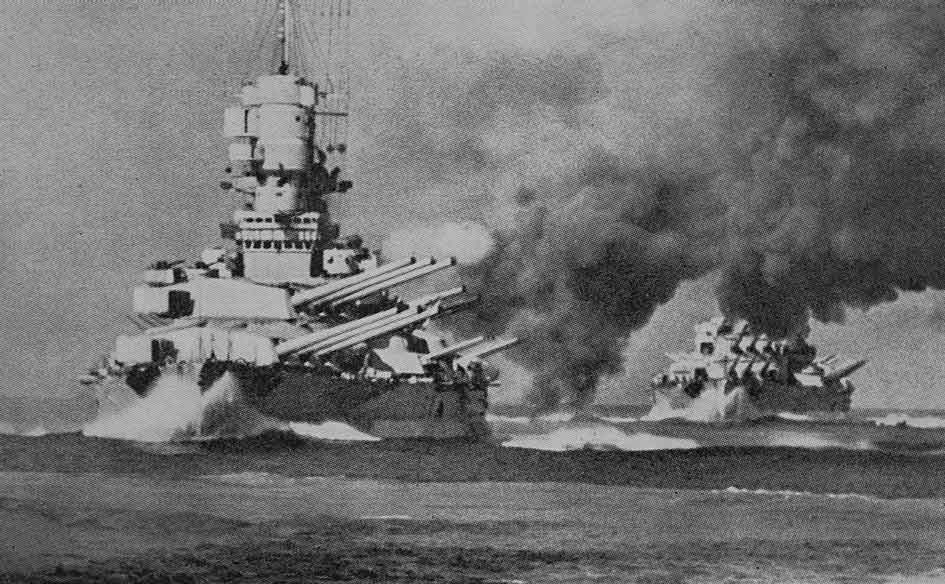
Encouraçados italianos Vittorio Veneto e Littorio durante a guerra

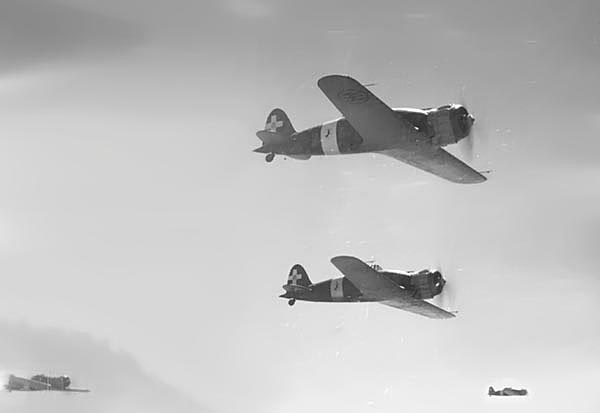
Avião de caça italiano Macchi C.200 durante a guerra

No início de 1940, a Itália ainda não era beligerante, e Mussolini comunicou a Hitler que a Itália não estava preparada para intervir em breve. Em março de 1940, Mussolini decidiu que a Itália interviria, mas a data ainda não havia sido escolhida. Sua alta liderança militar se opôs unanimemente à ação porque a Itália não estava preparada. Nenhuma matéria-prima havia sido estocada e as reservas que tinha logo se esgotariam. A base industrial da Itália era apenas um décimo da da Alemanha e, mesmo com suprimentos, o exército italiano não estava organizado para fornecer o equipamento necessário para lutar uma guerra moderna de longa duração. Um programa de rearmamento ambicioso era impossível devido às reservas limitadas de ouro e moedas estrangeiras da Itália e à falta de matérias-primas. Mussolini ignorou o conselho negativo. 
Em 1941, as tentativas da Itália de conduzir uma campanha autônoma em relação à Alemanha fracassaram devido a reveses militares na Grécia, Norte da África e Leste da África; e o país se tornou dependente e efetivamente subordinado à Alemanha. Após a invasão e ocupação liderada pela Alemanha na Iugoslávia e na Grécia, que tinham sido alvos dos objectivos de guerra da Itália, a Itália foi forçada a aceitar o domínio alemão nos dois países ocupados.  Além disso, em 1941, as forças alemãs no Norte de África, sob o comando de Erwin Rommel, assumiram efectivamente o comando do esforço militar de expulsão das forças aliadas da colónia italiana da Líbia, e as forças alemãs estavam estacionadas na Sicília nesse ano.  A insolência da Alemanha em relação à Itália como aliada foi demonstrada naquele ano, quando a Itália foi pressionada a enviar 350.000 “trabalhadores convidados” para a Alemanha, que foram usados como trabalho forçado.  Embora Hitler estivesse decepcionado com o desempenho militar italiano, ele manteve relações favoráveis com a Itália devido à sua amizade pessoal com Mussolini.  
Em 25 de julho de 1943, após a invasão aliada da Sicília, o rei Vítor Emanuel III demitiu Mussolini, prendeu-o e iniciou negociações secretas com os aliados ocidentais. Um armistício foi assinado em 8 de setembro de 1943, e quatro dias depois Mussolini foi resgatado pelos alemães na Operação Carvalho e colocado no comando de um estado fantoche chamado República Social Italiana (Repubblica Sociale Italiana /RSI, ou Repubblica di Salò) no norte da Itália. Para libertar o país dos alemães e fascistas, a Itália se tornou co-beligerante dos Aliados; como resultado, o país entrou em Guerra Civil, com o Exército Co-Beligerante Italiano e os guerrilheiros, apoiados pelos Aliados, enfrentando as forças da República Social e seus aliados alemães. Algumas áreas no norte da Itália foram libertadas dos alemães em maio de 1945. Mussolini foi morto por guerrilheiros comunistas em 28 de abril de 1945 enquanto tentava fugir para a Suíça. 

#### Colônias e dependências

##### Na Europa

Todos os territórios controlados pelo Império Italiano em algum momento durante a Segunda Guerra Mundial
Reino da Itália
Possessões/colônias da Itália
Territórios ocupados e protetorados

As Ilhas do Dodecaneso foram uma dependência italiana conhecida como Ilhas Italianas do Egeu de 1912 a 1943. 
Montenegro foi uma dependência italiana de 1941 a 1943, conhecida como Governorado Italiano de Montenegro, que estava sob o controle de um governador militar italiano. Inicialmente, os italianos pretendiam que Montenegro se tornasse um estado "independente" estreitamente aliado à Itália, reforçado pelos fortes laços dinásticos entre a Itália e Montenegro, já que a rainha Helena da Itália era filha do último rei montenegrino Nicolau I. O nacionalista montenegrino apoiado pela Itália, Sekula Drljević, e seus seguidores tentaram criar um estado montenegrino. Em 12 de julho de 1941, eles proclamaram o "Reino de Montenegro" sob a proteção da Itália. Em menos de 24 horas, isso desencadeou uma revolta geral contra os italianos. Em três semanas, os insurgentes conseguiram capturar quase todo o território de Montenegro. Mais de 70.000 soldados do Exército Real Italiano e 20.000 soldados irregulares albaneses e muçulmanos foram mobilizados para reprimir a rebelião. Drljevic foi expulso de Montenegro em outubro de 1941. Montenegro então ficou sob controle direto e total da Itália. Com a capitulação italiana de 1943, Montenegro ficou diretamente sob o controle da Alemanha. 
Dominada política e economicamente pela Itália desde sua criação em 1913, a Albânia foi ocupada pelas forças militares italianas em 1939, quando o rei albanês Zog l fugiu do país com sua família. O parlamento albanês votou para oferecer o trono albanês ao rei da Itália, resultando em uma união pessoal entre os dois países.  

#### Na África
A África Oriental Italiana foi uma colônia italiana que existiu de 1936 a 1943. Antes da invasão e anexação da Etiópia a esta colônia unida em 1936, a Itália tinha duas colônias, Eritreia e Somália, desde a década de 1880. 
A Líbia foi uma colônia italiana que existiu de 1912 a 1943. A porção norte da Líbia foi incorporada diretamente à Itália em 1939; no entanto, a região permaneceu unida como uma colônia sob um governador colonial. 

### Japão

#### Justificativas de guerra

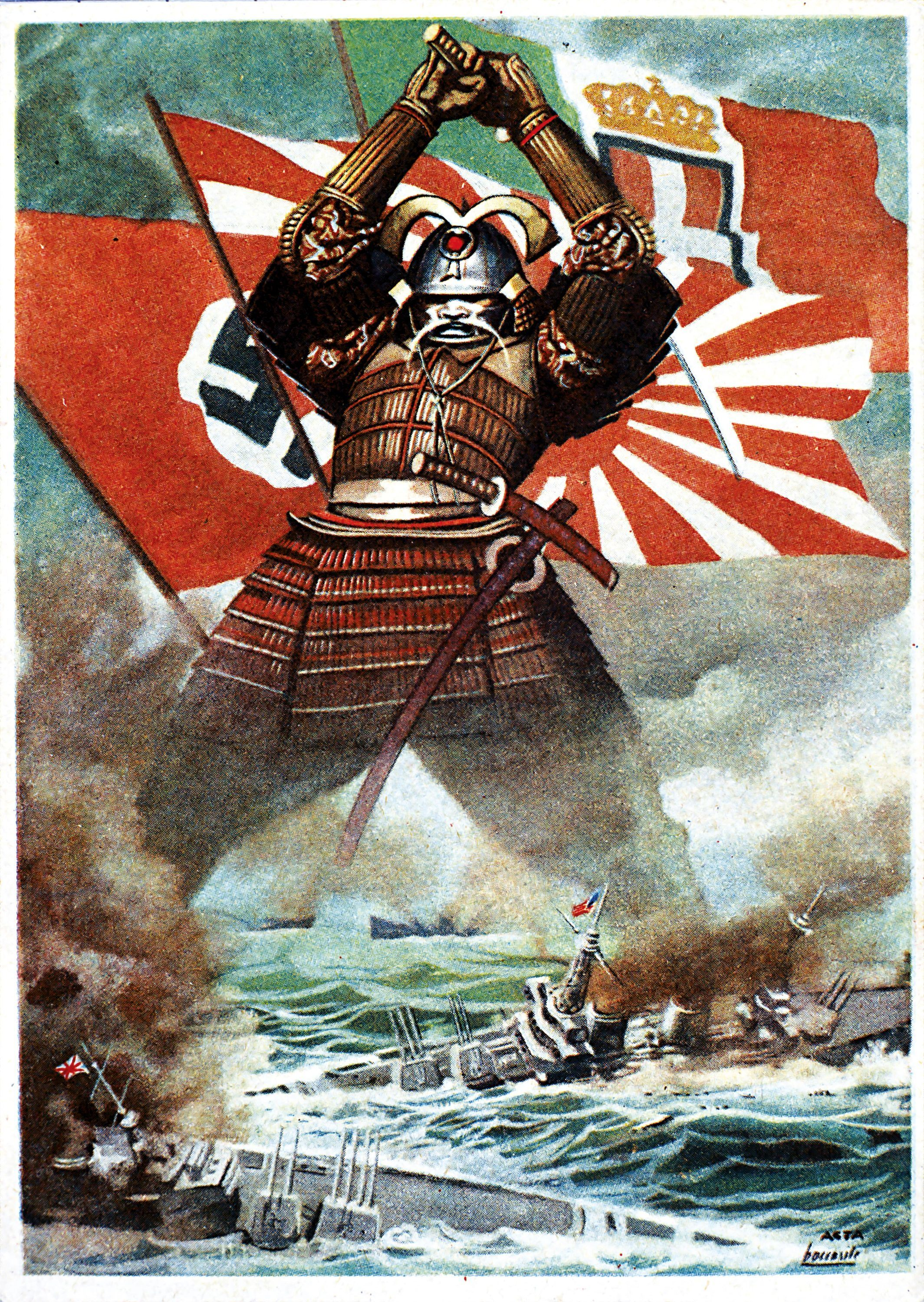
Cartaz de propaganda italiana de Gino Boccasile ilustrando a força do Pacto Tripartite, com um guerreiro samurai afundando navios britânicos e americanos, e as insígnias navais das três potências tremulando atrás dele.

O governo japonês justificou as suas acções alegando que procurava unir o Leste Asiático sob a liderança japonesa numa Esfera de Coprosperidade da Grande Ásia Oriental que libertaria os asiáticos orientais da dominação e do governo dos clientes das potências ocidentais.  O Japão invocou temas do pan-asianismo e disse que o povo asiático precisava de se libertar da influência ocidental. 
Os Estados Unidos se opuseram à Segunda Guerra Sino-Japonesa e reconheceram o Governo Nacionalista de Chiang Kai-Shek como o governo legítimo da China. Como resultado, os Estados Unidos tentaram interromper o esforço de guerra japonês impondo um embargo a todo o comércio entre os Estados Unidos e o Japão. O Japão dependia dos Estados Unidos para 80 por cento do seu petróleo e, como consequência, o embargo resultou numa crise económica e militar para o Japão, uma vez que o Japão não podia continuar o seu esforço de guerra contra a China sem acesso ao petróleo. 
Para manter a sua campanha militar na China, com a grande perda do comércio de petróleo com os Estados Unidos, o Japão viu o melhor meio de garantir uma fonte alternativa de petróleo no Sudeste Asiático, rico em petróleo e recursos naturais.  Esta ameaça de retaliação do Japão ao embargo comercial total dos Estados Unidos era conhecida pelo governo americano, incluindo o secretário de Estado americano Cordell Hull, que estava negociando com os japoneses para evitar uma guerra, temendo que o embargo total impedisse um ataque japonês às Índias Orientais Holandesas. 
O Japão identificou a Frota do Pacífico dos Estados Unidos, sediada na Base Naval de Pearl Harbor, como a principal ameaça aos seus planos de invadir e capturar o Sudeste Asiático.  Assim, o Japão iniciou o ataque a Pearl Harbor em 7 de dezembro de 1941 como um meio de inibir uma resposta americana à invasão do Sudeste Asiático e ganhar tempo para permitir que o Japão se consolidasse com esses recursos para se envolver em uma guerra total contra os Estados Unidos e forçar os Estados Unidos a aceitar as aquisições do Japão.  Em 7 de dezembro de 1941, o Japão declarou guerra aos Estados Unidos e ao Império Britânico.

#### História

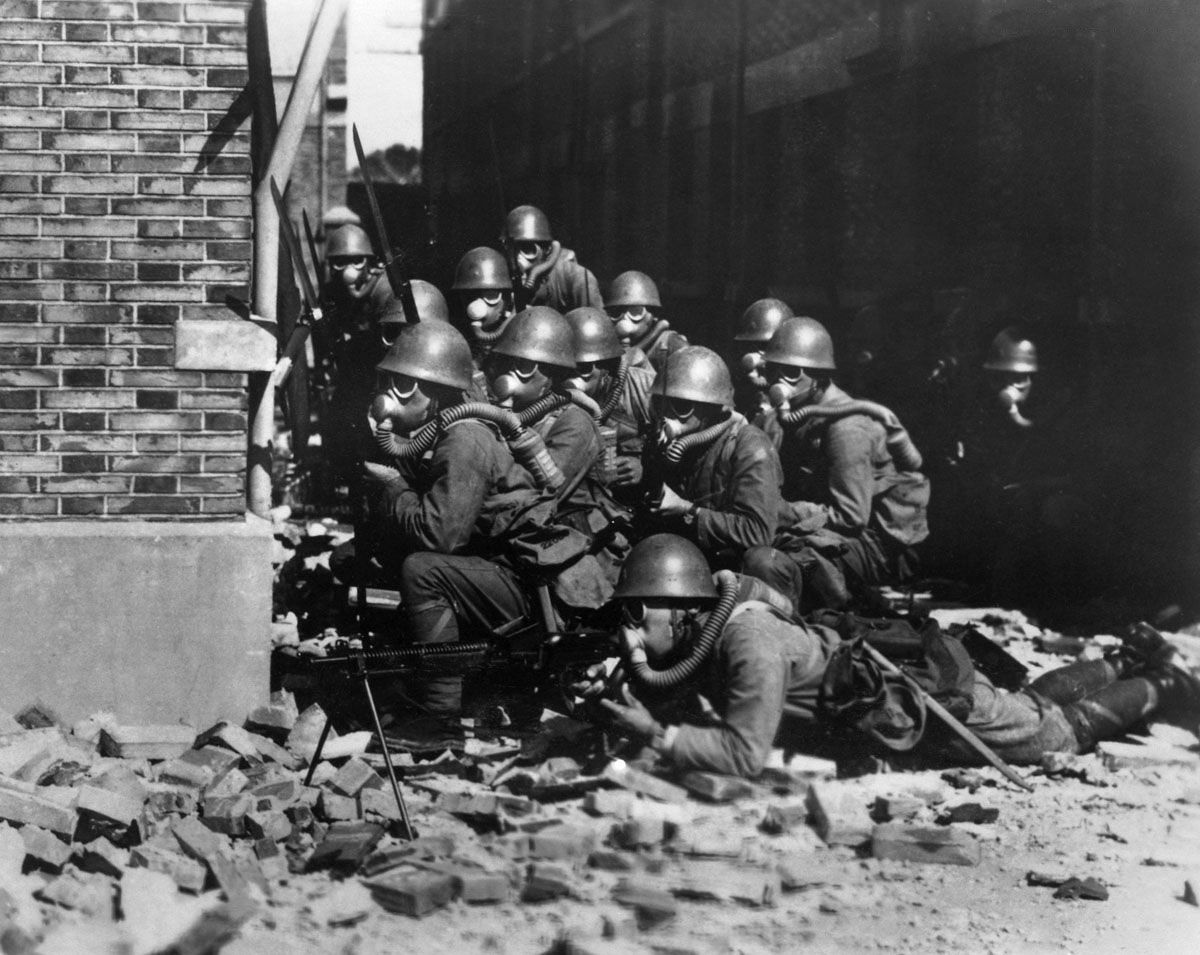
Forças Navais Especiais de Desembarque da MIJ armadas com a Metralhadora Leve Tipo 11 durante a Batalha de Xangai

O Império do Japão, uma monarquia constitucional com Hirohito como imperador, era a principal potência do Eixo na Ásia e no Pacífico. Sob o imperador havia um gabinete político e o Quartel-General Imperial, com dois chefes de gabinete. Em 1945, o Imperador do Japão era mais do que um líder simbólico; ele desempenhou um papel importante na elaboração de uma estratégia para se manter no trono. 

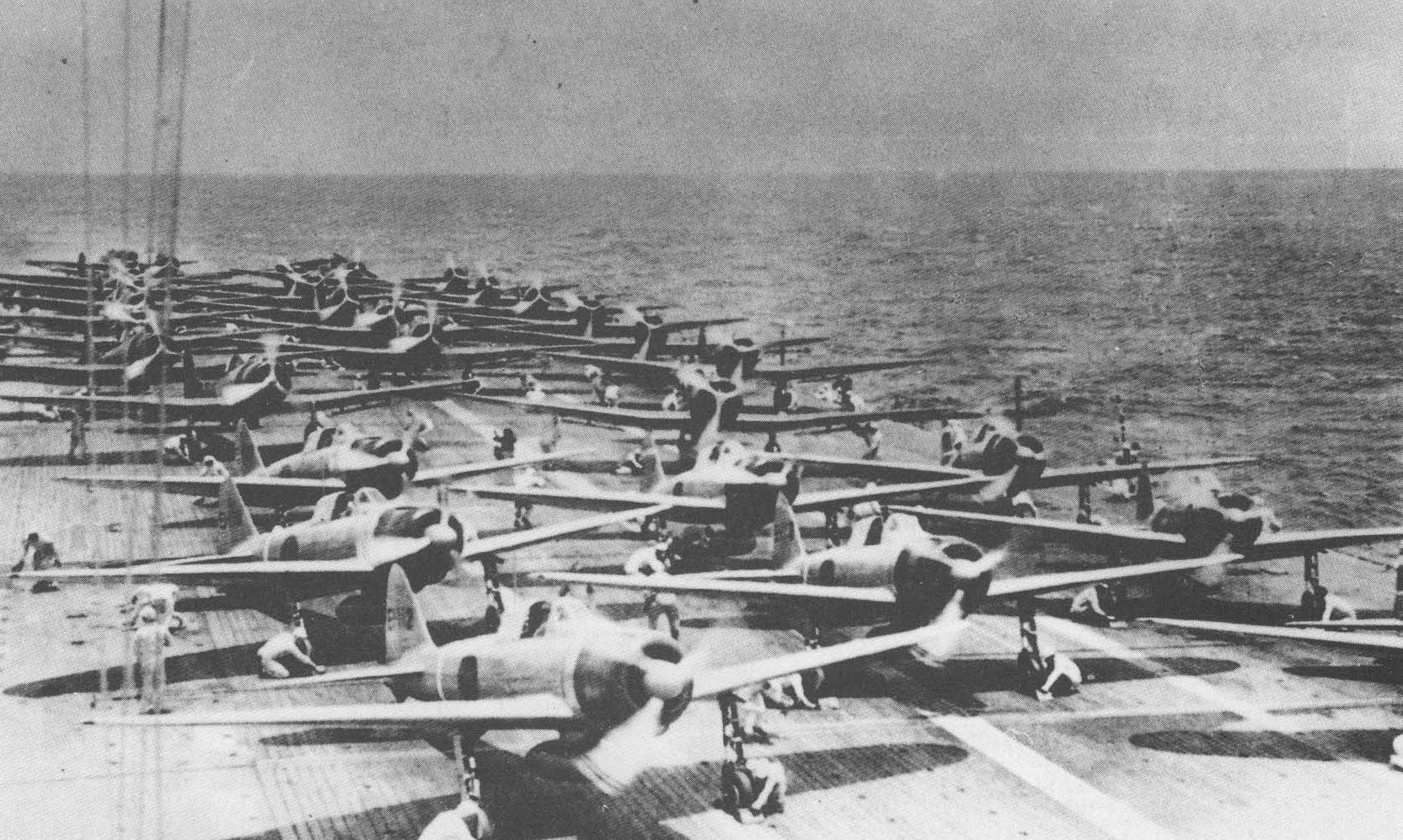
Avião de caça Mitsubishi A6M Zero e outras aeronaves se preparando para decolar no porta-aviões Shōkaku em 7 de dezembro de 1941, para o ataque a Pearl Harbor

No seu auge, a Esfera de Coprosperidade da Grande Ásia Oriental do Japão incluía a Manchúria, a Mongólia Interior, grandes partes da China, a Malásia, a Indochina Francesa, as Índias Orientais Holandesas, as Filipinas, a Birmânia, uma pequena parte da Índia e várias ilhas do Pacífico central. 
Como resultado da discórdia interna e da crise econômica da década de 1920, elementos militaristas colocaram o Japão em um caminho de expansionismo. Como as ilhas japonesas careciam dos recursos naturais necessários para o crescimento, o Japão planejou estabelecer hegemonia na Ásia e se tornar autossuficiente adquirindo territórios com recursos naturais abundantes. As políticas expansionistas do Japão o afastaram de outros países da Liga das Nações e, em meados da década de 1930, o aproximaram da Alemanha e da Itália, que haviam adotado políticas expansionistas semelhantes. A cooperação entre o Japão e a Alemanha começou com o Pacto Anti-Comintern, no qual os dois países concordaram em se aliar para desafiar qualquer ataque da União Soviética. 
O Japão entrou em conflito contra os chineses em 1937. A invasão e ocupação japonesa de partes da China resultou em inúmeras atrocidades contra civis, como o Massacre de Nanquim e a Política dos Três Tudos. Os japoneses também travaram escaramuças com as forças soviéticas-mongóis em Manchukuo em 1938 e 1939. O Japão tentou evitar a guerra com a União Soviética assinando um pacto de não agressão em 1941. 

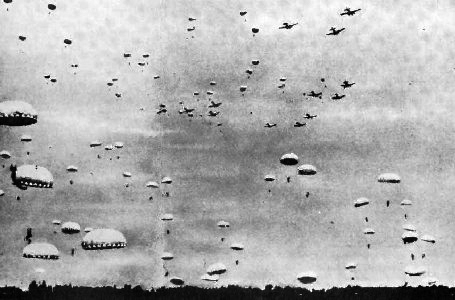
Paraquedistas do EIJ desembarcam durante a Batalha de Palembang, em 13 de fevereiro de 1942.

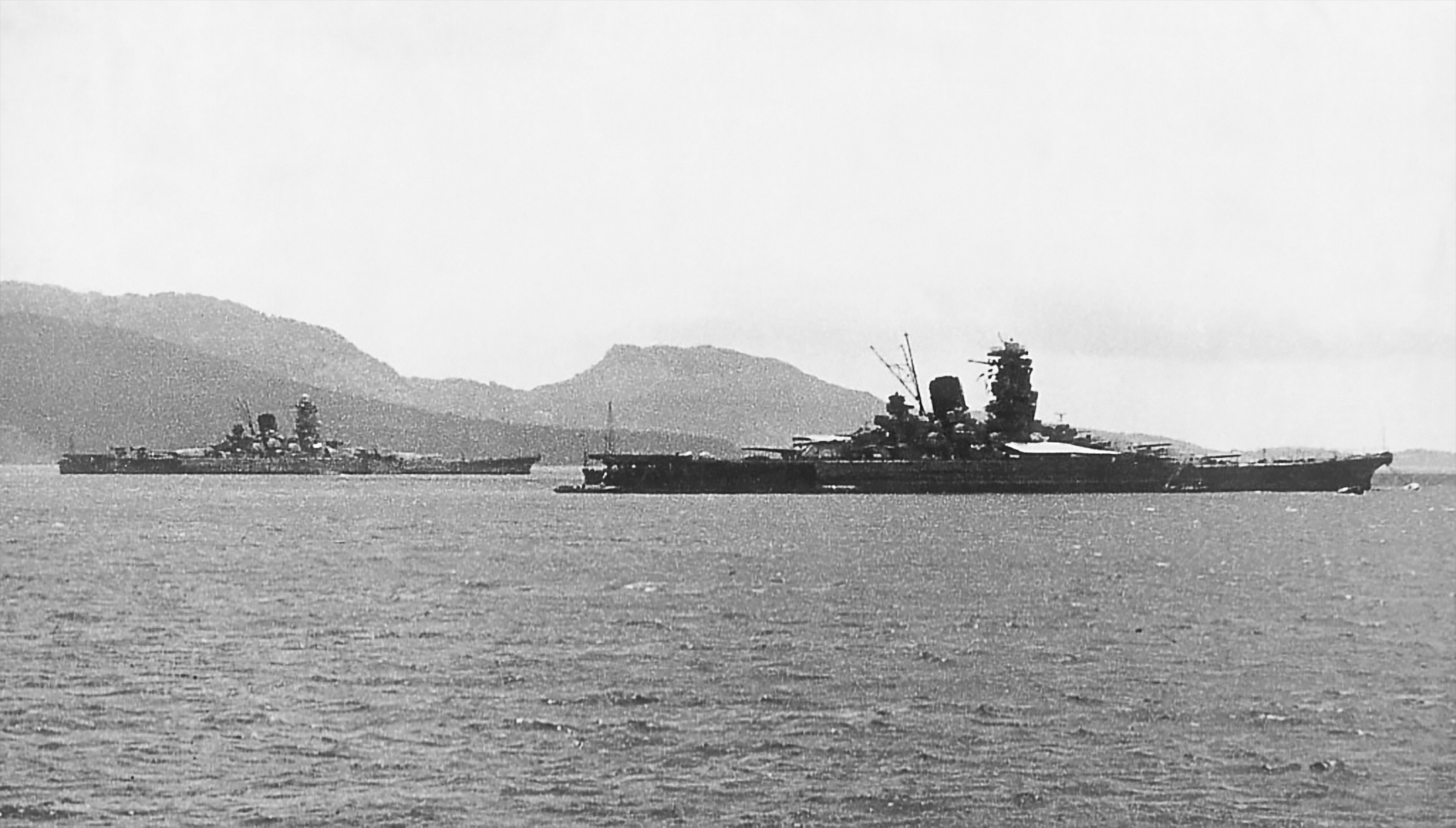
Encouraçados da classe IJN Yamato Yamato e Musashi atracados na Lagoa Truk, em 1943

Os líderes militares do Japão estavam divididos sobre as relações diplomáticas com a Alemanha e a Itália e a atitude em relação aos Estados Unidos. O Exército Imperial Japonês era a favor da guerra com os Estados Unidos, mas a Marinha Imperial Japonesa era, em geral, fortemente contra. Quando o Primeiro-Ministro do Japão, General Hideki Tojo, recusou as exigências americanas de que o Japão retirasse as suas forças militares da China, um confronto tornou-se mais provável.  A guerra com os Estados Unidos estava sendo discutida dentro do governo japonês em 1940.  O comandante da Frota Combinada, Almirante Isoroku Yamamoto, foi franco em sua oposição, especialmente após a assinatura do Pacto Tripartite, dizendo em 14 de outubro de 1940: "Lutar contra os Estados Unidos é como lutar contra o mundo inteiro. Mas foi decidido. Então, lutarei o melhor que puder. Sem dúvida, morrerei a bordo Nagato [seu navio-almirante]. Enquanto isso, Tóquio será queimada até o chão três vezes. Konoe e outros serão despedaçados pelo povo vingativo, eu [não deveria] me perguntar. "  Em outubro e novembro de 1940, Yamamoto se comunicou com o Ministro da Marinha Oikawa e declarou: "Ao contrário dos dias pré-Tripartite, grande determinação é necessária para garantir que evitemos o perigo de ir à guerra. " 
Com as potências europeias focadas na guerra na Europa, o Japão buscou adquirir suas colônias. Em 1940, o Japão respondeu à invasão alemã da França ocupando o norte da Indochina Francesa. O regime da França de Vichy, um aliado de fato da Alemanha, aceitou a tomada. As forças aliadas não responderam com guerra. Entretanto, os Estados Unidos instituíram um embargo contra o Japão em 1941 por causa da guerra contínua na China. Isso cortou o fornecimento de sucata e petróleo do Japão, necessários para a indústria, o comércio e o esforço de guerra. 

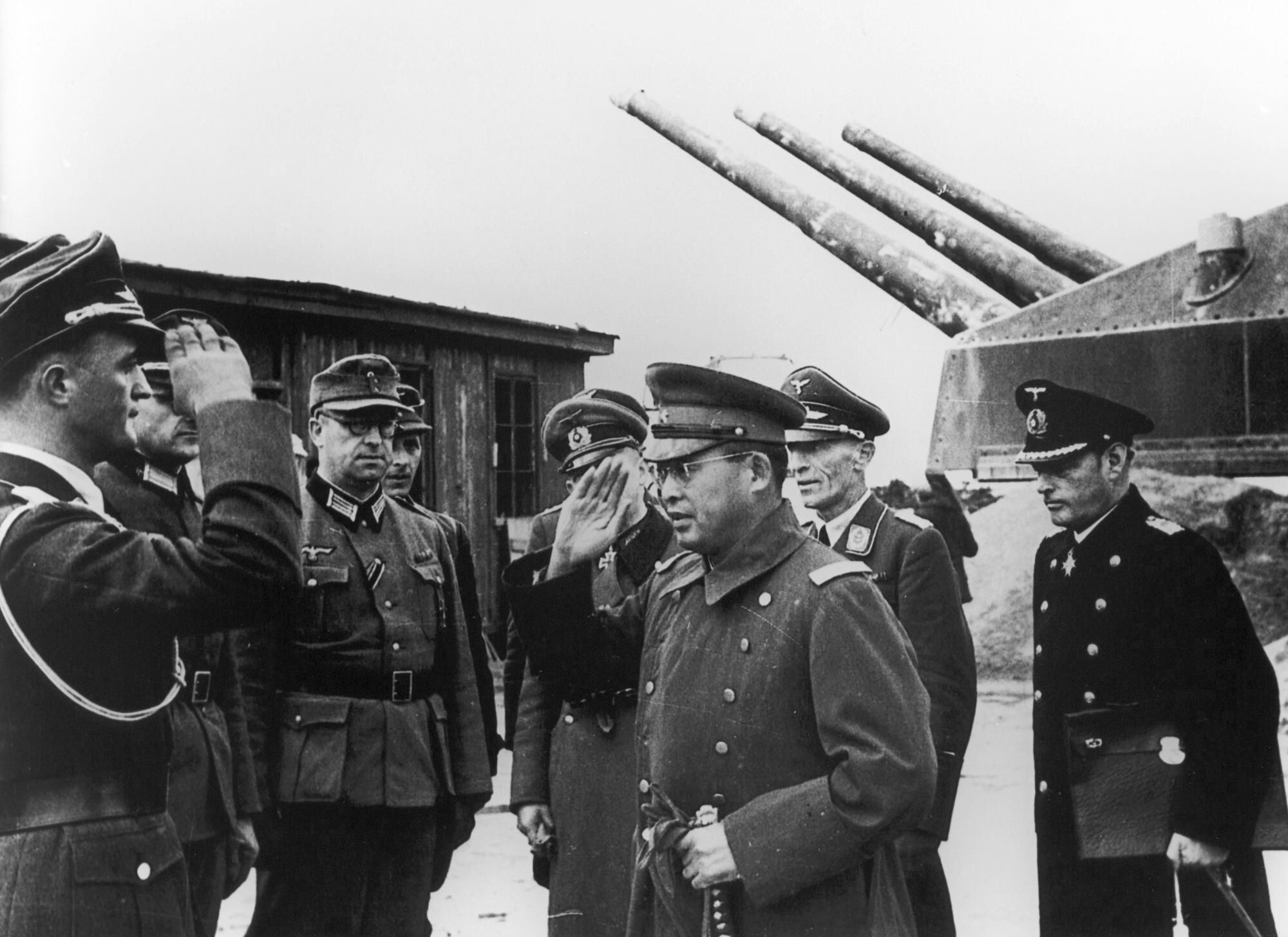
Adido militar japonês, Makoto Onodera, visitando a Fortaleza de Fjell, na Noruega, 1943. Atrás dele está o tenente-coronel Eberhard Freiherr von Zedlitz und Neukrich (C-in-C Luftwaffe Feldregiment 502.), e à direita está o Fregattenkapitän doktor Robert Morath (Seekommandant em Bergen). Atrás da mão de Onodera (levantada em saudação) está o General Nikolaus von Falkenhorst (comandante das forças militares alemãs na Noruega).

Para isolar as forças dos EUA estacionadas nas Filipinas e reduzir o poder naval dos EUA, o Quartel-General Imperial ordenou um ataque à base naval dos EUA em Pearl Harbor, Havaí, em 7 de dezembro de 1941. Eles também invadiram a Malásia e Hong Kong. Inicialmente, alcançando uma série de vitórias, em 1943 as forças japonesas foram repelidas em direção às ilhas. A Guerra do Pacífico durou até os bombardeios atômicos de Hiroshima e Nagasaki em 1945. Os soviéticos declararam guerra formalmente em agosto de 1945 e enfrentaram forças japonesas na Manchúria e no nordeste da China. 

#### Colônias e dependências

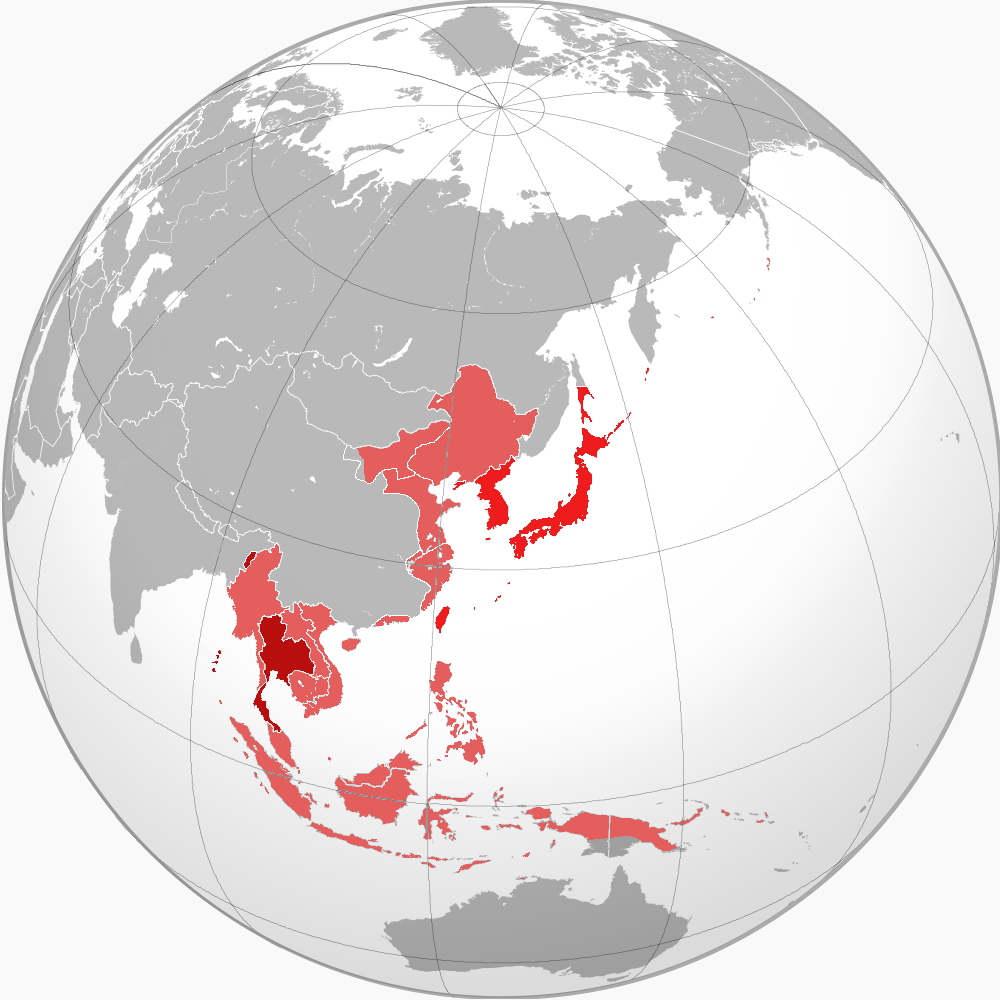
Membros da Esfera de Coprosperidade da Grande Ásia Oriental
Império do Japão
Estados fantoches japoneses
Tailândia (cooperou com o Japão)

Taiwan era uma dependência japonesa estabelecida em 1895. A Coreia era um protetorado e dependência japonesa formalmente estabelecida pelo Tratado Japão-Coreia de 1910.
O Mandato do Pacífico Sul foram territórios concedidos ao Japão em 1919 nos acordos de paz da Primeira Guerra Mundial, que designaram ao Japão as ilhas alemãs do Pacífico Sul. O Japão recebeu-os como recompensa dos Aliados da Primeira Guerra Mundial, quando o Japão era então aliado contra a Alemanha.
O Japão ocupou as Índias Orientais Holandesas durante a guerra. O Japão planejou transformar esses territórios em um estado cliente da Indonésia e buscou aliança com nacionalistas indonésios, incluindo o futuro presidente indonésio Sukarno, entretanto esses esforços não resultaram na criação de um estado indonésio até depois da rendição do Japão. 

## Outros signatários do Pacto Tripartite
Além das três principais potências do Eixo, outros seis países assinaram o Pacto Tripartite como seus estados-membros. Dos países adicionais, Hungria, Eslováquia, Bulgária, o Estado Independente da Croácia e Romênia participaram de várias operações militares do Eixo com suas forças armadas nacionais, enquanto o sexto, a Iugoslávia, viu seu governo signatário tripartite ser derrubado em um golpe poucos dias após assinar o Pacto, e a adesão foi revertida.

### Hungria
O Reino da Hungria, governado pelo almirante regente Miklós Horthy, foi o primeiro país, além da Alemanha, Itália e Japão, a aderir ao Pacto Tripartite, assinando o acordo em 20 de novembro de 1940. 

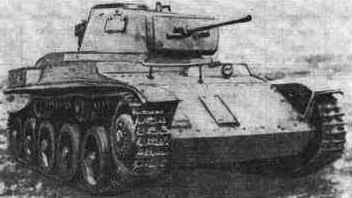
Tanque húngaro Toldi I usado durante a invasão do Eixo na União Soviética em 1941

A instabilidade política assolou o país até que Miklós Horthy, um nobre húngaro e oficial naval austro-húngaro, se tornou regente em 1920. A grande maioria dos húngaros desejava recuperar os antigos territórios das Terras da Coroa de Santo Estêvão perdidos pelo Tratado de Trianon. Durante o governo de Gyula Gömbös, a Hungria aproximou-se da Alemanha e da Itália, em grande parte devido ao desejo partilhado de rever os acordos de paz celebrados após a Primeira Guerra Mundial.  Muitas pessoas simpatizavam com a política antissemita do regime nazista. A Hungria recusou-se a participar na invasão planeada da Checoslováquia pela Alemanha Nazi durante a Crise dos Sudetos, mas após o Acordo de Munique levou a cabo uma reaproximação diplomática para evitar que a Alemanha desenvolvesse uma aliança demasiado próxima com a Roménia, rival da Hungria.  Devido à sua postura de apoio à Alemanha e aos novos esforços na política internacional, a Hungria obteve acordos territoriais favoráveis pela Primeira Concessão de Viena, após a dissolução da Tchecoslováquia ocupou e anexou o restante da Rutênia dos Cárpatos e em 1940 recebeu a Transilvânia do Norte da Romênia por meio da Segunda Concessão de Viena. Os húngaros permitiram que tropas alemãs transitassem por seu território durante a invasão da Iugoslávia, e as forças húngaras se juntaram às operações militares após a proclamação do Estado Independente da Croácia. Partes da antiga Iugoslávia foram anexadas à Hungria; o Reino Unido imediatamente rompeu relações diplomáticas em resposta. 

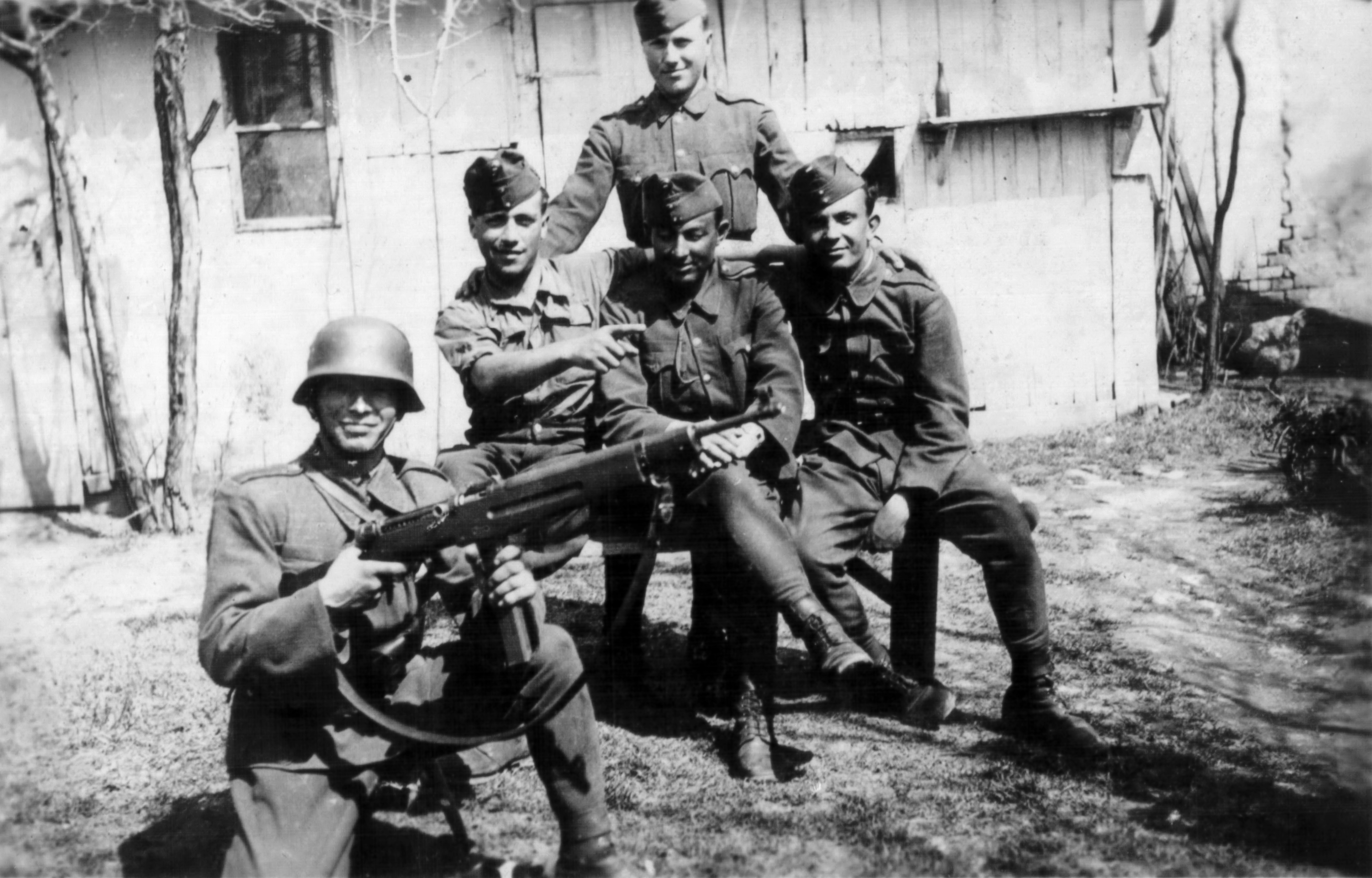
Soldados húngaros nas montanhas dos Cárpatos em 1944

Embora a Hungria não tenha participado inicialmente da invasão alemã da União Soviética, a Hungria e a União Soviética tornaram-se beligerantes em 27 de junho de 1941. Mais de 500.000 soldados serviram na Frente Oriental. Todos os cinco exércitos de campanha da Hungria acabaram participando da guerra contra a União Soviética; uma contribuição significativa foi feita pelo Segundo Exército Húngaro. 
Em 25 de novembro de 1941, a Hungria foi um dos treze signatários do renovado Pacto Anti-Comintern. As tropas húngaras, assim como suas contrapartes do Eixo, estiveram envolvidas em inúmeras ações contra os soviéticos. No final de 1943, os soviéticos estavam em vantagem e os alemães estavam recuando. O Segundo Exército Húngaro foi destruído em combates na Frente de Voronezh, às margens do Rio Don. 
Antes da ocupação alemã na área da Hungria, cerca de 63.000 judeus morreram. Posteriormente, no final de 1944, 437.000 judeus foram deportados para Auschwitz-Birkenau, a maioria deles para a morte.  No total, os judeus húngaros sofreram perto de 560.000 baixas. 

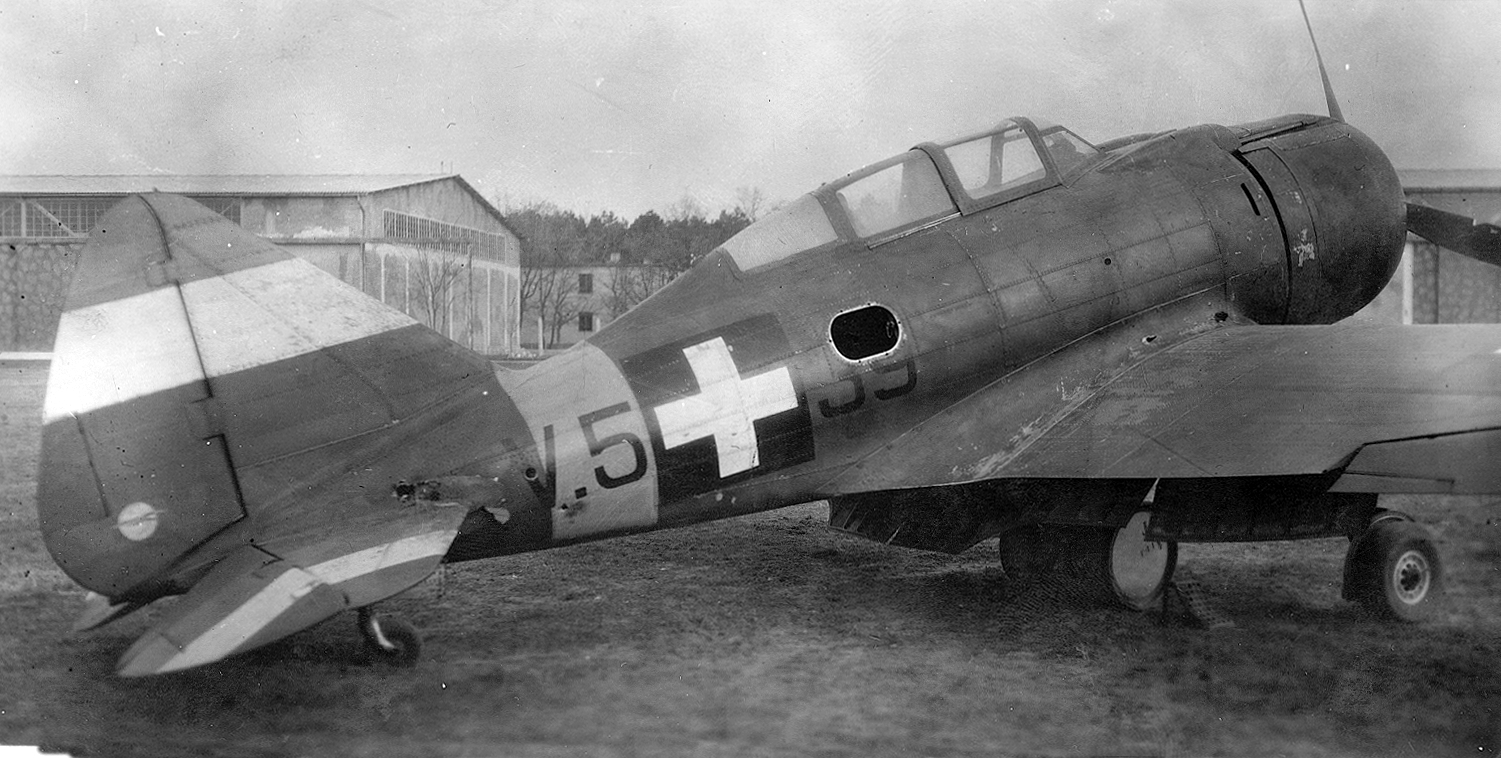
Avião de caça MÁVAG Héja, derivado do Reggiane Re.2000, um projeto de caça italiano

As relações entre a Alemanha e a regência de Miklós Horthy entraram em colapso em 1944, quando Horthy tentou negociar um acordo de paz com os soviéticos e sair da guerra sem a aprovação alemã. Horthy foi forçado a abdicar depois que comandos alemães, liderados pelo Coronel Otto Skorzeny, mantiveram seu filho refém como parte da Operação Panzerfaust. A Hungria foi reorganizada após a abdicação de Horthy em dezembro de 1944 em um regime totalitário chamado Governo de Unidade Nacional, liderado por Ferenc Szálasi. Ele foi primeiro-ministro da Hungria desde outubro de 1944 e foi líder do Partido Húngaro da Cruz Flechada. Sua jurisdição estava efetivamente limitada a uma faixa cada vez mais estreita de território na Hungria central, ao redor de Budapeste, pois na época em que assumiram o poder o Exército Vermelho já estava bem dentro do país. No entanto, a regra da Cruz Flechada, por mais curta que tenha sido, foi brutal. Em menos de três meses, os esquadrões da morte da Cruz Flechada mataram cerca de 38.000 judeus húngaros. Os oficiais da Cruz Flechada ajudaram Adolf Eichmann a reativar os procedimentos de deportação dos quais os judeus de Budapeste haviam sido poupados até então, enviando cerca de 80.000 judeus para fora da cidade em trabalhos forçados e muitos outros diretamente para campos de extermínio. A maioria deles morreu, incluindo muitos que foram assassinados logo após o fim dos combates, quando regressavam a casa.   Dias depois que o governo Szálasi assumiu o poder, a capital Budapeste foi cercada pelo Exército Vermelho Soviético. Forças alemãs e húngaras tentaram deter o avanço soviético, mas falharam. Após combates ferozes, Budapeste foi tomada pelos soviéticos. Vários húngaros pró-alemães recuaram para a Itália e Alemanha, onde lutaram até o fim da guerra. 
Em março de 1945, Szálasi fugiu para a Alemanha como líder de um governo no exílio, até a rendição da Alemanha em maio de 1945. 

### Romênia

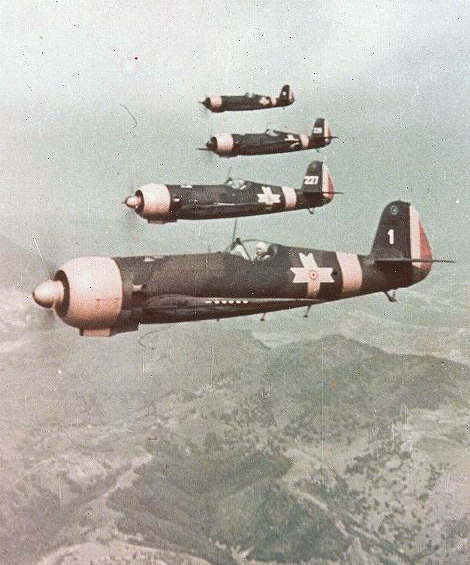
Uma formação de caças romenos IAR 80

Com exceção da Alemanha e da Itália, a Roménia foi o único país onde um movimento fascista chegou ao poder sem assistência estrangeira.  Quando a guerra eclodiu na Europa, a economia do Reino da Romênia já estava subordinada aos interesses da Alemanha nazista por meio de um tratado assinado na primavera de 1939. No entanto, o país não havia abandonado totalmente as simpatias pró-britânicas. A Romênia também foi aliada dos poloneses durante a maior parte do período entreguerras. Após a invasão da Polônia pela Alemanha e pela União Soviética, e a conquista alemã da França e dos Países Baixos, a Romênia se viu cada vez mais isolada; enquanto isso, elementos pró-alemães e pró-fascistas começaram a crescer. 
O Pacto Molotov-Ribbentrop de agosto de 1939 entre a Alemanha e a União Soviética continha um protocolo secreto que cedia a Bessarábia e a Bucovina do Norte à União Soviética.  Em 28 de junho de 1940, a União Soviética ocupou e anexou a Bessarábia, bem como parte do norte da Romênia e a região de Hertsa.  Em 30 de agosto de 1940, como resultado da egunda Arbitragem de Viena arbitrada entre a Alemanha e a Itália, a Romênia teve que ceder o norte da Transilvânia à Hungria. O sul de Dobruja foi cedido à Bulgária em setembro de 1940. Em um esforço para apaziguar os elementos fascistas no país e obter proteção alemã, o Rei Carlos II nomeou o General Ion Antonescu como Primeiro-Ministro em 6 de setembro de 1940.

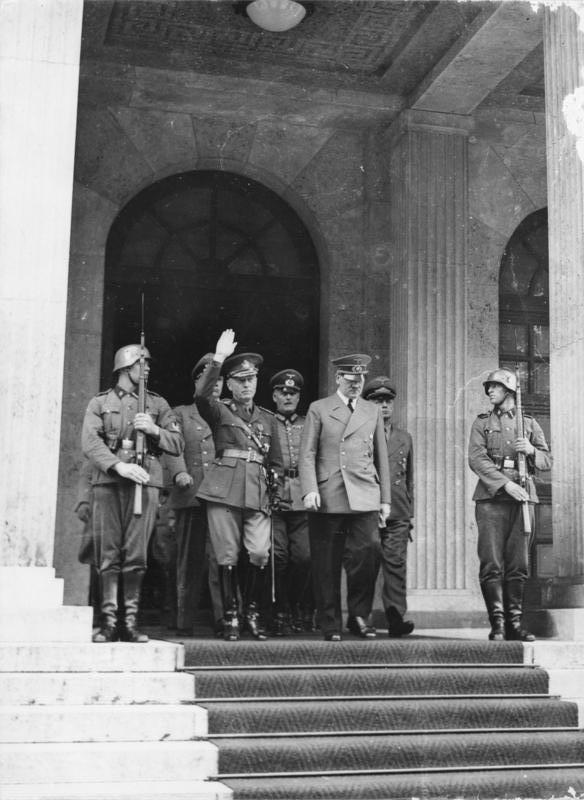
Ion Antonescu e Adolf Hitler no Führerbau em Munique (junho de 1941)

Dois dias depois, Antonescu forçou o rei a abdicar e instalou o filho mais novo do rei, Michael (Mihai), no trono, declarando-se então Conducător ("Líder") com poderes ditatoriais. O Estado Nacional Legionário foi proclamado em 14 de setembro, com a Guarda de Ferro governando junto com Antonescu como o único movimento político legal na Romênia. Sob o rei Miguel I e o governo militar de Antonescu, a Romênia assinou o Pacto Tripartite em 23 de novembro de 1940. As tropas alemãs entraram no país em 10 de outubro de 1941, oficialmente para treinar o exército romeno. A directiva de Hitler às tropas, em 10 de Outubro, afirmava que "é necessário evitar até a mais pequena aparência de ocupação militar da Roménia".  A entrada de tropas alemãs na Romênia determinou que o ditador italiano Benito Mussolini iniciasse uma invasão à Grécia, dando início à Guerra Greco-Italiana.  Tendo garantido a aprovação de Hitler em janeiro de 1941, Antonescu expulsou a Guarda de Ferro do poder. 
A Romênia foi posteriormente usada como plataforma para invasões da Iugoslávia e da União Soviética. Apesar de não estar envolvida militarmente na invasão da Iugoslávia, a Romênia solicitou que as tropas húngaras não operassem no Banato. Paulus modificou assim o plano húngaro e manteve as suas tropas a oeste do Tisza. 
A Romênia se juntou à invasão da União Soviética liderada pela Alemanha em 22 de junho de 1941. Antonescu foi o único líder estrangeiro consultado por Hitler sobre assuntos militares  e os dois se encontraram nada menos que dez vezes durante a guerra.  A Romênia reconquistou a Bessarábia e o norte da Bucovina durante a Operação Munique antes de conquistar mais territórios soviéticos e estabelecer a província da Transnístria. Após o Cerco de Odessa, a cidade se tornou a capital do governo. As tropas romenas lutaram para entrar na Crimeia ao lado das tropas alemãs e contribuíram significativamente para o Cerco de Sebastopol. Mais tarde, as tropas de montanha romenas juntaram-se à campanha alemã no Cáucaso, chegando até Nalchik.  Depois de sofrer perdas devastadoras em Stalingrado, autoridades romenas começaram a negociar secretamente condições de paz com os Aliados.

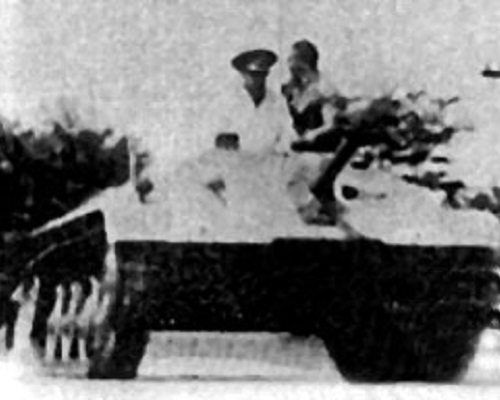
O projeto do caça-tanques romeno Mareșal provavelmente foi usado pelos alemães para desenvolver o Hetzer.

A indústria militar da Roménia era pequena mas versátil, capaz de copiar e produzir milhares de sistemas de armas franceses, soviéticos, alemães, britânicos e checoslovacos, além de produzir produtos originais capazes.  A Marinha Romena também construiu navios de guerra de grande porte, como o lançador de minas NMS O almirante Murgescu e os submarinos NMS Rechinul e NMS Marsuinul.  Centenas de aeronaves originalmente projetadas pela Força Aérea Romena também foram produzidas, como o caça IAR-80 e o bombardeiro leve IAR-37.  O país também construiu veículos blindados de combate, principalmente o caça-tanques Mareșal, que provavelmente influenciou o design do Hetzer alemão.  A Romênia também foi uma grande potência na indústria petrolífera desde 1800. Foi um dos maiores produtores da Europa e as refinarias de petróleo de Ploieşti forneceram cerca de 30% de toda a produção de petróleo do Eixo.  O historiador britânico Dennis Deletant afirmou que as contribuições cruciais da Roménia para o esforço de guerra do Eixo, incluindo ter o terceiro maior exército do Eixo na Europa e sustentar o esforço de guerra alemão através do petróleo e de outros materiais, significavam que estava "a par da Itália como principal aliado da Alemanha e não na categoria de um satélite menor do Eixo".  Outro historiador britânico, Mark Axworthy, acredita que a Roménia poderia mesmo ser considerada como tendo o segundo exército do Eixo mais importante da Europa, ainda mais do que o da Itália. 
Sob Antonescu, a Romênia era uma ditadura fascista e um estado totalitário. Entre 45.000 e 60.000 judeus foram mortos na Bucovina e na Bessarábia por tropas romenas e alemãs em 1941. Segundo Wilhelm Filderman, pelo menos 150.000 judeus da Bessarábia e da Bucovina morreram sob o regime de Antonescu (tanto os deportados quanto os que permaneceram). No total, morreram cerca de 250.000 judeus sob jurisdição romena. 

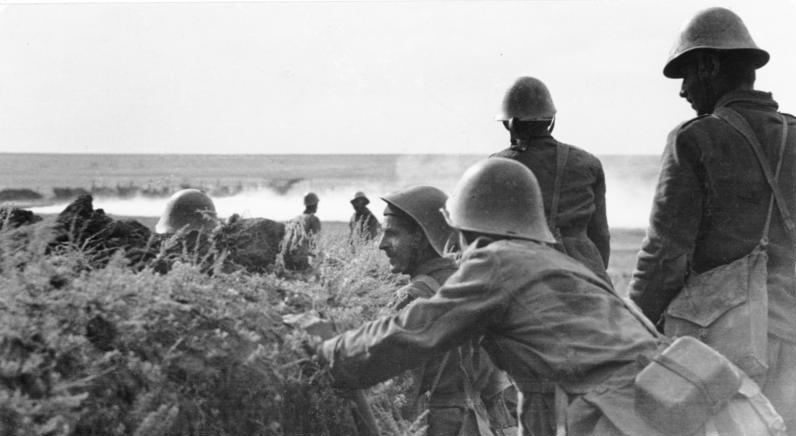
Soldados romenos nos arredores de Stalingrado durante a Batalha de Stalingrado em 1942

Em 1943, a maré começou a mudar. Os soviéticos avançaram mais para o oeste, retomando a Ucrânia e, por fim, lançando uma invasão malsucedida do leste da Romênia na primavera de 1944. As tropas romenas na Crimeia ajudaram a repelir os desembarques soviéticos iniciais, mas eventualmente toda a península foi reconquistada pelas forças soviéticas e a Marinha romena evacuou mais de 100.000 tropas alemãs e romenas, uma conquista que rendeu ao almirante romeno Horia Macellariu a Cruz de Cavaleiro da Cruz de Ferro.  Durante a Ofensiva Jassy-Kishinev de agosto de 1944, a Romênia mudou de lado em 23 de agosto de 1944. As tropas romenas lutaram ao lado do exército soviético até o fim da guerra, chegando até a Tchecoslováquia e a Áustria. 

#### Principal aliado europeu da Alemanha (setembro de 1943 – agosto de 1944)
Após o Armistício de Cassibile de setembro de 1943 com a Itália, a Romênia se tornou a segunda potência do Eixo na Europa.  Os romenos partilharam os despojos da Operação Achse, 5 submarinos anões da classe CB da Regia Marina no Mar Negro foram transferidos para a Marinha Romena.  A Romênia também capturou 496 italianos, a maioria militares da marinha (dois deles morreram mais tarde). Antes do final do mês, a Alemanha concordou em fornecer sistematicamente ao Exército Romeno veículos militares alemães, por meio dos programas Olivenbaum I-III e Quittenbaum I. As entregas começaram em novembro de 1943 e, em agosto de 1944, a Alemanha havia fornecido à Romênia 10 vezes mais veículos blindados (Panzer III, Panzer IV e Sturmgeschütz III) do que durante todo o período pré-Cassibile. Tendo adquirido a licença para produzir o Messerschmitt Bf 109, a Romênia planejou montar 75 a partir de peças alemãs. As entregas começaram em maio de 1944, mas apenas 6 foram concluídas antes que a Romênia deixasse o Eixo em agosto de 1944. Mais onze foram concluídos até o fim da guerra, e os 58 restantes foram concluídos após a guerra. Em 1944, a Romênia também ganhou acesso a certas Wunderwaffen, como o Werfer-Granate 21. O primeiro Fiesler Storch fabricado na Romênia foi concluído em outubro de 1943, seguido por mais 9 em maio de 1944. A partir de março de 1944, a Alemanha também contribuiu para o projeto e a construção dos protótipos M-05 e M-06 do caça-tanques Mareșal: Alkett contribuiu para a equipe de projeto romena e rádios Telefunken junto com blindagem Böhler foram fornecidos. O canhão Reșița de 75 mm (produção iniciada no final de 1943) usava a câmara de projéteis do canhão alemão Pak 40. Contudo, as transferências de tecnologia entre os dois países não eram necessariamente unilaterais. Em 6 de janeiro de 1944, Antonescu mostrou a Hitler os planos do protótipo M-04 do caça-tanques Mareșal. Em maio de 1944, o tenente-coronel Ventz, do Waffenamt, reconheceu que o Hetzer havia seguido o design romeno. O Grupo de Exércitos do Sul da Ucrânia, liderado pelos alemães, não conseguiu tomar decisões operacionais importantes sem garantir a aprovação de Ion Antonescu, mesmo em 22 de agosto de 1944 (um dia antes de ser demitido).  Um exército alemão inteiro (6º) ficou sob comando romeno em maio de 1944, quando se tornou parte do Armeegruppe do general romeno Petre Dumitrescu. Pela primeira vez na guerra, os comandantes alemães ficaram sob o comando real (e não nominal) de seus aliados estrangeiros. Este grupo de exército liderado pela Romênia tinha 24 divisões, das quais 17 eram alemãs.  

### Eslováquia

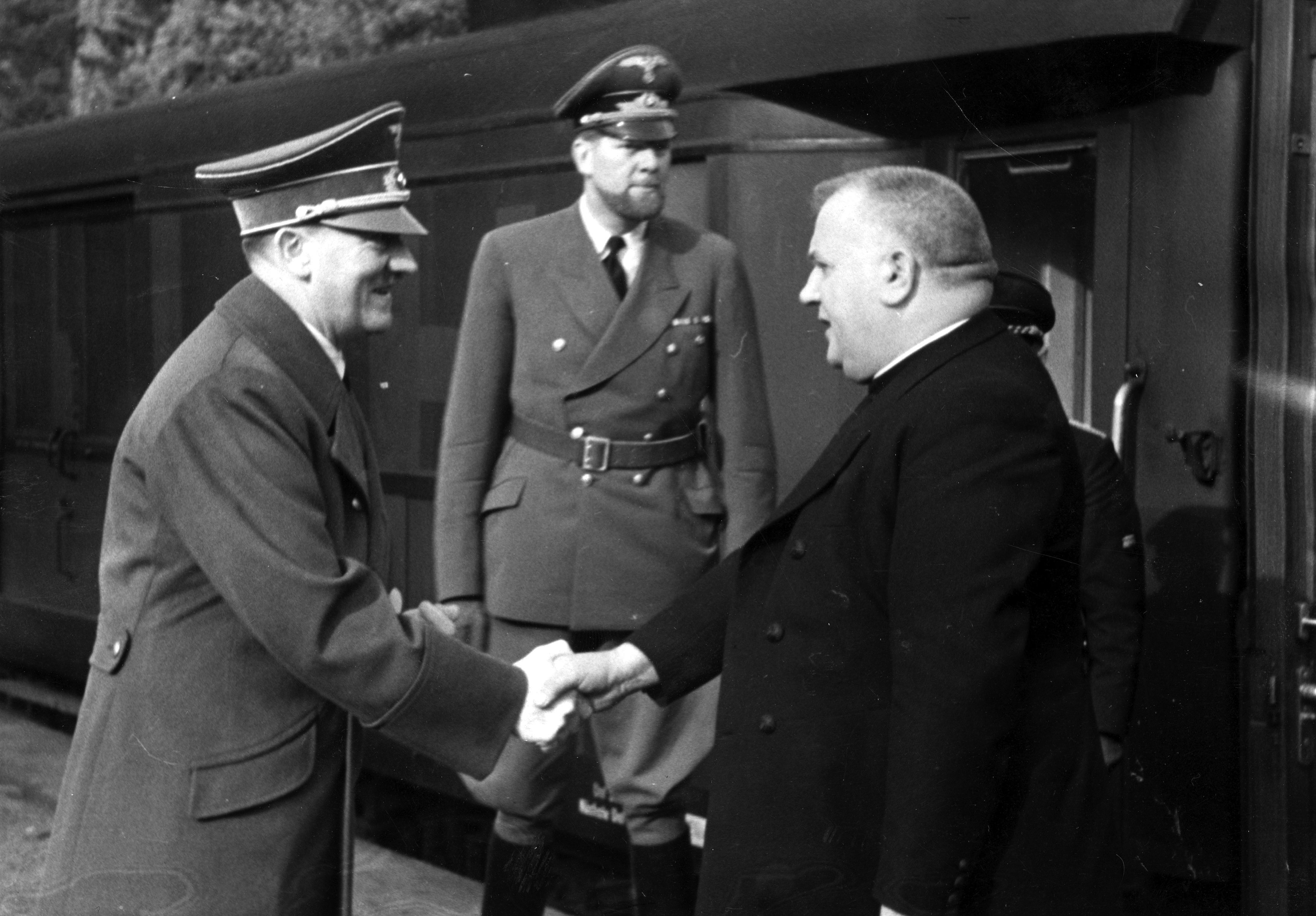
Adolf Hitler cumprimentando Jozef Tiso, presidente da República Eslovaca, 1941

A República Eslovaca, sob o comando do presidente Josef Tiso, assinou o Pacto Tripartite em 24 de novembro de 1940. 
A Eslováquia se alinhou estreitamente com a Alemanha quase imediatamente após sua declaração de independência da Tchecoslováquia em 14 de março de 1939. A Eslováquia celebrou um tratado de proteção com a Alemanha em 23 de março de 1939. 
As tropas eslovacas juntaram-se à invasão alemã da Polônia, tendo interesse em Spiš e Orava. Essas duas regiões, juntamente com Silésia de Cieszyn, eram disputadas entre a Polônia e a Tchecoslováquia desde 1918. Os poloneses os anexaram completamente após o Acordo de Munique. Após a invasão da Polônia, a Eslováquia recuperou o controle desses territórios. A Eslováquia invadiu a Polônia junto com as forças alemãs, contribuindo com 50.000 homens nesta fase da guerra. 

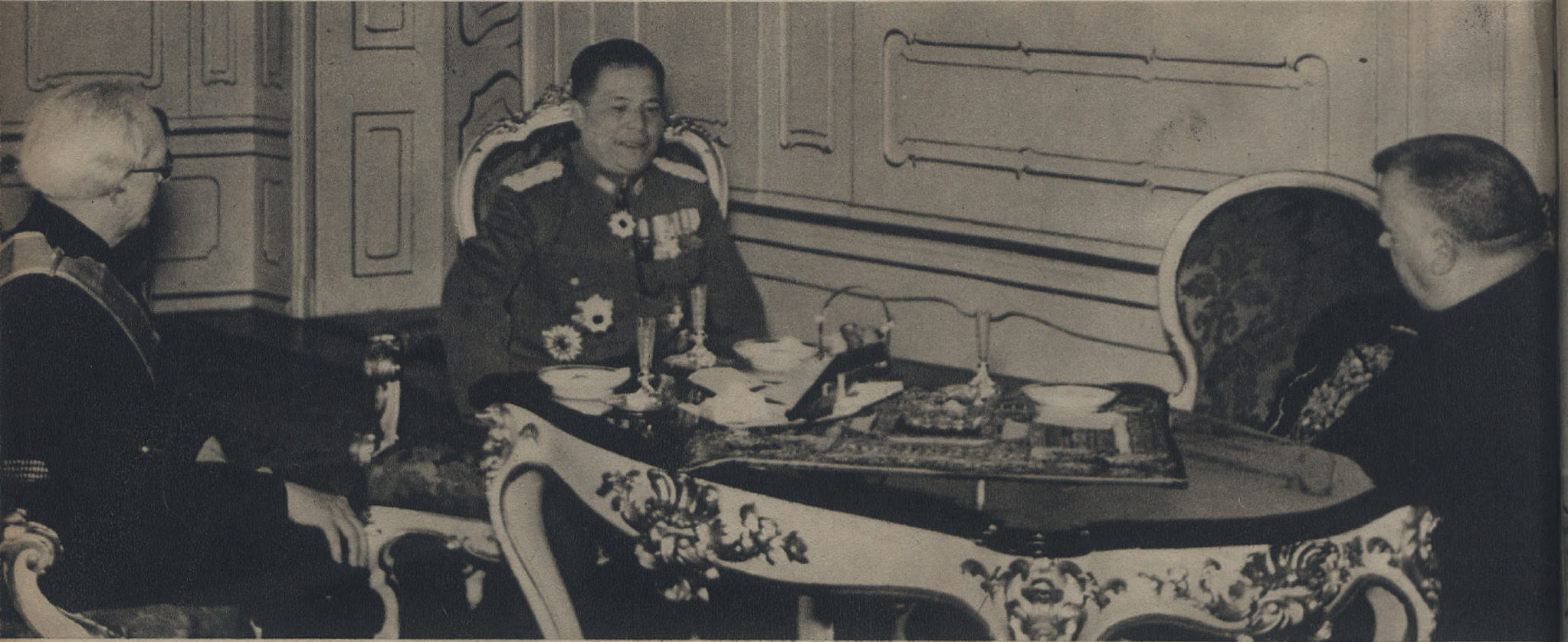
Hiroshi Ōshima, enviado japonês à República Eslovaca e embaixador na Alemanha com o presidente eslovaco Jozef Tiso e o primeiro-ministro eslovaco Vojtech Tuka, 1941

A Eslováquia declarou guerra à União Soviética em 1941 e assinou o Pacto Anti-Comintern reativado em 1941. Tropas eslovacas lutaram na Frente Oriental da Alemanha, fornecendo à Alemanha duas divisões totalizando 80.000 homens. A Eslováquia declarou guerra ao Reino Unido e aos Estados Unidos em 1942. 
A Eslováquia foi poupada da ocupação militar alemã até a Revolta Nacional Eslovaca, que começou em 29 de agosto de 1944, e foi quase imediatamente esmagada pela Waffen-SS e pelas tropas eslovacas leais a Josef Tiso. 
Após a guerra, Tiso foi executado e a Eslováquia voltou a fazer parte da Tchecoslováquia. A fronteira com a Polônia foi transferida de volta ao estado anterior à guerra. 

### Bulgária

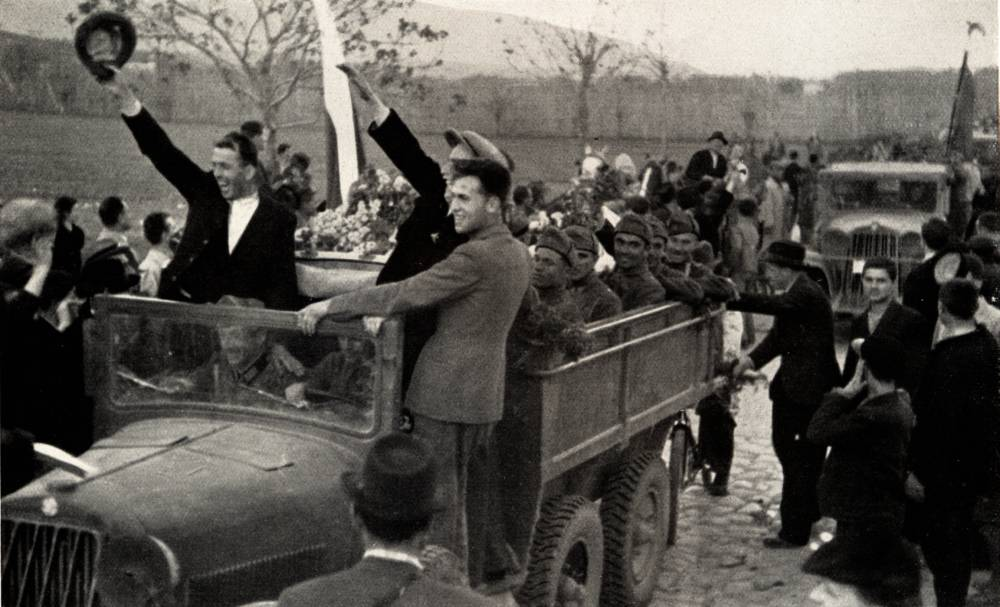
Soldados búlgaros na Macedônia do Vardar durante a campanha dos Balcãs

O Czarado da Bulgária era governado por Tsar Bóris III quando assinou o Pacto Tripartite em 1º de março de 1941. A Bulgária estava no lado perdedor da Primeira Guerra Mundial e buscava o retorno do que a liderança búlgara via como territórios búlgaros perdidos étnica e historicamente, especificamente na Macedônia e na Trácia (divididas entre o Reino da Iugoslávia, o Reino da Grécia e a Turquia). Durante a década de 1930, devido a elementos tradicionais de direita, a Bulgária se aproximou da Alemanha nazista. Em 1940, a Alemanha pressionou a Romênia a assinar o Tratado de Craiova, devolvendo à Bulgária a região de Dobrudja do Sul, que havia perdido em 1913. Os alemães também prometeram à Bulgária – se ela se juntasse ao Eixo – uma ampliação de seu território até as fronteiras especificadas no Tratado de San Stefano. 
A Bulgária participou da invasão do Eixo à Iugoslávia e à Grécia permitindo que tropas alemãs atacassem a partir de seu território e enviou tropas para a Grécia em 20 de abril. Como recompensa, as potências do Eixo permitiram que a Bulgária ocupasse partes de ambos os países – sul e sudeste da Iugoslávia (Banovina do Vardar) e nordeste da Grécia (partes da Macedônia grega e da Trácia grega). As forças búlgaras nessas áreas passaram os anos seguintes lutando contra vários grupos nacionalistas e movimentos de resistência. Apesar da pressão alemã, a Bulgária não participou da invasão do Eixo à União Soviética e, na verdade, nunca declarou guerra à União Soviética. A Marinha Búlgara, no entanto, estava envolvida em uma série de escaramuças com a Frota Soviética do Mar Negro, que atacou navios búlgaros. 
Após o ataque japonês a Pearl Harbor em dezembro de 1941, o governo búlgaro declarou guerra aos Aliados Ocidentais. Essa ação permaneceu amplamente simbólica (pelo menos da perspectiva búlgara), até agosto de 1943, quando a defesa aérea e a força aérea búlgaras atacaram bombardeiros aliados, retornando (fortemente danificados) de uma missão sobre as refinarias de petróleo romenas. Isso se transformou em um desastre para os cidadãos de Sófia e outras grandes cidades búlgaras, que foram fortemente bombardeadas pelos Aliados no inverno de 1943-1944. 
Em 2 de setembro de 1944, quando o Exército Vermelho se aproximava da fronteira búlgara, um novo governo búlgaro chegou ao poder e buscou a paz com os Aliados, expulsou as poucas tropas alemãs restantes e declarou neutralidade. Essas medidas, no entanto, não impediram a União Soviética de declarar guerra à Bulgária em 5 de setembro, e em 8 de setembro o Exército Vermelho marchou para o país, sem encontrar resistência. Isto foi seguido pelo golpe de estado de 9 de setembro de 1944, que levou ao poder um governo da Frente Pátria pró-soviética. Depois disso, o exército búlgaro (como parte da 3ª Frente Ucraniana do Exército Vermelho) lutou contra os alemães na Iugoslávia e na Hungria, sofrendo inúmeras baixas. Apesar disso, o Tratado de Paz de Paris tratou a Bulgária como um dos países derrotados. A Bulgária foi autorizada a manter Dobruja do Sul, mas teve que desistir de todas as reivindicações sobre territórios gregos e iugoslavos. 

### Estado Independente da Croácia

Bandeira do Estado Independente da Croácia

Em 10 de abril de 1941, o chamado Estado Independente da Croácia (Nezavisna Država Hrvatska, ou NDH), um estado fantoche germano-italiano instalado, co-assinou o Pacto Tripartite. O NDH permaneceu como membro do Eixo até o fim da Segunda Guerra Mundial, com suas forças lutando pela Alemanha mesmo depois que seu território foi invadido por guerrilheiros iugoslavos . Em 16 de abril de 1941, Ante Pavelić, um nacionalista croata e um dos fundadores do Ustaše ("Movimento de Libertação Croata"), foi proclamado Poglavnik (líder) do novo regime. 

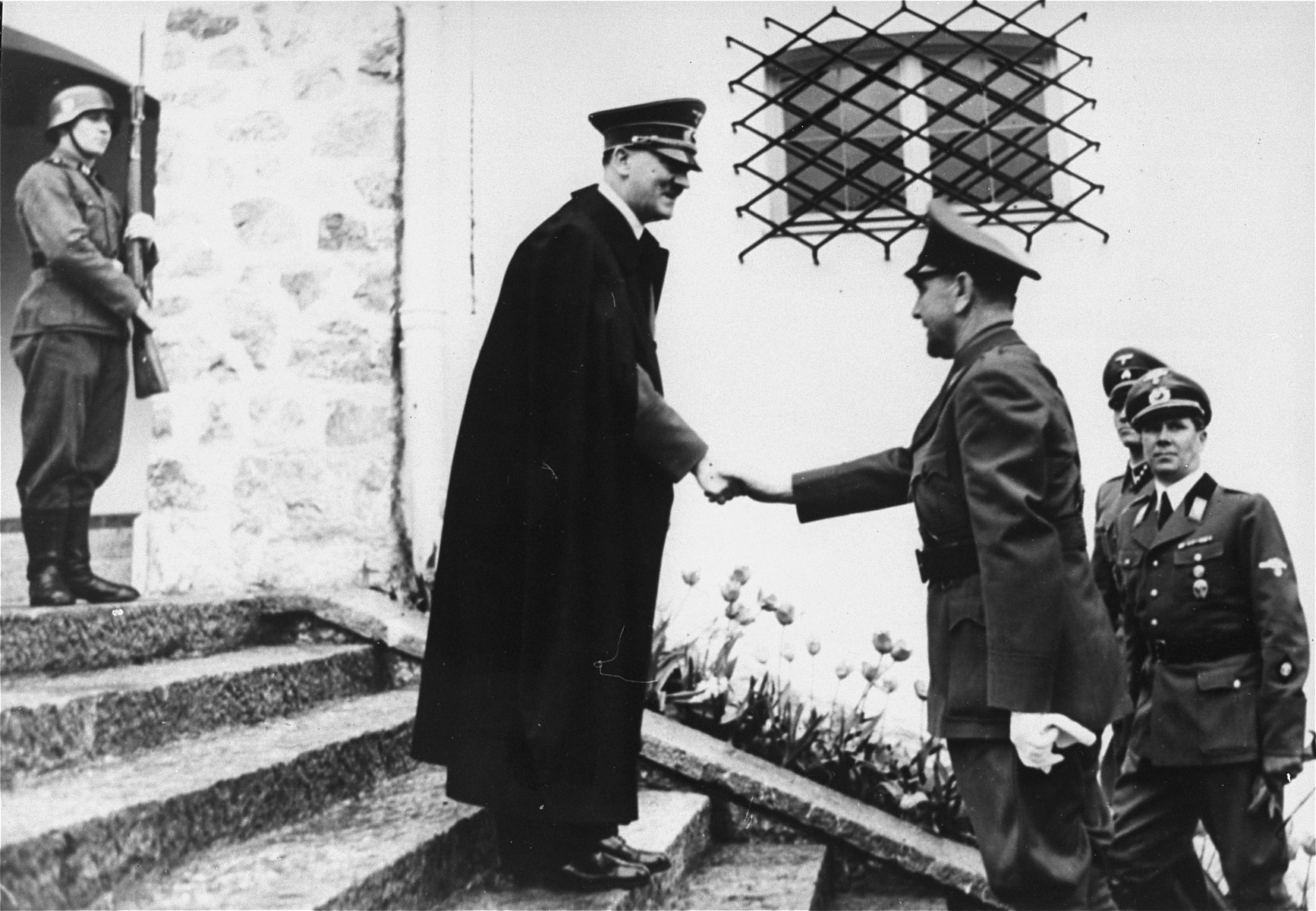
Adolf Hitler reunido com o líder do Estado Independente da Croácia, Ante Pavelić

Inicialmente, os Ustaše foram fortemente influenciados pela Itália. Eles foram ativamente apoiados pelo regime do Partido Nacional Fascista de Mussolini na Itália, que deu ao movimento campos de treinamento para se preparar para a guerra contra a Iugoslávia, além de aceitar Pavelić como exilado e permitir que ele residisse em Roma. Em 1941, durante a invasão italiana da Grécia, Mussolini solicitou que a Alemanha invadisse a Iugoslávia para salvar as forças italianas na Grécia. Hitler concordou relutantemente; a Iugoslávia foi invadida e a NDH foi criada. Pavelić liderou uma delegação a Roma e ofereceu a coroa do NDH a um príncipe italiano da Casa de Saboia, que foi coroado Tomislav II. No dia seguinte, Pavelić assinou os Contratos de Roma com Mussolini, cedendo a Dalmácia à Itália e fixando as fronteiras permanentes entre o NDH e a Itália. As forças armadas italianas foram autorizadas a controlar todo o litoral do NDH, efetivamente dando à Itália o controle total do litoral do Adriático. Quando o rei da Itália derrubou Mussolini do poder e a Itália capitulou, o NDH ficou completamente sob influência alemã. 
A plataforma do movimento Ustaše proclamava que os croatas haviam sido oprimidos pelo Reino da Iugoslávia, dominado pelos sérvios, e que os croatas mereciam ter uma nação independente após anos de dominação por impérios estrangeiros. Os Ustaše consideravam os sérvios racialmente inferiores aos croatas e os viam como infiltrados que estavam ocupando terras croatas. Eles viam o extermínio e a expulsão ou deportação dos sérvios como necessários para purificar racialmente a Croácia. Enquanto fazia parte da Iugoslávia, muitos nacionalistas croatas se opuseram violentamente à monarquia iugoslava dominada pelos sérvios e assassinaram Alexandre I da Iugoslávia, juntamente com a Organização Revolucionária Interna da Macedônia. As forças Ustashe lutaram contra a guerrilha comunista iugoslava durante toda a guerra. 
O regime de Ustaše não teve apoio geral entre os croatas e nunca acumulou qualquer apoio significativo entre a população.   O regime Ustaše foi apoiado por partes da população croata que, durante o período entreguerras, se sentiram oprimidas na Iugoslávia liderada pelos sérvios. A maior parte do apoio que tinha inicialmente obtido através da criação de um estado nacional croata perdeu-se devido às práticas brutais que utilizou. 
Ao chegar ao poder, Pavelić formou a Guarda Nacional Croata (Hrvatsko domobranstvo) como a força militar oficial do NDH. Originalmente autorizado com 16.000 homens, cresceu até atingir uma força máxima de combate de 130.000. A Guarda Nacional Croata incluía uma força aérea e uma marinha, embora sua marinha fosse restrita em tamanho pelos Contratos de Roma. Além da Guarda Nacional Croata, Pavelić também era o comandante supremo da milícia Ustaše, embora todas as unidades militares da NDH estivessem geralmente sob o comando das formações alemãs ou italianas em sua área de operações. 
O governo Ustaše declarou guerra à União Soviética, assinou o Pacto Anti-Comintern de 1941 e enviou tropas para a Frente Oriental da Alemanha. A milícia Ustaše estava guarnecida nos Bálcãs, lutando contra os guerrilheiros comunistas. 
O governo Ustaše aplicou leis raciais aos sérvios, judeus e ciganos, além de visar aqueles que se opunham ao regime fascista e, depois de junho de 1941, deportou-os para o campo de concentração de Jasenovac ou para campos de concentração nazistas na Polônia. As leis raciais eram aplicadas pela milícia Ustaše. O número exato de vítimas do regime Ustaše é incerto devido à destruição de documentos e números variados fornecidos por historiadores. De acordo com o Museu Memorial do Holocausto dos Estados Unidos, em Washington, DC, entre 320.000 e 340.000 sérvios foram mortos no NDH. 

### Iugoslávia (associação de dois dias)

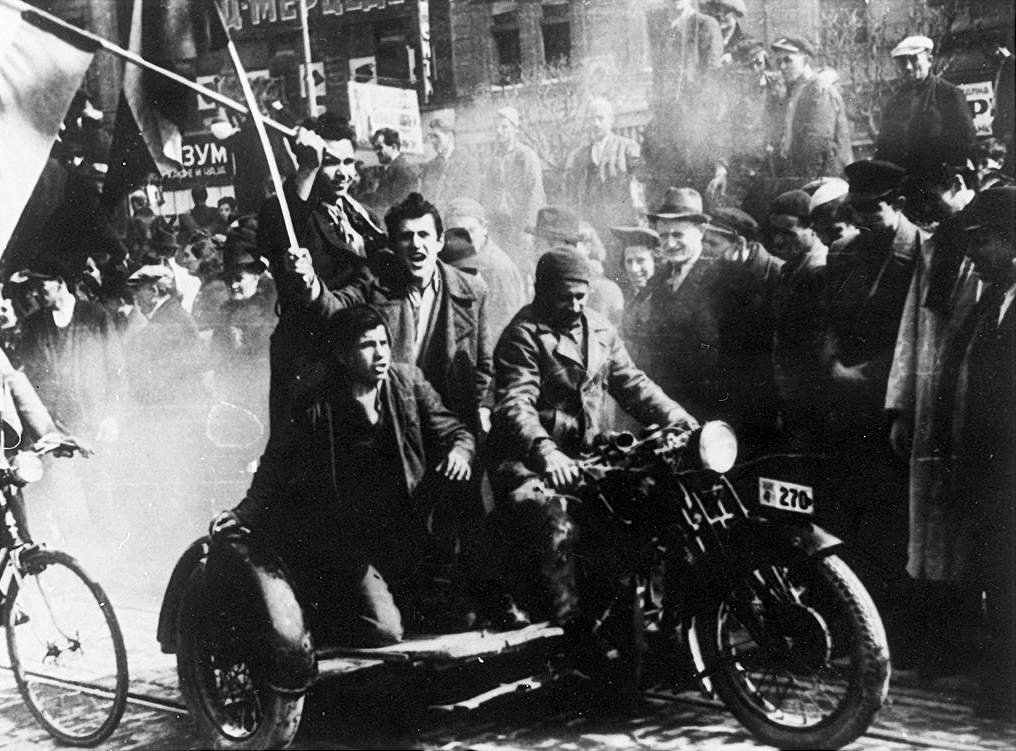
Manifestantes em Belgrado demonstram o seu apoio à ruptura com o Pacto Tripartite em 27 de Março, durante o golpe de estado iugoslavo.

O Reino da Iugoslávia estava amplamente cercado por membros do pacto e agora fazia fronteira com o Reich alemão. No final de 1940, Hitler buscou um pacto de não agressão com a Iugoslávia. Em fevereiro de 1941, Hitler pediu a adesão da Iugoslávia ao Pacto Tripartite, mas o governo iugoslavo adiou. Em março, divisões do exército alemão chegaram à fronteira búlgara-iugoslava e foi solicitada permissão para que passassem e atacassem a Grécia. Em 25 de março de 1941, temendo que a Iugoslávia fosse invadida de outra forma, o governo iugoslavo assinou o Pacto Tripartite com reservas significativas. Ao contrário de outras potências do Eixo, a Iugoslávia não era obrigada a fornecer assistência militar nem a fornecer seu território para que o Eixo movimentasse forças militares durante a guerra. Menos de dois dias depois, após manifestações nas ruas de Belgrado, o príncipe Paulo e o governo foram afastados do cargo por um golpe de estado. O rei Pedro II, de dezessete anos, foi declarado maior de idade. O novo governo iugoslavo, sob o comando do general Dušan Simović, recusou-se a ratificar a assinatura do Pacto Tripartite pela Iugoslávia e iniciou negociações com a Grã-Bretanha e a União Soviética. Winston Churchill comentou que "a Iugoslávia encontrou sua alma"; no entanto, Hitler invadiu e rapidamente assumiu o controle. 

## Signatários do Pacto Anti-Comintern
Alguns países assinaram o Pacto Anti-Comintern, mas não o Pacto Tripartite. Dessa forma, sua adesão ao Eixo pode ter sido menor do que a dos signatários do Pacto Tripartite. Alguns desses estados estavam oficialmente em guerra com membros das potências aliadas, outros permaneceram neutros na guerra e enviaram apenas voluntários. A assinatura do Pacto Anti-Comintern foi vista como "um teste decisivo de lealdade" pela liderança nazista. 

Bandeira do Governo Nacional Reorganizado da China

### China (Governo Nacional Reorganizado da China)
Durante a Segunda Guerra Sino-Japonesa, o Japão avançou de suas bases na Manchúria para ocupar grande parte do leste e centro da China. Vários estados fantoches japoneses foram organizados em áreas ocupadas pelas Forças Armadas Imperiais Japonesas, incluindo o Governo Provisório da República da China em Pequim, que foi formado em 1937, e o Governo Reformado da República da China em Nanquim, que foi formado em 1938. Esses governos foram fundidos no Governo Nacional Reorganizado da China em Nanquim em 29 de março de 1940. Wang Jingwei tornou-se chefe de Estado. O governo seria administrado nos mesmos moldes do regime nacionalista e adotaria seus símbolos. 
O governo de Nanquim não tinha poder real; seu papel principal era atuar como uma ferramenta de propaganda para os japoneses. O governo de Nanquim concluiu acordos com o Japão e Manchukuo, autorizando a ocupação japonesa da China e reconhecendo a independência de Manchukuo sob proteção japonesa. O governo de Nanquim assinou o Pacto Anti-Comintern de 1941 e declarou guerra aos Estados Unidos e ao Reino Unido em 9 de janeiro de 1943. 
O governo teve uma relação tensa com os japoneses desde o início. A insistência de Wang em que seu regime fosse o verdadeiro governo nacionalista da China e em replicar todos os símbolos do Kuomintang levou a conflitos frequentes com os japoneses, o mais proeminente sendo a questão da bandeira do regime, que era idêntica à da República da China. 
A piora da situação do Japão a partir de 1943 significou que o Exército de Nanquim recebeu um papel mais substancial na defesa da China ocupada do que os japoneses haviam previsto inicialmente. O exército foi empregado quase continuamente contra o Novo Quarto Exército comunista. Wang Jingwei morreu em 10 de novembro de 1944 e foi sucedido por seu vice, Chen Gongbo. Chen tinha pouca influência; o verdadeiro poder por trás do regime era Zhou Fohai, o prefeito de Xangai. A morte de Wang dissipou a pouca legitimidade que o regime tinha. Em 9 de setembro de 1945, após a derrota do Japão, a área foi entregue ao General He Yingqin, um general nacionalista leal a Chiang Kai-shek. Chen Gongbo foi julgado e executado em 1946. 

### Dinamarca

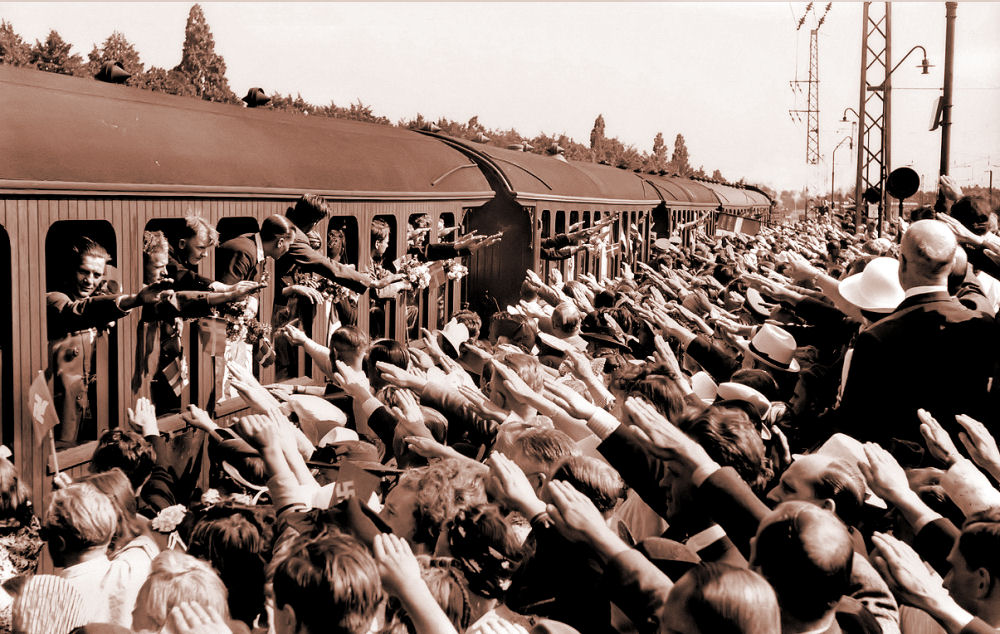
Membros do Frikorps Danmark partindo para a Frente Oriental da estação ferroviária de Hellerup, em Copenhague (1941).

A Dinamarca foi ocupada pela Alemanha depois de abril de 1940 e nunca se juntou ao Eixo. Em 31 de maio de 1939, a Dinamarca e a Alemanha assinaram um tratado de não agressão, que não continha quaisquer obrigações militares para nenhuma das partes.  Em 9 de abril, a Alemanha atacou a Escandinávia, e a velocidade da invasão alemã à Dinamarca impediu que o rei Cristiano X e o governo dinamarquês se exilassem. Eles tiveram que aceitar "proteção do Reich" e o posicionamento de forças alemãs em troca de independência nominal. A Dinamarca coordenou sua política externa com a Alemanha, estendendo reconhecimento diplomático aos regimes fantoches e colaboradores do Eixo e rompendo relações diplomáticas com os governos Aliados no exílio. A Dinamarca rompeu relações diplomáticas com a União Soviética e assinou o Pacto Anti-Comintern em 1941.  No entanto, os Estados Unidos e a Grã-Bretanha ignoraram a Dinamarca e trabalharam com Henrik Kauffmann, embaixador da Dinamarca nos EUA, quando se tratou de negociações sobre o uso da Islândia, da Groenlândia e da frota mercante dinamarquesa contra a Alemanha.  
Em 1941, os nazistas dinamarqueses criaram o Frikorps Danmark. Milhares de voluntários lutaram e muitos morreram como parte do Exército Alemão na Frente Oriental. A Dinamarca vendeu produtos agrícolas e industriais para a Alemanha e fez empréstimos para armamentos e fortificações. A presença alemã na Dinamarca incluiu a construção de parte das fortificações do Muro do Atlântico, pelas quais a Dinamarca pagou e nunca foi reembolsada.
O governo protetorado dinamarquês durou até 29 de agosto de 1943, quando o gabinete renunciou após as eleições regularmente programadas e amplamente livres que concluíram o mandato atual do Folketing. Os alemães impuseram a lei marcial após a Operação Safári, e a colaboração dinamarquesa continuou em nível administrativo, com a burocracia dinamarquesa funcionando sob comando alemão. A Marinha Real Dinamarquesa afundou 32 dos seus navios maiores; a Alemanha apreendeu 64 navios e mais tarde recuperou e reequipou 15 dos navios afundados.   Treze navios de guerra escaparam para a Suécia e formaram uma flotilha naval dinamarquesa no exílio. A Suécia permitiu a formação de uma brigada militar dinamarquesa no exílio; ela não participou de combate.  O movimento de resistência dinamarquês foi activo na sabotagem e na publicação de jornais clandestinos e de listas negras de colaboradores. 

### Finlândia

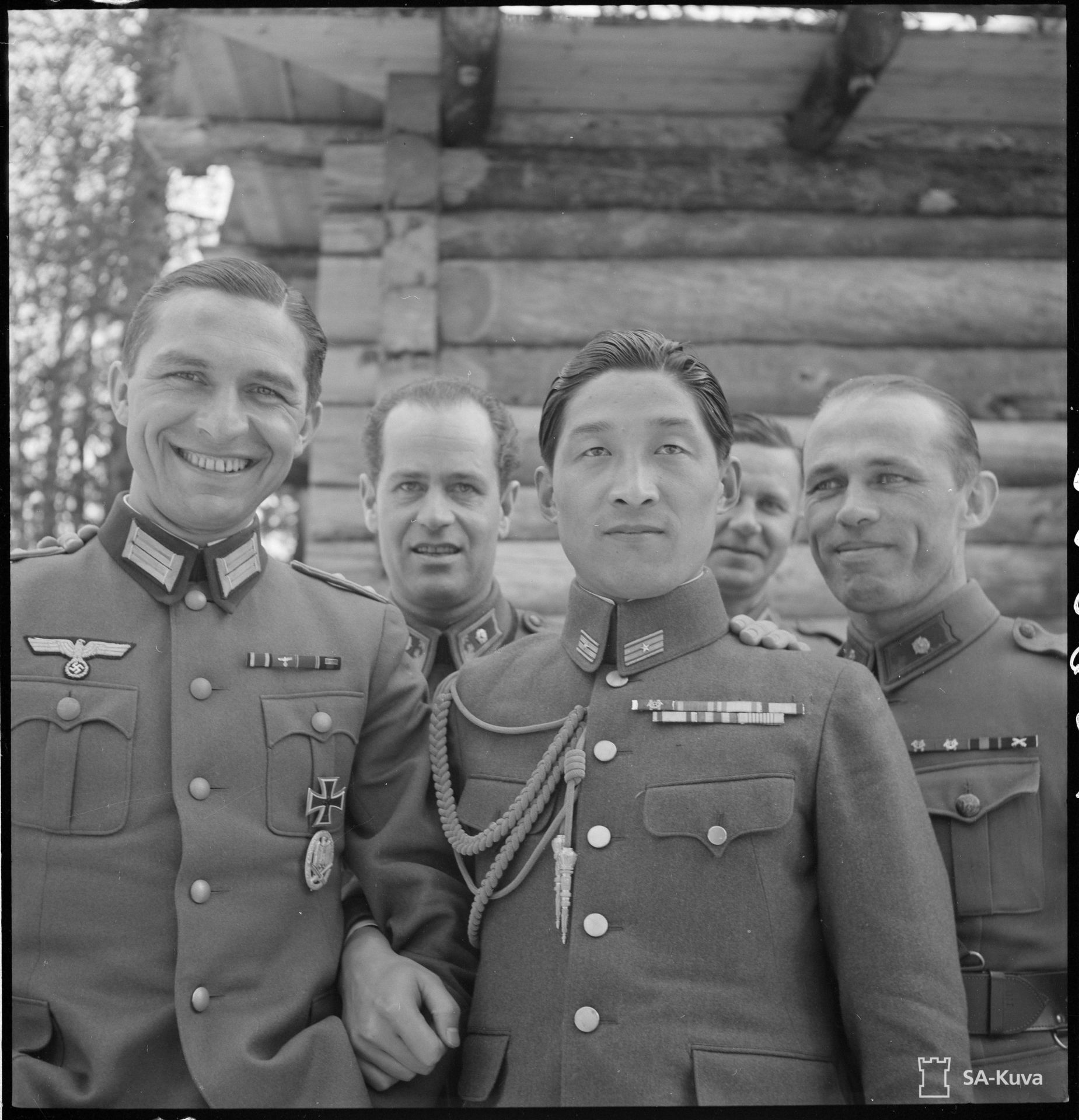
A visita de delegados militares alemães, italianos, japoneses, húngaros e romenos ao setor de Uhtua da frente em 5 de abril de 1943

Embora a Finlândia nunca tenha assinado o Pacto Tripartite, lutou contra a União Soviética ao lado da Alemanha na Guerra de Continuação de 1941-44, durante a qual a posição oficial do governo finlandês em tempo de guerra era que a Finlândia era co-beligerante dos alemães, a quem descreviam como "irmãos de armas".  A Finlândia assinou o Pacto Anti-Comintern revivido em Novembro de 1941.  A Finlândia assinou um tratado de paz com as potências aliadas em 1947, que descreveu a Finlândia como tendo sido "um aliado da Alemanha hitlerista" durante a guerra de continuação.  Como tal, a Finlândia foi a única democracia a aderir ao Eixo.   A relativa independência da Finlândia em relação à Alemanha colocou-a na posição mais vantajosa de todas as potências menores do Eixo.  A Finlândia era incomum no Eixo pela sua relativa falta de participação no Holocausto e pela sua ausência de um regime fascista. 
Embora a relação da Finlândia com a Alemanha Nazi durante a Guerra da Continuação continue a ser controversa na Finlândia,  numa pesquisa do Helsingin Sanomat de 2008 com 28 historiadores finlandeses, 16 concordaram que a Finlândia tinha sido aliada da Alemanha Nazista, com apenas 6 discordando. 
O Pacto Molotov-Ribbentrop de agosto de 1939 entre a Alemanha e a União Soviética continha um protocolo secreto que dividia grande parte da Europa Oriental e atribuía a Finlândia à esfera de influência soviética.   Após tentar, sem sucesso, forçar concessões territoriais e de outro tipo aos finlandeses, a União Soviética invadiu a Finlândia em novembro de 1939, dando início à Guerra de Inverno, com a intenção de estabelecer um governo fantoche comunista na Finlândia.   O conflito ameaçou o fornecimento de minério de ferro da Alemanha e ofereceu a perspectiva de interferência dos Aliados na região.  Apesar da resistência finlandesa, um tratado de paz foi assinado em março de 1940, no qual a Finlândia cedeu alguns territórios importantes para a União Soviética, incluindo o Istmo da Carélia, contendo a segunda maior cidade da Finlândia, Viipuri, e a estrutura defensiva crítica da Linha Mannerheim. Após esta guerra, a Finlândia procurou protecção e apoio do Reino Unido   e da Suécia não alinhada,  mas foi frustrada pelas acções soviéticas e alemãs. Isso fez com que a Finlândia se aproximasse mais da Alemanha, primeiro com a intenção de obter apoio alemão como contrapeso para frustrar a pressão soviética contínua e, mais tarde, para ajudar a recuperar territórios perdidos.

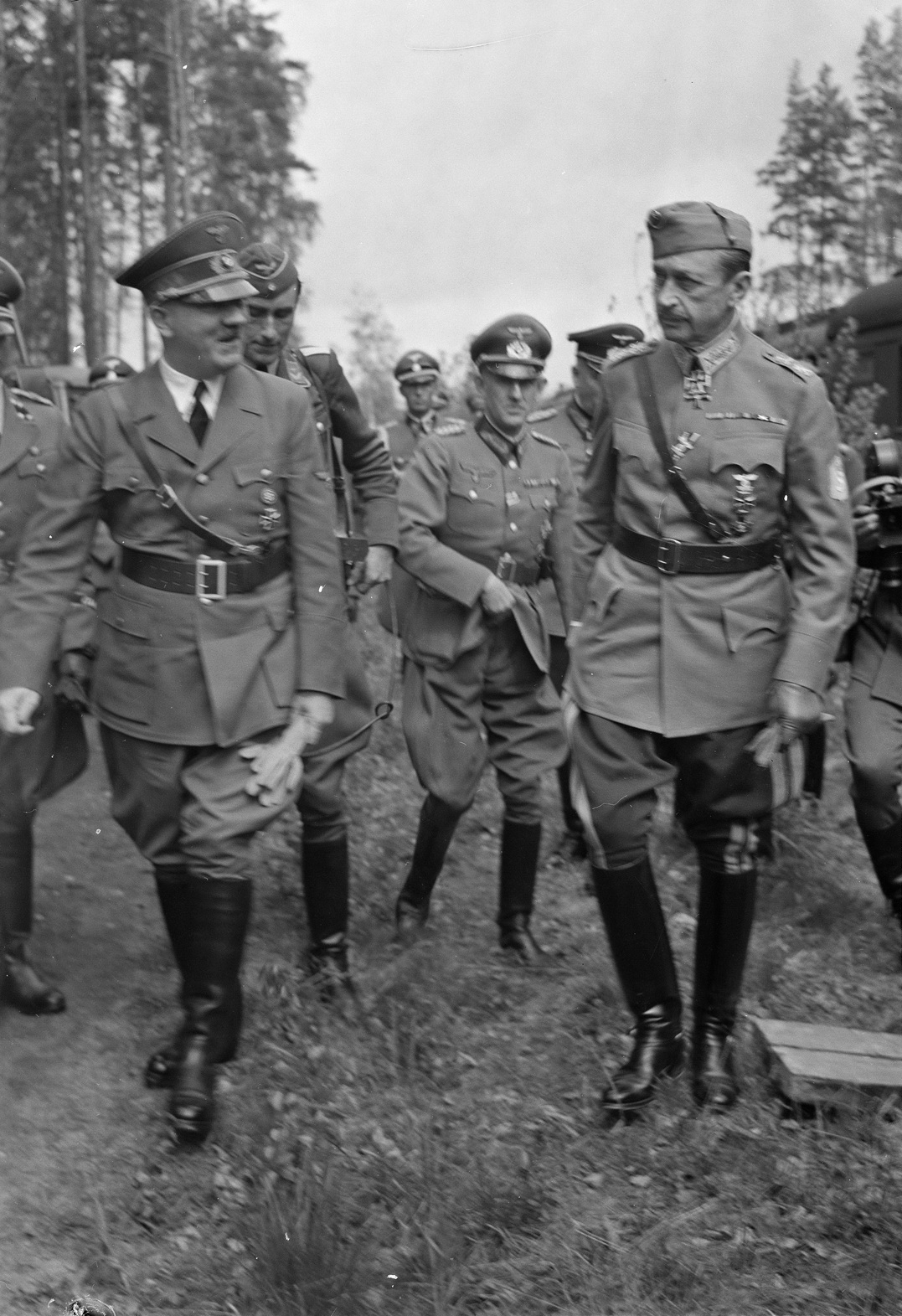
Mannerheim com Hitler

Nos primeiros dias da Operação Barbarossa, a invasão alemã da União Soviética, a Finlândia permitiu que aviões alemães retornassem de voos de lançamento de minas sobre Kronstadt e o Rio Neva para reabastecer em aeródromos finlandeses antes de retornarem às bases na Prússia Oriental. Em retaliação, a União Soviética lançou uma grande ofensiva aérea contra bases e cidades da Força Aérea Finlandesa, o que resultou na declaração de guerra da Finlândia contra a União Soviética em 25 de junho de 1941. O conflito finlandês com a União Soviética é geralmente chamado de Guerra da Continuação. 
O principal objetivo da Finlândia era recuperar o território perdido para a União Soviética na Guerra de Inverno. Entretanto, em 10 de julho de 1941, o marechal de campo Carl Gustaf Emil Mannerheim emitiu uma Ordem do Dia que continha uma formulação entendida internacionalmente como um interesse territorial finlandês na Carélia russa. 
As relações diplomáticas entre o Reino Unido e a Finlândia foram rompidas em 1º de agosto de 1941, depois que a Força Aérea Real Britânica bombardeou forças alemãs na vila e no porto finlandês de Petsamo. O Reino Unido apelou repetidamente à Finlândia para cessar sua ofensiva contra a União Soviética e declarou guerra à Finlândia em 6 de dezembro de 1941, embora nenhuma outra operação militar tenha ocorrido. A guerra nunca foi declarada entre a Finlândia e os Estados Unidos, embora as relações entre os dois países tenham sido rompidas em 1944 como resultado do Acordo Ryti-Ribbentrop. 

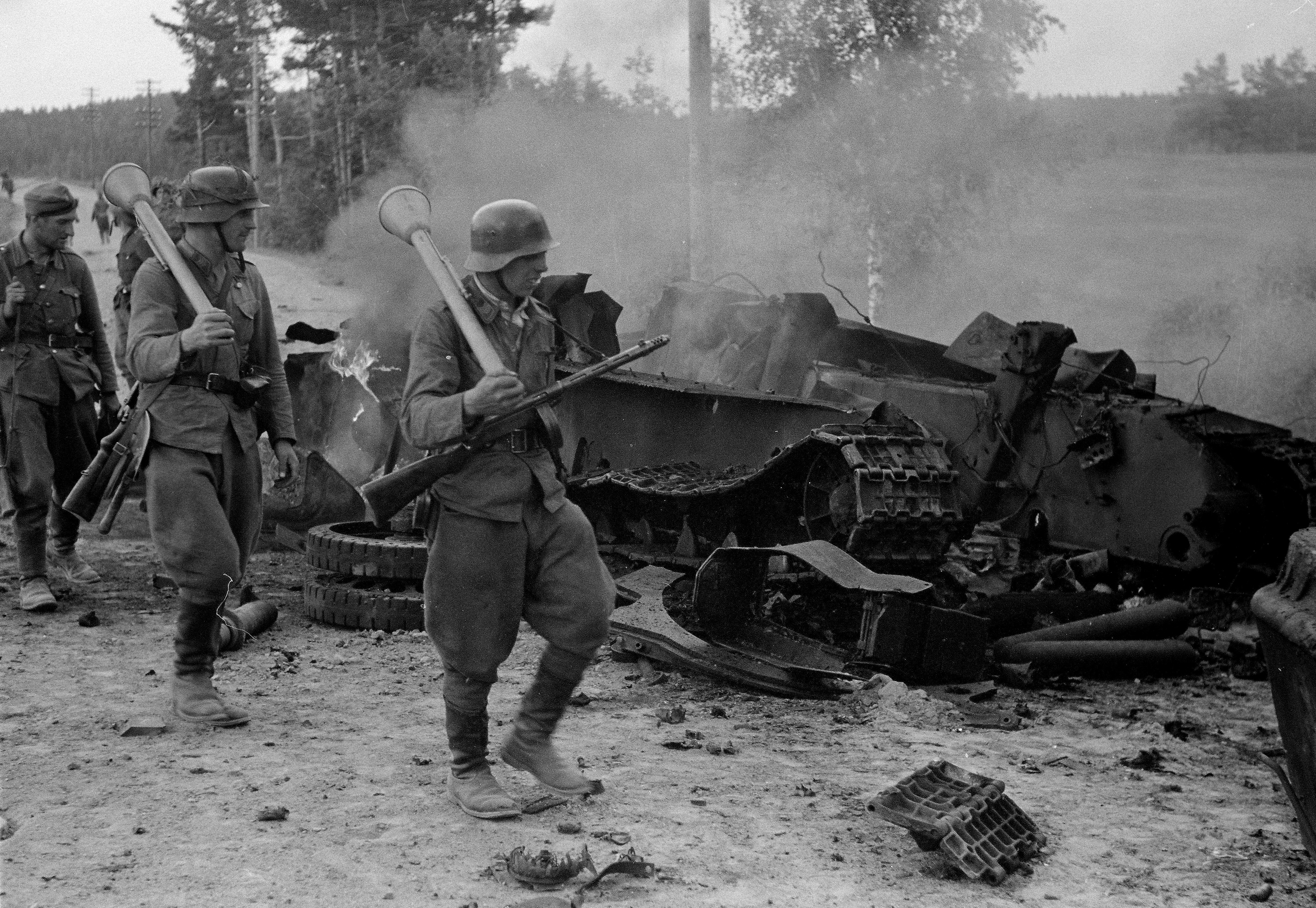
Tropas finlandesas passando pelos restos de um T-34 soviético destruído na batalha de Tali-Ihantala

A Finlândia manteve o comando de suas forças armadas e buscou objetivos de guerra independentemente da Alemanha. Alemães e finlandeses trabalharam juntos durante a Operação Raposa de Prata, uma ofensiva conjunta contra Murmansk. A Finlândia participou do Cerco de Leningrado. A Finlândia foi um dos aliados mais importantes da Alemanha na guerra com a URSS. 
A relação entre a Finlândia e a Alemanha também foi afetada pelo Acordo Ryti-Ribbentrop, que foi apresentado como uma condição alemã para ajuda com munições e apoio aéreo, já que a ofensiva soviética coordenada com o Dia D ameaçava a Finlândia com ocupação completa. O acordo, assinado pelo presidente Risto Ryti, mas nunca ratificado pelo Parlamento finlandês, obrigava a Finlândia a não buscar uma paz separada. 
Depois que as ofensivas soviéticas foram paralisadas, o sucessor de Ryti como presidente, o marechal Carl Gustaf Emil Mannerheim, rejeitou o acordo e abriu negociações secretas com os soviéticos, que resultaram em um cessar-fogo em 4 de setembro e no Armistício de Moscou em 19 de setembro de 1944. Pelos termos do armistício, a Finlândia foi obrigada a expulsar as tropas alemãs do território finlandês, o que resultou na Guerra da Lapônia. 

### Manchúria (Manchukuo)

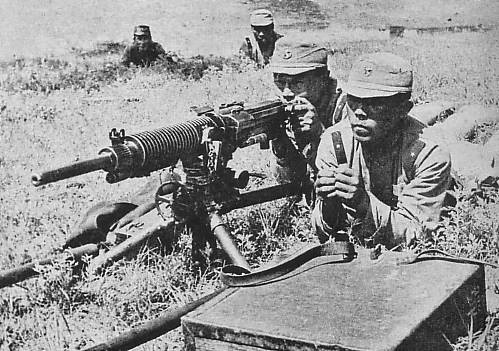
Soldados da Manchúria treinando em um exercício militar

Manchukuo, na região nordeste da China, era um estado fantoche japonês na Manchúria desde a década de 1930. Foi nominalmente governado por Pu Yi, o último imperador chinês da Dinastia Qing, mas na verdade era controlado pelos militares japoneses, em particular o Exército de Kwantung. Embora Manchukuo fosse ostensivamente um estado da etnia manchu, a região tinha uma maioria chinesa han. 

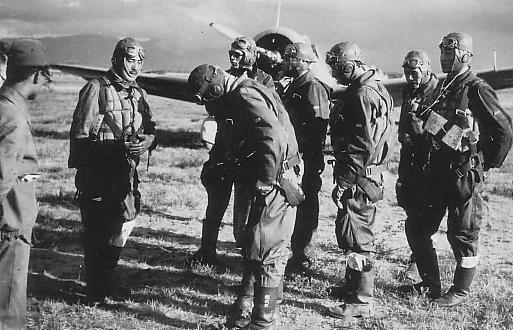
Pilotos manchus da Força Aérea de Manchukuo

Após a invasão japonesa da Manchúria em 1931, a independência de Manchukuo foi proclamada em 18 de fevereiro de 1932, com Puyi como chefe de estado. Ele foi proclamado Imperador de Manchukuo um ano depois. A nova nação Manchu foi reconhecida por 23 dos 80 membros da Liga das Nações. Alemanha, Itália e União Soviética estavam entre as principais potências que reconheceram Manchukuo. Outros países que reconheceram o Estado foram a República Dominicana, Costa Rica e El Salvador. Manchukuo também foi reconhecido por outros aliados e estados fantoches japoneses, incluindo Mengjiang, o governo birmanês de Ba Maw, Tailândia, o regime de Wang Jingwei e o governo indiano de Subhas Chandra Bose. Mais tarde, em 1934, a Liga das Nações declarou que a Manchúria continuava legalmente parte da China. Isso precipitou a retirada japonesa da Liga. O estado deixou de existir após a invasão soviética da Manchúria em 1945. 
Manchukuo assinou o Pacto Anti-Comintern em 1939, mas nunca assinou o Pacto Tripartite. 

### Espanha

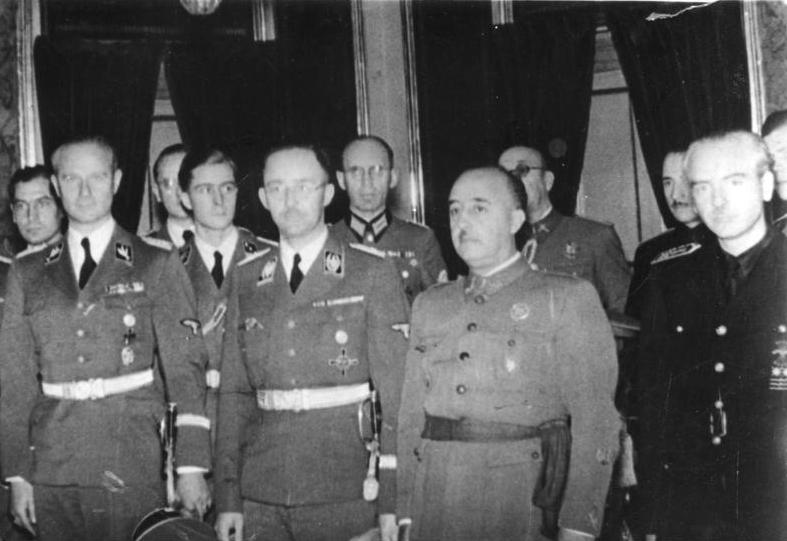
Primeira fila, da esquerda para a direita: Karl Wolff, Heinrich Himmler, Francisco Franco e o Ministro das Relações Exteriores da Espanha, Serrano Súñer, em Madri, outubro de 1940

O Estado Espanhol do Caudillo Francisco Franco deu assistência moral, econômica e militar às potências do Eixo, mantendo nominalmente a neutralidade. Franco descreveu a Espanha como membro do Eixo e assinou o Pacto Anti-Comintern em 1941 com Hitler e Mussolini. Os membros do partido Falange, no poder em Espanha, tinham intenções irredentistas em relação a Gibraltar.  Os falangistas também apoiaram a aquisição colonial espanhola da Zona Internacional de Tânger, do Marrocos francês e do noroeste da Argélia francesa.  Além disso, a Espanha tinha ambições sobre as antigas colônias espanholas na América Latina.  Em junho de 1940, o governo espanhol abordou a Alemanha para propor uma aliança em troca do reconhecimento dos objetivos territoriais da Espanha: a anexação da província de Orã, na Argélia, a incorporação de todo o Marrocos, a extensão do Saara espanhol para o sul até o vigésimo paralelo e a incorporação dos Camarões franceses na Guiné Espanhola.  A Espanha invadiu e ocupou a Zona Internacional de Tânger, mantendo a sua ocupação até 1945.  A ocupação causou uma disputa entre a Grã-Bretanha e a Espanha em novembro de 1940; a Espanha concordou em proteger os direitos britânicos na área e prometeu não fortificá-la.  O governo espanhol mantinha secretamente planos expansionistas em relação a Portugal, que foram comunicados ao governo alemão. Num comunicado à Alemanha, em 26 de Maio de 1942, Franco declarou que Portugal deveria ser anexado a Espanha. 
Franco já havia vencido a Guerra Civil Espanhola com a ajuda da Alemanha nazista e da Itália fascista. Ambos estavam ansiosos para estabelecer outro estado fascista na Europa. Espanha devia à Alemanha mais de 212 milhões de dólares para fornecimentos de material durante a Guerra Civil Espanhola, e as tropas de combate italianas do Corpo Truppe Volontarie lutaram na Espanha ao lado dos nacionalistas de Franco.
Quando a Alemanha invadiu a União Soviética em 1941, Franco imediatamente se ofereceu para formar uma unidade de voluntários militares para se juntar à invasão. Isso foi aceito por Hitler e, em duas semanas, havia voluntários mais do que suficientes para formar uma divisão – a Divisão Azul (División Azul) sob o comando do General Agustín Muñoz Grandes.
A possibilidade de intervenção espanhola na Segunda Guerra Mundial era motivo de preocupação para os Estados Unidos, que investigaram as atividades da Falange Espanola Tradicionalista y de las JONS, a facção dominante espanhola, na América Latina, especialmente em Porto Rico, onde o sentimento pró-falange e pró-franquismo era alto, mesmo entre as classes altas dominantes.  Os falangistas promoveram a ideia de apoiar as antigas colónias espanholas na luta contra a dominação americana.  Antes do início da guerra, o apoio a Franco e à Falange era elevado nas Filipinas.  A Falange Exterior, o departamento internacional da Falange, colaborou com as forças japonesas contra as Forças Armadas dos Estados Unidos e o Exército da Comunidade das Filipinas nas Filipinas por meio da Falange Filipina. 

## Pactos bilaterais com as Potências do Eixo
Alguns países conspiraram com a Alemanha, Itália e Japão sem assinar o Pacto Anti-Comintern ou o Pacto Tripartite. Em alguns casos, esses acordos bilaterais foram formalizados, em outros casos foram menos formais. Alguns desses países eram estados fantoches estabelecidos pelas próprias Potências do Eixo.

Bandeira do Estado da Birmânia

### Birmânia (Governo de Ba Maw)
O exército japonês e os nacionalistas birmaneses, liderados por Aung San, tomaram o controle da Birmânia do Reino Unido em 1942. O Estado da Birmânia foi formado em 1º de agosto de 1943 sob o comando do líder nacionalista birmanês Ba Maw. Um tratado de aliança foi concluído entre o regime de Ba Maw e o Japão, assinado por Ba Maw pela Birmânia e Sawada Renzo pelo Japão no mesmo dia em que o governo de Ba Maw se comprometeu a fornecer aos japoneses "toda a assistência necessária para executar uma operação militar bem-sucedida na Birmânia". O governo Ba Maw mobilizou a sociedade birmanesa durante a guerra para apoiar o esforço de guerra do Eixo. 
O regime de Ba Maw criou o Exército de Defesa da Birmânia (mais tarde renomeado Exército Nacional da Birmânia), comandado por Aung San, que lutou ao lado dos japoneses na campanha da Birmânia. O Ba Maw foi descrito como um estado com "independência sem soberania" e como sendo efetivamente um estado fantoche japonês.  Em 27 de março de 1945, o Exército Nacional da Birmânia se revoltou contra os japoneses.

### Tailândia

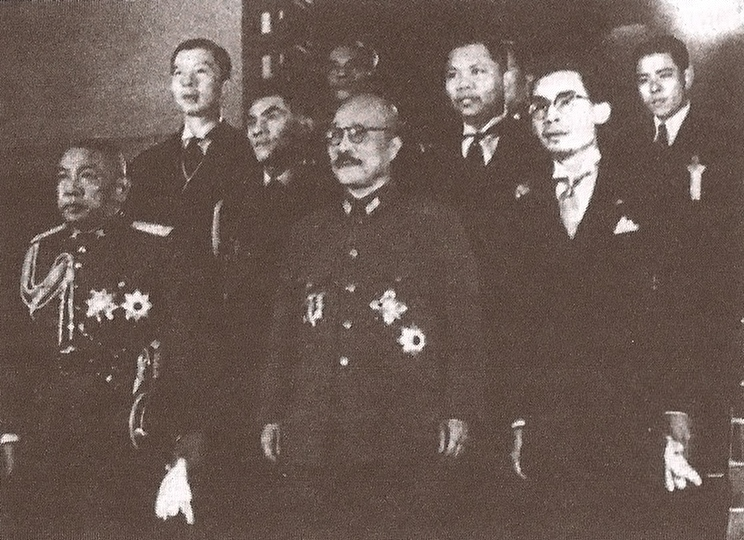
Phraya Phahon (extrema esquerda), Thawan Thamrong (esquerda) e Direk Jayanama (direita) com Hideki Tōjō (centro) em Tóquio 1942

Como aliada do Japão durante a guerra que enviou tropas para lutar do lado japonês contra as forças aliadas, a  Tailândia é considerada parte da aliança do Eixo,    ou pelo menos "alinhada com as potências do Eixo".  Por exemplo, escrevendo em 1945, a política americana Clare Boothe Luce descreveu a Tailândia como "inegavelmente um país do Eixo" durante a guerra. 
A Tailândia travou a Guerra Franco-Tailandesa de outubro de 1940 a maio de 1941 para recuperar território da Indochina Francesa. As forças japonesas invadiram a Tailândia uma hora e meia antes do ataque a Pearl Harbor (por causa da Linha Internacional de Mudança de Data, o horário local era na manhã de 8 de dezembro de 1941). Apenas algumas horas após a invasão, o primeiro-ministro marechal de campo Phibunsongkhram ordenou o fim da resistência contra os japoneses. Um plano geral de operações militares conjuntas entre o Japão e a Tailândia, através do qual as forças tailandesas invadiriam a Birmânia para defender o flanco direito das forças japonesas, foi acordado em 14 de dezembro de 1941.  Em 21 de dezembro de 1941, uma aliança militar com o Japão foi assinada e, em 25 de janeiro de 1942, Sang Phathanothai leu no rádio a declaração formal de guerra da Tailândia ao Reino Unido e aos Estados Unidos. O embaixador tailandês nos Estados Unidos, Mom Rajawongse Seni Pramoj, não entregou sua cópia da declaração de guerra. Portanto, embora os britânicos tenham retribuído declarando guerra à Tailândia e a considerado um país hostil, os Estados Unidos não o fizeram.
Os tailandeses e japoneses concordaram que o estado birmanês Xã e o estado Karenni ficariam sob controle tailandês. O resto da Birmânia ficaria sob controle japonês. Em 10 de maio de 1942, o Exército Phayap tailandês entrou no estado de Shan, no leste da Birmânia, que havia sido reivindicado por reinos siameses. Três divisões de infantaria e uma de cavalaria tailandesas, lideradas por grupos de reconhecimento blindados e apoiadas pela força aérea, enfrentaram a 93ª Divisão chinesa em retirada. Kengtung, o principal objetivo, foi capturado em 27 de maio. Novas ofensivas em junho e novembro fizeram os chineses recuarem para Yunnan. 
Em novembro de 1943, a Tailândia assinou a Declaração Conjunta da Grande Ásia Oriental, alinhando-se formalmente com as Potências do Eixo. A área que contém os estados Shan e Kayah foi anexada pela Tailândia em 1942, e quatro estados do norte da Malásia também foram transferidos para a Tailândia pelo Japão como recompensa pela cooperação tailandesa. Estas áreas foram cedidas à Birmânia e à Malásia em 1945.  As perdas militares tailandesas totalizaram 5.559 homens durante a guerra, dos quais cerca de 180 morreram resistindo à invasão japonesa de 8 de dezembro de 1941, cerca de 150 morreram em ação durante os combates nos Estados Shan, e o restante morreu de malária e outras doenças.  O Movimento Tailandês Livre ("Seri Thai") foi estabelecido durante esses primeiros meses. Organizações paralelas de liberdade tailandesa também foram estabelecidas no Reino Unido. A tia do rei, a rainha Rambai Barni, era a chefe nominal da organização sediada na Grã-Bretanha, e Pridi Banomyong, o regente, liderava seu maior contingente, que operava na Tailândia. Com a ajuda de elementos militares, campos de treinamento e aeródromos secretos foram estabelecidos, enquanto agentes do  Escritório Americano de Serviços Estratégicos e da Força Britânica 136 entravam e saíam do país.
À medida que a guerra se arrastava, a população tailandesa passou a se ressentir da presença japonesa. Em junho de 1944, Phibun foi deposto em um golpe de estado. O novo governo civil de Khuang Aphaiwong tentou ajudar a resistência enquanto mantinha relações cordiais com os japoneses. Após a guerra, a influência dos EUA impediu que a Tailândia fosse tratada como um país do Eixo, mas os britânicos exigiram três milhões de toneladas de arroz como reparações e a devolução de áreas anexadas da Malásia durante a guerra. A Tailândia também devolveu as partes da Birmânia Britânica e da Indochina Francesa que haviam sido anexadas. Phibun e vários de seus associados foram levados a julgamento sob acusações de terem cometido crimes de guerra e de colaboração com as potências do Eixo. No entanto, as acusações foram retiradas devido à intensa pressão pública. A opinião pública era favorável a Phibun, pois acreditava-se que ele havia feito o melhor que podia para proteger os interesses tailandeses.

### União Soviética

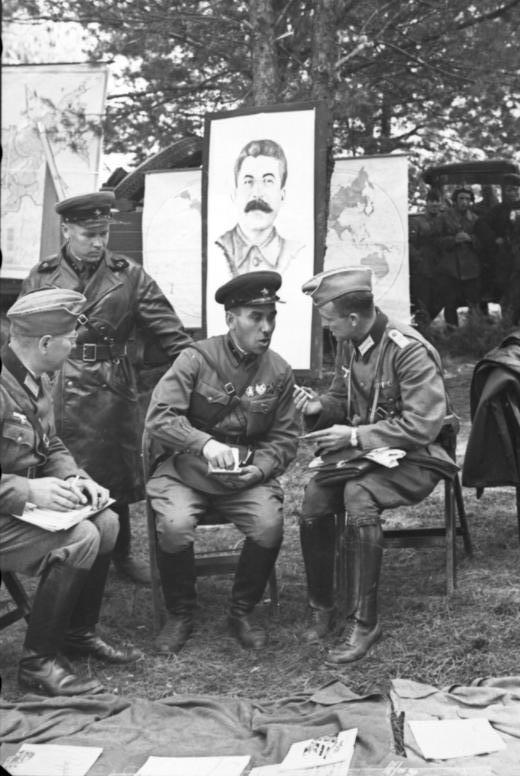
Soldados alemães e soviéticos durante a transferência oficial de Brest para o controle soviético em frente à imagem de Stalin, após a invasão e partição da Polônia pela Alemanha nazista e pela União Soviética em 1939

Em 1939, a União Soviética considerou formar uma aliança com a Grã-Bretanha e a França ou com a Alemanha.   Quando as negociações com a Grã-Bretanha e a França falharam, eles se voltaram para a Alemanha e assinaram o Pacto Molotov-Ribbentrop em agosto de 1939. A Alemanha estava agora livre do risco de guerra com os soviéticos e tinha garantido o fornecimento de petróleo. Isto incluía um protocolo secreto pelo qual os territórios controlados pela Polônia, Finlândia, Estônia, Romênia, Letônia e Lituânia eram divididos em esferas de interesse das partes.  A União Soviética procurou reanexar alguns dos territórios que estavam sob o controlo desses estados, anteriormente adquiridos pelo Império Russo nos séculos anteriores e perdidos para a Rússia após a Primeira Guerra Mundial; isso incluía terras como a região de Kresy (Bielorrússia Ocidental e Ucrânia Ocidental) cedida à Polônia após a derrota na Guerra Soviético-Polonesa de 1919-1921. 
Em 1º de setembro, apenas uma semana após a assinatura do pacto, a Alemanha invadiu a Polônia. A União Soviética invadiu a Polônia pelo leste em 17 de setembro e em 28 de setembro assinou um tratado secreto com a Alemanha nazista para coordenar a luta contra a resistência polonesa. Os soviéticos visaram os serviços secretos, os empresários e os oficiais com detenções em massa, tendo muitas vítimas sido enviadas para o Gulag na Sibéria, cometendo uma série de atrocidades que culminaram no massacre de Katyn.  Logo após a invasão da Polónia, a União Soviética ocupou os países bálticos da Estónia, Letónia e Lituânia,   e anexou a Bessarábia e a Bucovina do Norte à Romênia. A União Soviética atacou a Finlândia em 30 de novembro de 1939, dando início à Guerra de Inverno.  As defesas finlandesas impediram uma invasão total, resultando em uma paz provisória, mas a Finlândia foi forçada a ceder áreas de fronteira estrategicamente importantes perto de Leningrado.
A União Soviética forneceu apoio material à Alemanha no esforço de guerra contra a Europa Ocidental por meio de dois acordos comerciais, o primeiro em 1939 e o segundo em 1940, que envolviam exportações de matérias-primas (fosfatos, cromo e minério de ferro, óleo mineral, grãos, algodão e borracha). Essas e outras mercadorias de exportação transportadas pelos territórios soviéticos e poloneses ocupados permitiram que a Alemanha contornasse o bloqueio naval britânico. Em Outubro e Novembro de 1940, tiveram lugar em Berlim conversações germano-soviéticas sobre o potencial de adesão ao Eixo.   Josef Stalin respondeu pessoalmente mais tarde com uma proposta separada numa carta de 25 de novembro que continha vários protocolos secretos, incluindo que "a área a sul de Batum e Baku na direção geral do Golfo Pérsico é reconhecida como o centro das aspirações da União Soviética", referindo-se a uma área que se aproxima dos atuais Iraque e Irão, e uma reivindicação soviética à Bulgária.   Hitler nunca respondeu à carta de Stalin.   Pouco tempo depois, Hitler emitiu uma directiva secreta sobre a invasão da União Soviética.   As razões incluíam as ideologias nazistas de Lebensraum e Heim ins Reich. 

Bandeira pessoal de Philippe Pétain, chefe do Estado Francês

### França de Vichy (Estado Francês)
O exército alemão entrou em Paris em 14 de junho de 1940, após a batalha da França. Pétain se tornou o último primeiro-ministro da Terceira República Francesa em 16 de junho de 1940. Ele pediu a paz com a Alemanha e, em 22 de junho de 1940, o governo francês concluiu um armistício com Hitler e Mussolini, que entrou em vigor à meia-noite de 25 de junho. Pelos termos do acordo, a Alemanha ocupou dois terços da França, incluindo Paris. Pétain foi autorizado a manter um "exército do armistício" de 100.000 homens na zona sul desocupada. Esse número não incluía nem o exército baseado no império colonial francês nem a Marinha Francesa. Em África, o regime de Vichy foi autorizado a manter 127.000.  Os franceses também mantiveram guarnições substanciais no território sob mandato francês da Síria e do Grande Líbano, na colônia francesa de Madagascar e na Somalilândia Francesa. Alguns membros do governo de Vichy pressionaram por uma cooperação mais estreita, mas foram rejeitados por Pétain. Hitler também não aceitou que a França pudesse tornar-se um parceiro militar de pleno direito,  e impediu constantemente o aumento da força militar de Vichy. 
Após o armistício, as relações entre a França de Vichy e os britânicos pioraram rapidamente. Embora os franceses tenham dito a Churchill que não permitiriam que sua frota fosse tomada pelos alemães, os britânicos lançaram ataques navais com a intenção de impedir que a marinha francesa fosse usada, o mais notável dos quais foi o ataque ao porto argelino de Mers el-Kebir em 3 de julho de 1940. Embora Churchill tenha defendido sua controversa decisão de atacar a frota francesa, a ação deteriorou muito as relações entre a França e a Grã-Bretanha. A propaganda alemã alardeava esses ataques como uma traição absoluta ao povo francês por parte de seus antigos aliados. 

França durante a guerra; Zonas ocupadas e anexadas pela Alemanha em tons de vermelho, zonas de ocupação italiana em tons de amarelo e listras azuis, "Zona livre" em azul.

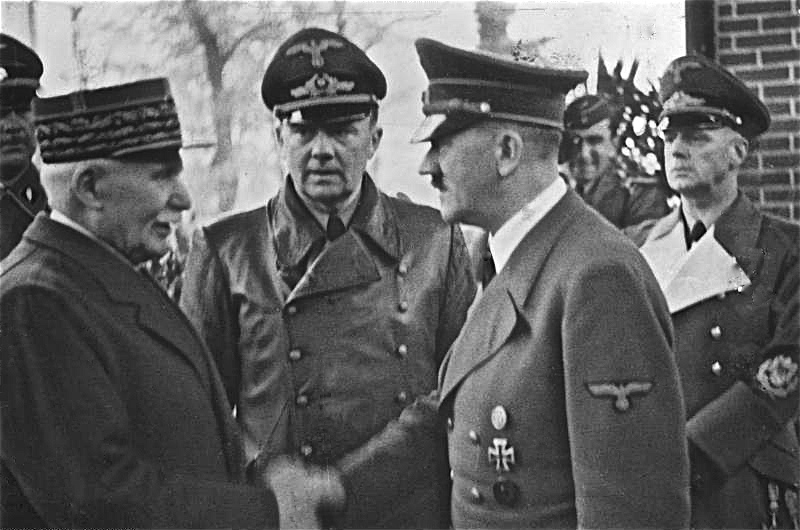
Philippe Pétain (à esquerda) reunido com Hitler em outubro de 1940

Em 10 de julho de 1940, Pétain recebeu "plenos poderes" de emergência por maioria de votos da Assembleia Nacional Francesa. No dia seguinte, a aprovação da nova constituição pela Assembleia criou efetivamente o Estado Francês (l'État Français), substituindo a República Francesa pelo governo não oficialmente chamado de "França de Vichy", em homenagem à cidade turística de Vichy, onde Pétain mantinha sua sede de governo. Este continuou a ser reconhecido como o governo legítimo da França pelos Estados Unidos neutros até 1942, enquanto o Reino Unido reconheceu o governo de De Gaulle no exílio em Londres. Leis raciais foram introduzidas na França e suas colônias e muitos judeus estrangeiros na França foram deportados para a Alemanha. Albert Lebrun, último presidente da República, não renunciou ao cargo presidencial quando se mudou para Vizille em 10 de julho de 1940. Em 25 de abril de 1945, durante o julgamento de Pétain, Lebrun argumentou que achava que seria capaz de retornar ao poder após a queda da Alemanha, já que não havia renunciado. 
Em setembro de 1940, a França de Vichy foi forçada a permitir que o Japão ocupasse a Indochina Francesa, uma federação de possessões coloniais e protetorados franceses que abrangem os atuais Vietnã, Laos e Camboja. O regime de Vichy continuou a administrá-los sob ocupação militar japonesa. A Indochina Francesa foi a base das invasões japonesas na Tailândia, Malásia e Índias Orientais Holandesas. Em 26 de setembro de 1940, de Gaulle liderou um ataque das forças aliadas ao porto de Vichy, em Dacar, na África Ocidental Francesa . Forças leais a Pétain dispararam contra De Gaulle e repeliram o ataque após dois dias de intensos combates, aproximando a França de Vichy da Alemanha. 
Durante a Guerra Anglo-Iraquiana de maio de 1941, a França de Vichy permitiu que a Alemanha e a Itália usassem bases aéreas no mandato francês da Síria para apoiar a revolta iraquiana. As forças britânicas e francesas livres atacaram mais tarde a Síria e o Líbano em junho-julho de 1941 e, em 1942, as forças aliadas tomaram Madagascar francesa. Mais e mais colônias abandonaram Vichy, juntando-se aos territórios franceses livres da África Equatorial Francesa, Polinésia, Nova Caledônia e outros que estavam do lado de De Gaulle desde o início. 
Em novembro de 1942, as tropas francesas de Vichy resistiram brevemente ao desembarque das tropas aliadas no norte da África francesa por dois dias, até que o almirante François Darlan negociou um cessar-fogo local com os Aliados. Em resposta aos desembarques, forças alemãs e italianas invadiram a zona não ocupada no sul da França e acabaram com a França de Vichy como uma entidade com qualquer tipo de autonomia; ela então se tornou um governo fantoche para os territórios ocupados. Em junho de 1943, as autoridades coloniais, anteriormente leais a Vichy, no norte da África Francesa, lideradas por Henri Giraud, chegaram a um acordo com a França Livre para se fundir com seu próprio regime interino com o Comitê Nacional Francês (Comité Français National, CFN) para formar um governo provisório em Argel, conhecido como Comitê Francês de Libertação Nacional (Comité Français de Libération Nationale, CFLN), inicialmente liderado por Darlan. 
Em 1943, a Milice, uma força paramilitar fundada por Vichy, foi subordinada aos alemães e os ajudou a capturar oponentes e judeus, além de lutar contra a Resistência Francesa. Os alemães recrutaram voluntários em unidades independentes de Vichy. Em parte como resultado da grande animosidade de muitos direitistas contra a Frente Popular do pré-guerra, voluntários se juntaram às forças alemãs em sua cruzada anticomunista contra a URSS. Quase 7.000 aderiram à Légion des Volontaires Français (LVF) de 1941 a 1944. A LVF então formou o quadro da Divisão Waffen-SS Charlemagne em 1944-1945, com uma força máxima de cerca de 7.500. Tanto a LVF quanto a Divisão Charlemagne lutaram na frente oriental. 
Privados de quaisquer bens militares, territórios ou recursos, os membros do governo de Vichy continuaram a cumprir seu papel de fantoches alemães, sendo quase prisioneiros no chamado "enclave de Sigmaringen", em um castelo em Baden-Württemberg, no final da guerra, em maio de 1945. 

### Iraque
Em abril de 1941, o nacionalista árabe Rashid Ali al-Gaylani, que era pró-Eixo, tomou o poder no Iraque . As forças britânicas responderam enviando tropas para o Iraque e, por sua vez, removendo Rashi Ali do poder. Durante os combates entre as forças iraquianas e britânicas, as forças do Eixo foram enviadas ao Iraque para apoiar os iraquianos.  No entanto, Rashid Ali nunca foi capaz de concluir uma aliança formal com o Eixo. 

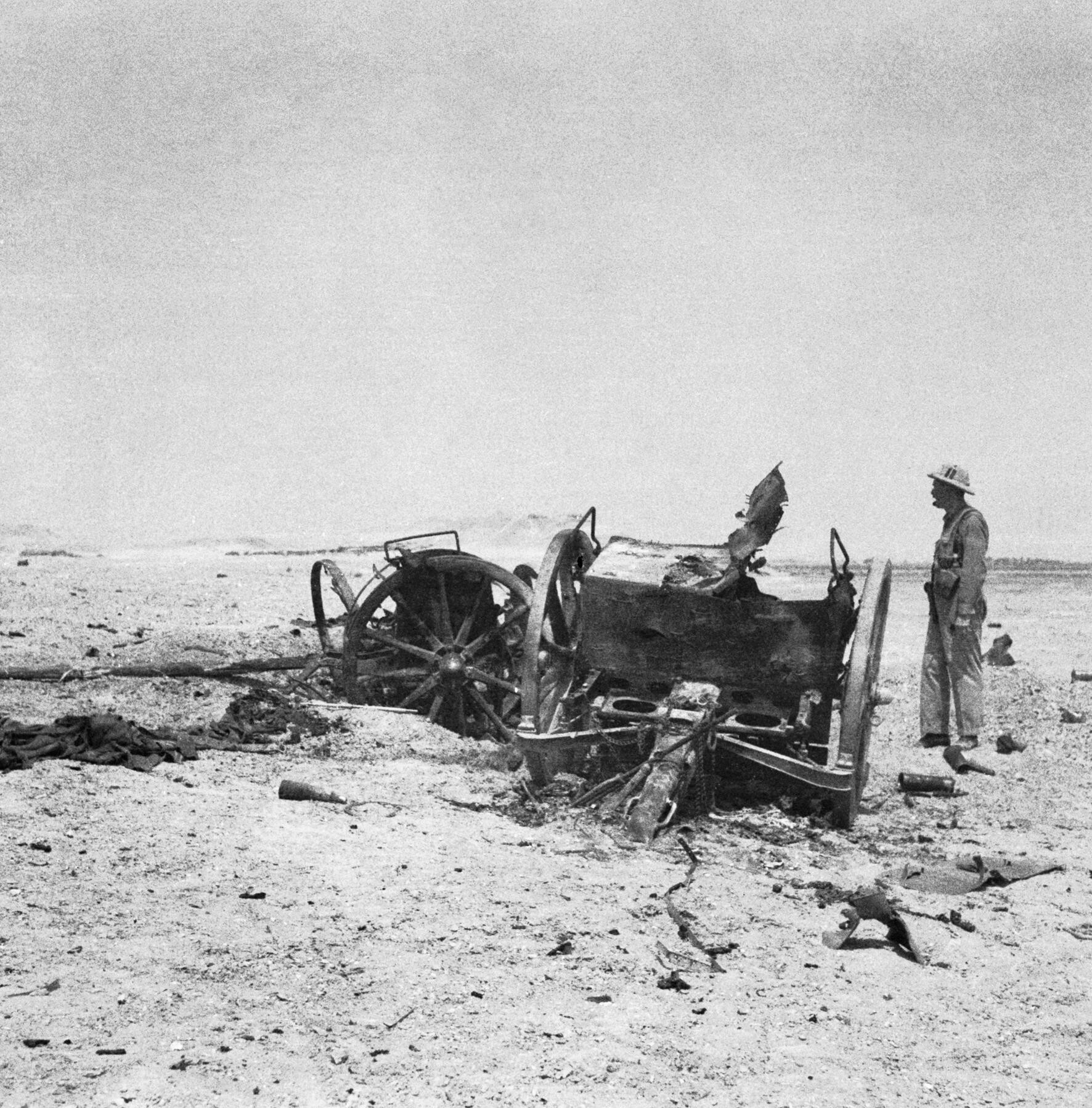
Um oficial da RAF investiga artilharia iraquiana destruída perto de Habbaniya.

Sentimentos antibritânicos eram generalizados no Iraque antes de 1941. Rashid Ali al-Gaylani foi nomeado primeiro-ministro do Iraque em 1940. Quando a Itália declarou guerra à Grã-Bretanha, Rashid Ali manteve laços com os italianos. Isso irritou o governo britânico. Em Dezembro de 1940, à medida que as relações com os britânicos pioravam, Rashid Ali solicitou formalmente armas e suprimentos militares à Alemanha.  Em Janeiro de 1941, Rashid Ali foi forçado a demitir-se devido à pressão britânica. 
Em abril de 1941, Rashid Ali, ao tomar o poder em um golpe, repudiou o Tratado Anglo-Iraquiano de 1930 e exigiu que os britânicos abandonassem suas bases militares e se retirassem do país.
Em 9 de maio de 1941, Mohammad Amin al-Husayni, o Grande Mufti de Jerusalém que era um associado de Rashid Ali e estava asilado no Iraque, declarou a Jihad  contra os britânicos e apelou aos árabes de todo o Médio Oriente para se levantarem contra o domínio britânico. Em 25 de maio de 1941, os alemães intensificaram as operações ofensivas no Oriente Médio.
Hitler emitiu a Ordem 30: "O Movimento de Liberdade Árabe no Oriente Médio é nosso aliado natural contra a Inglaterra. Nesta conexão, uma importância especial é atribuída à libertação do Iraque... Decidi, portanto, avançar no Médio Oriente apoiando o Iraque." 
As hostilidades entre as forças iraquianas e britânicas começaram em 2 de maio de 1941, com intensos combates na base aérea da RAF em Habbaniyah. Os alemães e italianos enviaram aeronaves e tripulações para o Iraque utilizando bases francesas de Vichy na Síria; isso levou forças australianas, britânicas, indianas e francesas livres a entrarem e conquistarem a Síria em junho e julho. Com o avanço das forças britânicas e indianas em Bagdá, a resistência militar iraquiana terminou em 31 de maio de 1941. Rashid Ali e al-Husayn, o Grande Mufti de Jerusalém, fugiram para o Irã, depois para a Turquia, Itália e finalmente para a Alemanha, onde ambos foram recebidos por Hitler e permaneceram durante os anos da guerra; Hitler considerava Ali o chefe do governo iraquiano no exílio em Berlim.

## Estados fantoches
Vários governos nominalmente independentes, formados por simpatizantes locais sob vários graus de controle alemão, italiano e japonês, foram estabelecidos dentro dos territórios que ocuparam durante a guerra. Alguns desses governos se declararam neutros no conflito com os aliados, ou nunca concluíram nenhuma aliança formal com as potências do Eixo, mas seu controle efetivo pelas potências do Eixo os tornou, na realidade, uma extensão delas e, portanto, parte delas. Estas diferiam das autoridades militares e dos comissários civis fornecidos pela potência ocupante, na medida em que eram formadas por cidadãos do país ocupado e que a suposta legitimidade do estado fantoche era reconhecida pelo ocupante de jure, se não de facto. 

### Alemanha
As administrações colaboracionistas dos países ocupados pela Alemanha na Europa tinham vários graus de autonomia, e nem todas se qualificavam como estados soberanos totalmente reconhecidos. O Governo Geral na Polônia ocupada era uma administração totalmente alemã. Na Noruega ocupada, o Governo Nacional liderado por Vidkun Quisling – cujo nome veio a simbolizar a colaboração pró-Eixo em várias línguas – era subordinado ao Reichskommissariat Norwegen. Nunca lhe foi permitido ter forças armadas, ser um parceiro militar reconhecido ou ter autonomia de qualquer tipo. Nos Países Baixos ocupados, Anton Mussert recebeu o título simbólico de "Führer do Povo dos Países Baixos". Seu Movimento Nacional Socialista formou um gabinete para auxiliar a administração alemã, mas nunca foi reconhecido como um verdadeiro governo holandês.

#### Albânia (Reino Albanês)

Bandeira do Reino Albanês

Após o armistício italiano, um vácuo de poder se abriu na Albânia. As forças de ocupação italianas ficaram amplamente impotentes, pois o Movimento de Libertação Nacional assumiu o controle do sul e a Frente Nacional (Balli Kombëtar) assumiu o controle do norte. Albaneses do exército italiano se juntaram às forças de guerrilha. Em setembro de 1943, os guerrilheiros se moveram para tomar a capital Tirana, mas paraquedistas alemães caíram na cidade. Logo após a batalha, o Alto Comando Alemão anunciou que reconheceria a independência de uma Grande Albânia. Eles organizaram um governo, polícia e exército albaneses em colaboração com o Balli Kombëtar. Os alemães não exerceram forte controle sobre a administração da Albânia, mas tentaram ganhar apelo popular dando aos seus parceiros políticos o que eles queriam. Vários líderes do Balli Kombëtar ocuparam cargos no regime. As forças conjuntas incorporaram Kosovo, Macedônia Ocidental, sul de Montenegro e Presevo ao estado albanês. Um Alto Conselho de Regência foi criado para exercer as funções de um chefe de Estado, enquanto o governo era liderado principalmente por políticos conservadores albaneses. A Albânia foi o único país europeu ocupado pelas potências do Eixo que terminou a Segunda Guerra Mundial com uma população judaica maior do que antes da guerra.  O governo albanês se recusou a entregar sua população judaica. Eles forneceram documentos falsos às famílias judias e ajudaram-nas a dispersar-se na população albanesa.  A Albânia foi completamente libertada em 29 de novembro de 1944.

#### Território do Comandante Militar na Sérvia

Bandeira do Governo de Salvação Nacional da Sérvia

O Governo de Salvação Nacional, também conhecido como Regime de Nedić, foi o segundo governo fantoche sérvio, depois do Governo Comissário, estabelecido no Território do Comandante Militar (alemão) na Sérvia durante a Segunda Guerra Mundial. Foi nomeado pelo Comandante Militar Alemão na Sérvia e operou de 29 de agosto de 1941 a outubro de 1944. Embora o regime fantoche sérvio tivesse algum apoio,  era impopular entre a maioria dos sérvios que se juntaram aos Partisans iugoslavos de Josip Broz Tito ou aos Chetniks de Draža Mihailović.  O primeiro-ministro durante todo o período foi o general Milan Nedić. O Governo de Salvação Nacional foi evacuado de Belgrado para Kitzbühel, Alemanha, na primeira semana de outubro de 1944, antes que a retirada alemã da Sérvia fosse concluída.
Leis raciais foram introduzidas em todos os territórios ocupados, com efeitos imediatos sobre judeus e ciganos, além de causar a prisão daqueles que se opunham ao nazismo. Vários campos de concentração foram formados na Sérvia e na Exposição Antimaçonaria de 1942 em Belgrado a cidade foi declarada livre de judeus (Judenfrei). Em 1º de abril de 1942, a Gestapo Sérvia foi formada. Estima-se que 120.000 pessoas foram internadas em campos de concentração administrados pelos alemães na Sérvia de Nedić entre 1941 e 1944. No entanto, o campo de concentração de Banjica era administrado conjuntamente pelo exército alemão e pelo regime de Nedic.  Entre 50.000 e 80.000 pessoas foram mortas durante esse período. A Sérvia se tornou o segundo país da Europa, depois da Estônia, a ser proclamado Judenfrei (livre de judeus). Aproximadamente 14.500 judeus sérvios – 90% da população judaica da Sérvia, de 16.000 habitantes – foram assassinados na Segunda Guerra Mundial.
Nedić foi capturado pelos americanos quando eles ocuparam o antigo território da Áustria e, posteriormente, foi entregue às autoridades comunistas iugoslavas para atuar como testemunha contra criminosos de guerra, sob o entendimento de que seria devolvido à custódia americana para ser julgado pelos Aliados. As autoridades iugoslavas se recusaram a devolver Nedić à custódia dos Estados Unidos. Ele morreu em 4 de fevereiro de 1946 após pular ou cair da janela de um hospital de Belgrado, em circunstâncias que permanecem obscuras.

#### Itália (República Social Italiana)

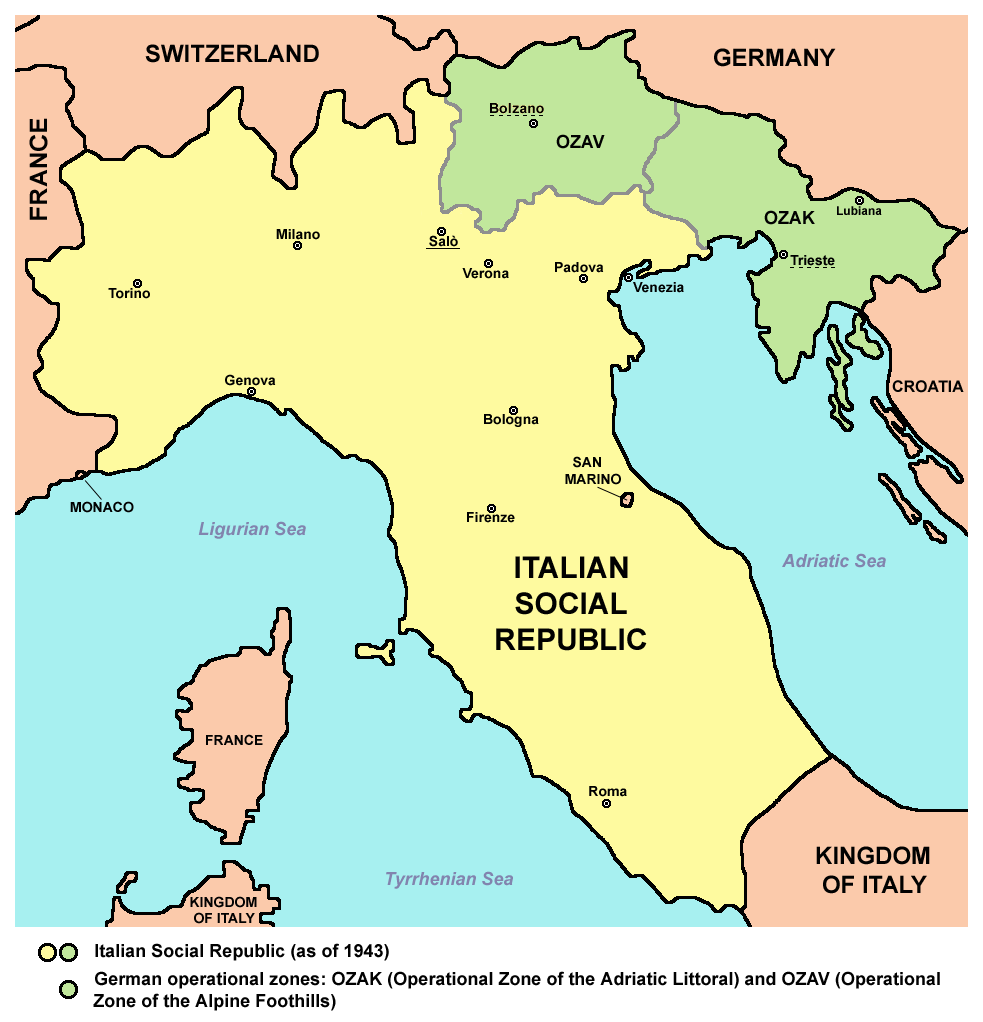
Zonas operacionais militares alemãs (OZAV/OZAK) sob administração direta alemã

O líder fascista italiano Benito Mussolini formou a República Social Italiana (Repubblica Sociale Italiana em italiano) em 23 de setembro de 1943, sucedendo o Reino da Itália como membro do Eixo. 

Bandeira de guerra da República Social Italiana

Mussolini foi afastado do cargo e preso pelo rei Vítor Emanuel III em 25 de julho de 1943. Após o armistício italiano, em um ataque liderado pelo paraquedista alemão Otto Skorzeny, Mussolini foi resgatado da prisão. 
Uma vez restaurado ao poder, Mussolini declarou que a Itália era uma república e que ele era o novo chefe de Estado. Ele ficou sujeito ao controle alemão durante toda a guerra. 

### Estados clientes conjuntos germano-italianos

#### Grécia (Estado Helênico)

Bandeira do Estado Helênico

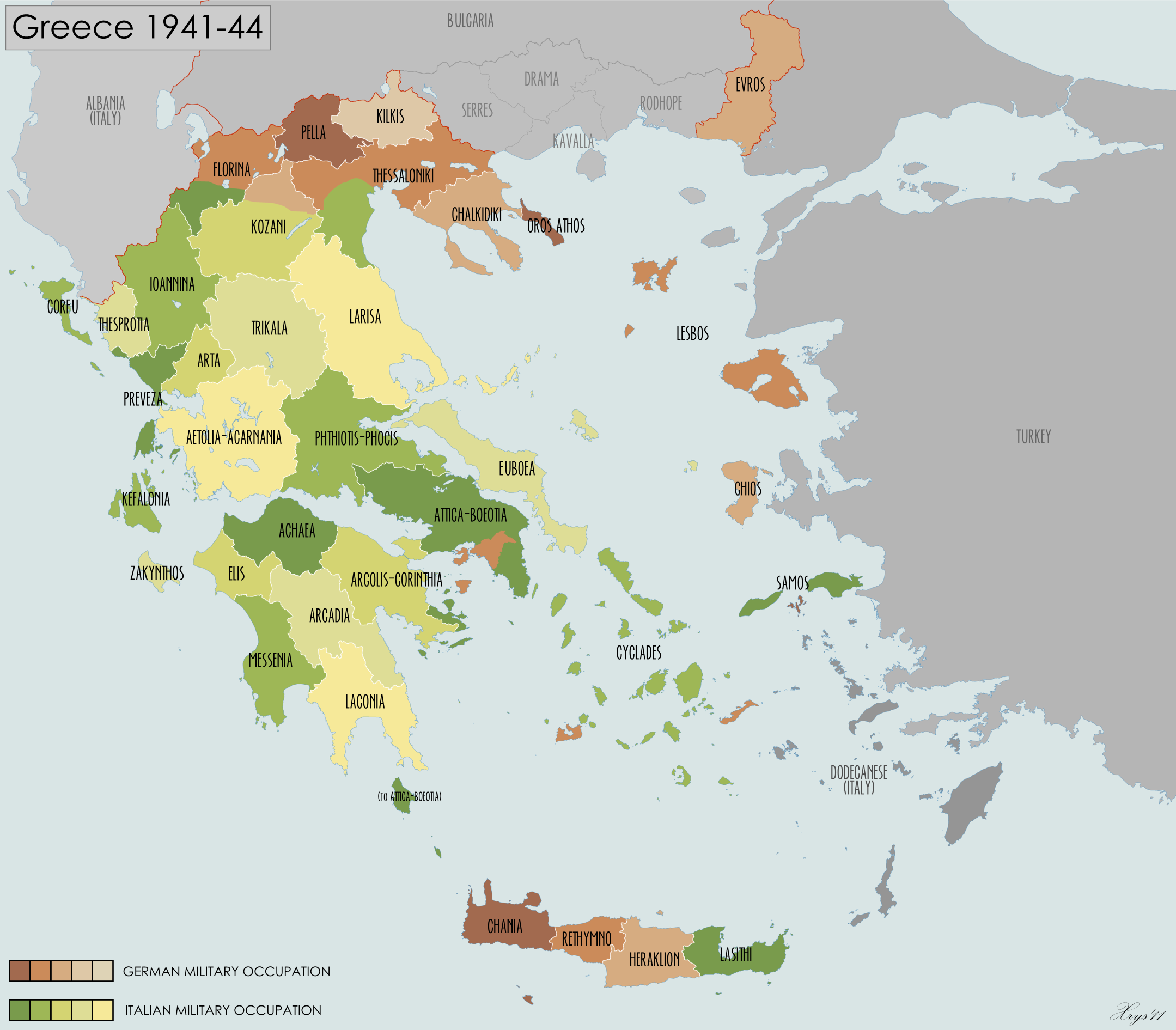
Grécia, 1941–1944

Após a invasão alemã da Grécia e a fuga do governo grego para Creta e depois para o Egito, o Estado Helênico foi formado em maio de 1941 como um estado fantoche da Itália e da Alemanha. Inicialmente, a Itália desejava anexar a Grécia, mas foi pressionada pela Alemanha para evitar distúrbios civis como os que ocorreram nas áreas anexadas pela Bulgária. O resultado foi a Itália aceitando a criação de um regime fantoche com o apoio da Alemanha. Hitler havia garantido à Itália um papel primordial na Grécia. A maior parte do país era controlada pelas forças italianas, mas locais estratégicos (Macedônia Central, as ilhas do nordeste do Mar Egeu, a maior parte de Creta e partes da Ática) eram controlados pelos alemães, que tomaram a maior parte dos ativos econômicos do país e efetivamente controlaram o governo colaboracionista. O regime fantoche nunca exerceu nenhuma autoridade real e não conquistou a lealdade do povo. Teve algum sucesso em impedir que movimentos secessionistas como a Legião Romana Arromena se estabelecessem. Em meados de 1943, a Resistência Grega libertou grandes partes do interior montanhoso ("Grécia Livre"), estabelecendo ali uma administração separada. Após o armistício italiano, a zona de ocupação italiana foi tomada pelas forças armadas alemãs, que permaneceram no comando do país até sua retirada no outono de 1944. Em algumas ilhas do Mar Egeu, guarnições alemãs foram deixadas para trás e se renderam somente após o fim da guerra. 

### Japão
O Império do Japão criou vários estados clientes nas áreas ocupadas por seus militares, começando com a criação de Manchukuo em 1932. Esses estados fantoches alcançaram diversos graus de reconhecimento internacional.

Bandeira do Reino do Kampuchea

#### Camboja
O Reino do Kampuchea foi um estado fantoche japonês de curta duração que durou de 9 de março de 1945 a 15 de agosto de 1945. Os japoneses entraram no protetorado francês do Camboja em meados de 1941, mas permitiram que autoridades francesas de Vichy permanecessem em postos administrativos enquanto os apelos japoneses por uma "Ásia para os asiáticos" conquistaram muitos nacionalistas cambojanos. 
Em Março de 1945, a fim de obter apoio local, os japoneses dissolveram o domínio colonial francês e pressionaram o Camboja a declarar a independência dentro da Esfera de Co-Prosperidade da Grande Ásia Oriental.  O rei Sihanouk declarou o Reino do Kampuchea (substituindo o nome francês) independente. Son Ngoc Thanh, que fugiu para o Japão em 1942, regressou em Maio e foi nomeado ministro dos Negócios Estrangeiros.  Na data da rendição japonesa, um novo governo foi proclamado com Son Ngoc Thanh como primeiro-ministro. Quando os Aliados ocuparam Phnom Penh em Outubro, Son Ngoc Thanh foi preso por colaborar com os japoneses e foi exilado em França. 

Bandeira do Governo Provisório da Índia Livre

#### Índia (Azad Hind)
O Arzi Hukumat-e-Azad Hind, o "Governo Provisório da Índia Livre", foi um estado que foi reconhecido por nove governos do Eixo e aceito como parte do eixo pelos japoneses. 
Foi liderado por Subhas Chandra Bose, um nacionalista indiano que rejeitou os métodos não violentos de Mahatma Gandhi para alcançar a independência. O Primeiro Exército Nacional Indiano vacilou depois que sua liderança se opôs a ser uma ferramenta de propaganda para os objetivos de guerra japoneses e ao papel do escritório de ligação japonês. Ela foi revivida pela Liga da Independência da Índia com apoio japonês em 1942, depois que ex-prisioneiros de guerra e civis indianos no Sudeste Asiático concordaram em participar do empreendimento da INA com a condição de que fosse liderado por Bose. Bose declarou a independência da Índia em 21 de outubro de 1943. O Exército Nacional Indiano foi engajado como parte da Operação U-Go. Ele desempenhou um papel marginal na batalha, sofreu sérias baixas e teve que se retirar com o restante das forças japonesas depois que o cerco de Infal foi quebrado. Mais tarde, foi comprometido com a defesa da Birmânia contra a ofensiva dos Aliados. Sofreu um grande número de deserções nesta última parte. As tropas restantes do INA mantiveram a ordem em Rangoon após a retirada do governo de Ba Maw. O governo provisório recebeu o controle nominal das Ilhas Andamão e Nicobar de novembro de 1943 a agosto de 1945. 

Bandeira de Mengjiang

#### Mongólia Interior (Mengjiang)
Mengjiang era um estado fantoche japonês na Mongólia Interior. Era nominalmente governada pelo príncipe Demchugdongrub, um nobre mongol descendente de Genghis Khan, mas na verdade era controlada pelos militares japoneses. A independência de Mengjiang foi proclamada em 18 de fevereiro de 1936, após a ocupação japonesa da região. 
Os mongóis interiores tinham várias queixas contra o governo central chinês em Nanquim, incluindo sua política de permitir a migração ilimitada de chineses han para a região. Vários dos jovens príncipes da Mongólia Interior começaram a lutar por maior liberdade do governo central, e foi por meio desses homens que os japoneses viram sua melhor chance de explorar o nacionalismo pan-mongol e, eventualmente, tomar o controle da Mongólia Exterior da União Soviética. 
O Japão criou Mengjiang para explorar as tensões entre os mongóis étnicos e o governo central da China, que em teoria governava a Mongólia Interior. Quando os vários governos fantoches da China foram unificados sob o governo de Wang Jingwei em março de 1940, Mengjiang manteve sua identidade separada como uma federação autônoma. Embora sob o firme controle do Exército Imperial Japonês, que ocupava seu território, o Príncipe Demchugdongrub tinha seu próprio exército independente. Mengjiang desapareceu em 1945 após a derrota do Japão na Segunda Guerra Mundial. 

Bandeira do Reino de Luang Prabang

#### Laos

Bandeira da Segunda República das Filipinas

A Indochina Francesa, incluindo o Laos, foi ocupada pelos japoneses em 1941, embora o governo dos oficiais coloniais franceses de Vichy tenha continuado. A libertação da França em 1944, levando Charles de Gaulle ao poder, significou o fim da aliança entre o Japão e a administração francesa de Vichy na Indochina. Em 9 de março de 1945, os japoneses realizaram um golpe militar em Hanói e, em 8 de abril, chegaram a Luang Phrabang. O rei Sīsavāngvong foi detido pelos japoneses e forçado a emitir uma declaração de independência, embora pareça que nunca foi formalizada. O controlo francês sobre o Laos foi reafirmado em 1946. 

#### Filipinas (Segunda República)

Bandeira do Império do Vietnã

Após a rendição das forças filipinas e americanas na Península de Bataan e na Ilha Corregidor, os japoneses estabeleceram um estado fantoche nas Filipinas em 1942.  No ano seguinte, a Assembleia Nacional das Filipinas declarou as Filipinas uma República independente e elegeu José Laurel como seu Presidente.  Nunca houve um apoio civil generalizado ao estado, em grande parte devido ao sentimento anti-japonês geral decorrente das atrocidades cometidas pelo Exército Imperial Japonês.  A Segunda República das Filipinas terminou com a rendição japonesa em 1945, e Laurel foi presa e acusada de traição pelo governo dos EUA. Ele recebeu anistia do presidente Manuel Roxas e continuou ativo na política, conquistando finalmente uma cadeira no Senado do pós-guerra.

#### Vietnã (Império do Vietnã)
O Império do Vietnã foi um estado fantoche japonês de curta duração que durou de 11 de março a 23 de agosto de 1945. Quando os japoneses tomaram o controle da Indochina Francesa, eles permitiram que os administradores franceses de Vichy permanecessem no controle nominal. O domínio francês terminou em 9 de março de 1945, quando os japoneses assumiram oficialmente o controle do governo. Logo depois, o imperador Bảo Đại anulou o tratado de 1884 com a França e Trần Trọng Kim, um historiador, tornou-se primeiro-ministro. 

## Cooperação alemã, italiana e japonesa na Segunda Guerra Mundial

### Cooperação do Eixo Alemão-Japonês
Em 7 de dezembro de 1941, o Japão atacou as bases navais dos EUA em Pearl Harbor, no Havaí. De acordo com a estipulação do Pacto Tripartite, a Alemanha nazista e a Itália fascista eram obrigadas a defender seus aliados somente se eles fossem atacados. Como o Japão havia dado o primeiro passo, a Alemanha e a Itália não eram obrigadas a ajudá-lo até que os Estados Unidos contra-atacassem. No entanto, esperando que os EUA declarassem guerra à Alemanha em qualquer caso,  Hitler ordenou ao Reichstag que declarasse formalmente guerra aos Estados Unidos.  Hitler concordou que a Alemanha quase certamente declararia guerra quando os japoneses o informaram pela primeira vez sobre sua intenção de entrar em guerra com os Estados Unidos em 17 de novembro de 1941.  A Itália também declarou guerra aos EUA.

O historiador Ian Kershaw sugere que esta declaração de guerra contra os Estados Unidos foi um erro grave cometido pela Alemanha e pela Itália, pois permitiu que os Estados Unidos se juntassem à guerra na Europa e no Norte de África sem qualquer limitação.  Por outro lado, os contratorpedeiros americanos que escoltavam comboios tinham intervindo eficazmente na Batalha do Atlântico com navios e submarinos alemães e italianos, e a declaração de guerra imediata tornou possível o Segundo Tempo Feliz para os U-boats.  Franklin D. Roosevelt disse no seu Fireside Chat de 9 de Dezembro de 1941, 2 dias antes das potências europeias do Eixo declararem formalmente guerra à América, que a Alemanha e a Itália já se consideravam em estado de guerra com os Estados Unidos.  Os planos para o Rainbow Five foram publicados pela imprensa no início de dezembro de 1941,  e Hitler não podia mais ignorar a quantidade de ajuda econômica e militar que os EUA estavam dando à Grã-Bretanha e à URSS. 

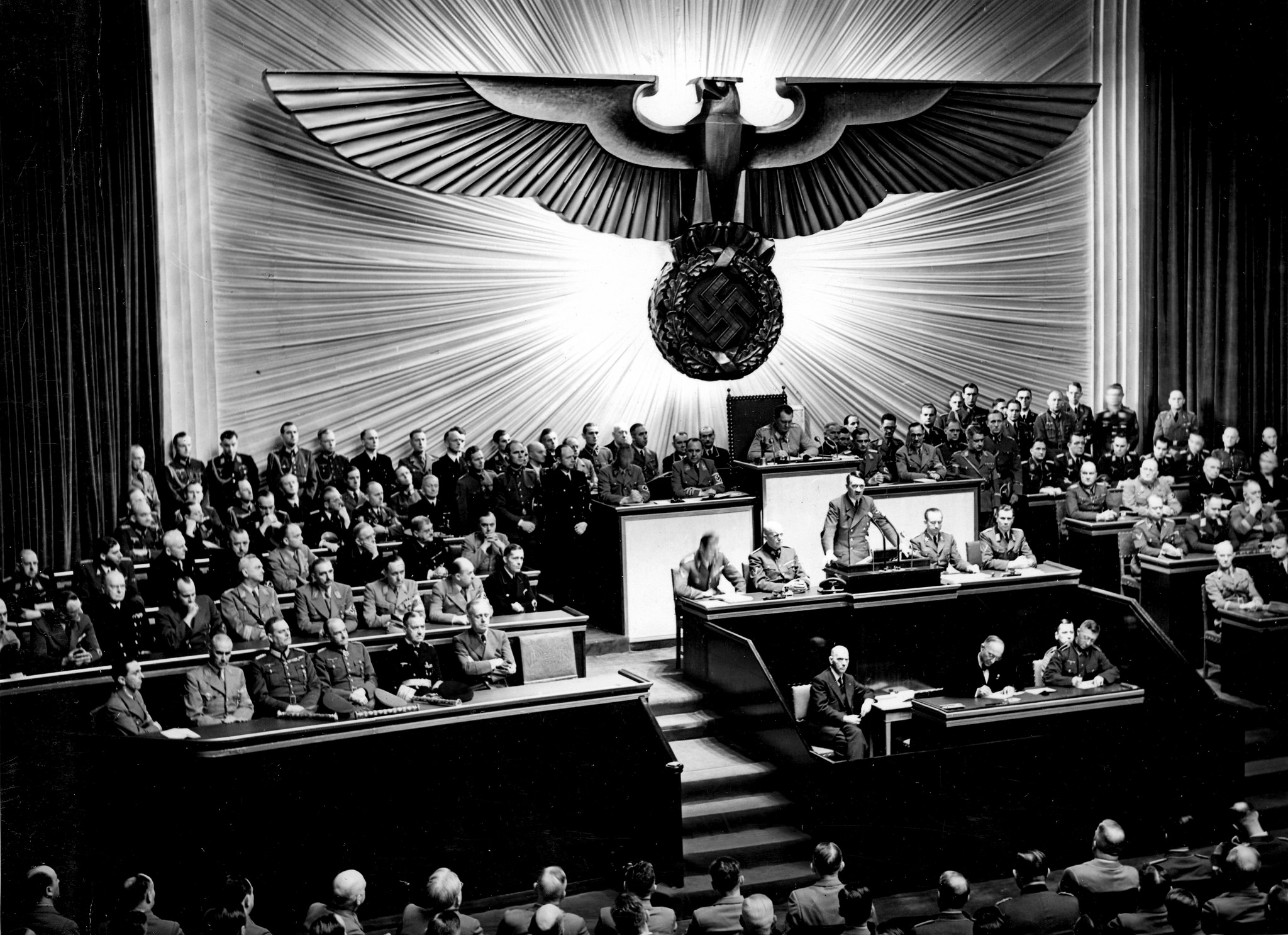
Hitler declarando guerra aos Estados Unidos em 11 de dezembro de 1941
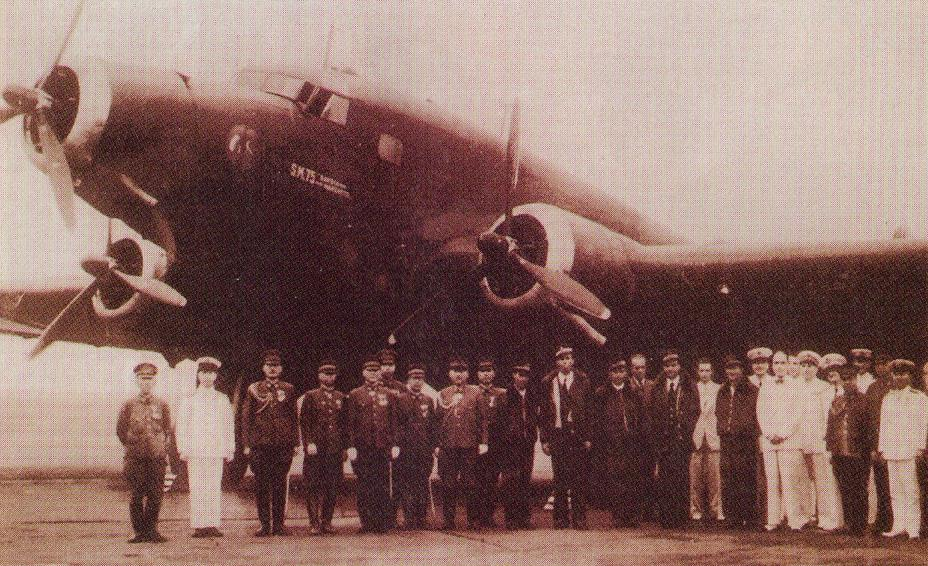
Pilotos italianos de uma aeronave de carga de longo alcance Savoia-Marchetti SM.75 se encontram com autoridades japonesas ao chegar ao Leste Asiático em 1942
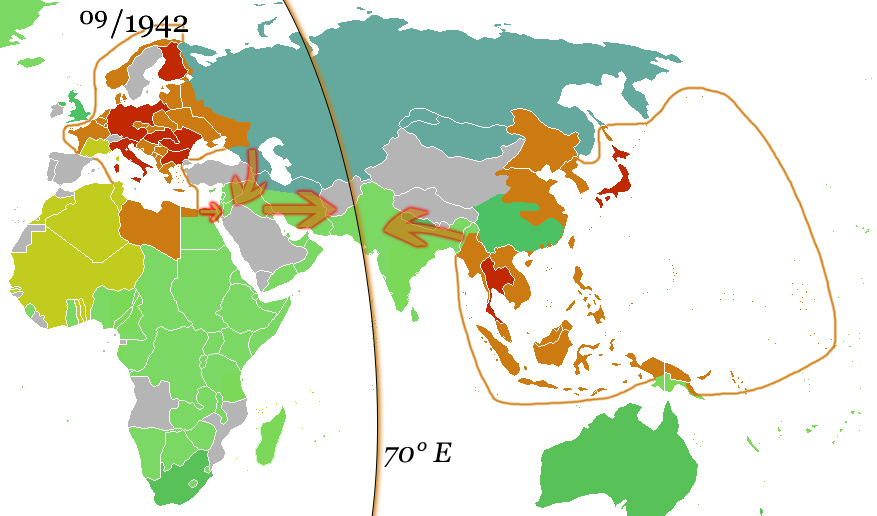
As esferas de influência direta alemã e japonesa atingiram suas maiores extensões no outono de 1942. As setas mostram movimentos planejados para uma linha de demarcação acordada em 70° E, que, no entanto, nunca foi aproximada.